# Liste der Kulturdenkmale in Hoyerswerda
In der Liste der Kulturdenkmale in Hoyerswerda sind die Kulturdenkmale der sächsischen Stadt Hoyerswerda verzeichnet, die bis September 2024 vom Landesamt für Denkmalpflege Sachsen erfasst wurden (ohne archäologische Kulturdenkmale). Die Anmerkungen sind zu beachten.
Diese Liste ist eine Teilliste der Liste der Kulturdenkmale im Landkreis Bautzen.

## Aufteilung
Wegen der großen Anzahl von Kulturdenkmalen in Hoyerswerda sind die Kulturdenkmale in den Ortsteilen in Teillisten aufgeführt.
| Bröthen/Michalken |
| Dörgenhausen      |
| Knappenrode       |
| Schwarzkollm      |
| Zeißig            |

## DDR-Baugeschichte
Im Bestreben, die DDR energietechnisch möglichst autark zu halten, legte 1954 der IV. Parteitag der SED die Ausweitung der Hoyerswerdaer Gruben und die Erbauung des Braunkohleveredlungskombinates Schwarze Pumpe fest. So wurde aus dem bedeutenden Bergbaustandort ein ebensolcher Industriestandort, der den Zuzug einer großen Zahl an Arbeitskräften nach sich zog. Das kleine Hoyerswerda wurde zunächst ab 1955 um die „neue Wohnstadt Hoyerswerda“ mit den Wohngebieten Bahnhofsvorplatz (650 Wohneinheiten), Westrandbebauung (650 Wohneinheiten) und Am Elsterbogen erweitert.
Wohnkomplex 1 begonnen 1957 östlich des Schwarze-Elster-Kanals, aber von diesem durch den Wohnkomplex 2 getrennt. Offizielle Grundsteinlegung am 15. Juni 1957 mit der heutigen Otto-Damerau-Straße 2/4/6/8/10. Gebaut wird in Großplattenbauweise mit im Betonwerk vorgefertigten geschosshohen Wandelementen sowie in Großblockbauweise. Viergeschossige Wohngebäude mit drei bis fünf Segmenten (je 8 bis 12 Wohnungen) mit Satteldach grenzen Wohnhöfe mit Grünflächen und Spielplätzen ein. Zentraler Freiraum mit Plastik von Jürgen von Woyski „Stehender mit Kind“. Im hinteren Bereich des Wohnkomplexes die architektonisch beachtliche Schule Konrad-Zuse-Straße 7.
Der Wohnkomplex 3 ist das erste Wohngebiet Hoyerswerdas ausschließlich in Plattenbauweise P1, 1959 bis 1961. Zwei Drittel der rund 1300 Wohnungen sind in fast durchgängig parallel ausgerichteten Wohnblöcken untergebracht. Ein Drittel der Wohnungen befinden sich in den Achtgeschossern an der Magistrale (heute Bautzner Allee). Diese entstanden mit einem aus der BRD importierten Turmdrehkran als die ersten Hochhäuser der DDR in Plattenbauweise. Der Portalkran erlaubte nur strenge gerade Zeilen. Zwei lange Achtgeschosser mit vier Eingängen stehen längs der Magistrale und fassen drei Achtgeschosser mit je zwei Eingängen in „Giebelstellung“ zur Magistrale zwischen sich ein. Die Häuser haben flache, deutlich überstehende Dächer und sind eher schmal denn tief. Jeweils an einer Langseite finden sich eingezogene wandbündige Loggien. Die Fensterachsen der Wohnzimmer sind mit französischen Fenstern mit künstlerisch anspruchsvoll gestalteten Fenstergittern versehen. Diesen Achsen wurden ab 2006 Balkons vorgelegt, wobei jeweils aus zwei Ein-Raum-Wohnungen als den Mittelwohnungen eine Zwei-Raum-Wohnung entstand. Auf der anderen, glatten Langseite befinden sich die Treppenhäuser, denen in jedem Falle durchbrochene Betonelemente vorgeblendet sind. Bemerkenswert ist, dass sich jeweils auch an den Giebelseiten (leicht heraustretende) Balkons befinden. Bei den Fassaden bleibt trotz Farbanstrich der Plattenumriss erkennbar, ein durchaus moderner Gedanke.
Im Wohnkomplex 4 finden sich längere, hintereinander (Giebel an Giebel) gereihte Blocks und dazwischen parallel eingespannte kürzere Blocks. Bauzeit war 1961/62. Der Wohnkomplex umfasst 1400 Wohnungen in der Plattenbauweise P 1. Im Mittelpunkt befindet sich das Versorgungszentrum Johann-Sebastian-Bach-Straße 11, 13, 15, 17 mit vier Bauten.
Wohnkomplex 5 wurde von 1962 bis 1964 mit 1300 Wohnungen errichtet. In dieser Zeit kam es zu einer Änderung der Konstruktion von der Wohnungsbautypenserie P1 zur Serie Typ Hoyerswerda. Gebaut wurde weiterhin viergeschossig. Das Bild änderte sich wenig.
Im Zeitraum 1964/65 entstanden in Wohnkomplex 6 1200 Wohnungen. Alle Plattenbauten erhielten einen Fassadenanstrich. Im östlichen Bereich fanden erstmals Außenwandplatten mit Rollkies- und Splittvorsatz Anwendung.
In Wohnkomplex 8 insgesamt 3000 Wohnungen, vier Schulen und fünf Kinderkombinationen, alles erst 1972 vollendet. Bis 1966 entstanden Plattenbauten Typ Hoyerswerda. 1967 Umstellung auf die Wohnungsbauserie Typ P 2, in der auch Elfgeschosser errichtet wurden. Die Oberflächen wurden im Betonwerk mit Rollkies oder Splitt beschichtet oder mit Keramikplatten oder Oberflächenstrukturen versehen. Zur Aufwertung wurden mehrere Kunstwerke aufgestellt, so die Brunnenplastik „Vogelflug“ und der Brunnen „Wasserspiele“, auch kamen Keramikteller an die Kaufhalle.
Von 1975 bis 1989 fanden in Hoyerswerda neun Bildhauersymposien statt. Als Akademiemitglied leitete Jürgen von Woyski alle Symposien. Die Werke wurden größtenteils in den neu errichteten Wohnbezirken von Hoyerswerda aufgestellt. Die Ergebnisse der Symposien 1981, 1985 und 1988 fanden in Cottbus und Guben ihren Platz. In Cottbus als der ehemaligen Bezirkshauptstadt sind auch die thematisch an Pablo Nerudas Friedenslied angelehnten Werke des IV. Symposiums zu finden.

## Liste der Kulturdenkmale in Hoyerswerda
| Bild                                    | Bezeichnung | Lage                                                                              | Datierung | Beschreibung | ID       |
| --------------------------------------- | --- | --------------------------------------------------------------------------------- | --- | --- | -------- |
| Weitere Bilder                          | Kunstwerke im Stadtgebiet Hoyerswerda (Sachgesamtheit) |                                                                                   | 1975–1989 (Bildwerk); 1970–1985 (Brunnenplastik); 1984 (Marktbrunnen); 1968–1970 (Wandbilder) | Künstlerisch von Bedeutung | 08975452 |
| Weitere Bilder                          | Werke des Dritten Bildhauersymposiums | (zentrale Freifläche, WK II) (Karte)                                              | 1979 | Einzeldenkmal der Sachgesamtheit Kunstwerke im Stadtgebiet Hoyerswerda; Skulpturen „Für das Glück des Kindes“, Gemeinschaftsarbeit der Teilnehmer (Foto), „Gespann“, „Glückliche Familie“, „Liegende“, „Mutter und Kind“, „Offenes Fenster“ und „Schöpfung“ | 09306433 |
|                                         | Brunnenanlage „Römerbrunnen“ | (zentrale Freifläche, WK III) (Karte)                                             | 1974 | Einzeldenkmal der Sachgesamtheit Kunstwerke im Stadtgebiet Hoyerswerda; Brunnenanlage aus Metall, von Arbeitskollektiv des Gaskombinats Schwarze Pumpe gestaltet, seit 2008 ohne Brunnenbecken | 09306438 |
| Weitere Bilder                          | Plastik „Mutter mit Kind“ | (Freifläche vor dem Versorgungszentrum WK III) (Karte)                            | 1962 | Einzeldenkmal der Sachgesamtheit Kunstwerke im Stadtgebiet Hoyerswerda; Bronzeplastik von Martin Wetzel | 09306436 |
| Weitere Bilder                          | Skulptur „Vogelbaum“ | (zentrale Freifläche, WK VI) (Karte)                                              | 1969 | Einzeldenkmal der Sachgesamtheit Kunstwerke im Stadtgebiet Hoyerswerda; Sandsteinskulptur von Jürgen von Woyski | 09306441 |
| Weitere Bilder                          | Werke des Siebenten Bildhauersymposiums | (zentrale Freifläche vor der Gaststätte, WK VII) (Karte)                          | 1987 | Einzeldenkmal der Sachgesamtheit Kunstwerke im Stadtgebiet Hoyerswerda; Skulpturen „Achtung Mensch“, „Bergmann“, „Figurenrelief“, Gemeinschaftsarbeit der Teilnehmer, „Ikarus“, „Kampf“, „Mutter mit Kind“ und „Quelle des Lebens“, acht Plastiken von sieben Künstlern, zwei weitere Plastiken bereits zerstört, künstlerisch von Bedeutung | 09306443 |
| Weitere Bilder                          | Werke des Ersten Bildhauersymposiums | Albert-Einstein-Straße, WK II (Karte)                                             | 1975 | Einzeldenkmal der Sachgesamtheit Kunstwerke im Stadtgebiet Hoyerswerda; Skulpturen „Aufbrechende Frucht“, „Baum des Glücks“, „Den Regen erwartend“, „Evolutionen“, Gemeinschaftsarbeit der Teilnehmer, „Hockende“ (Foto) und „Mutter mit Kind“, ursprünglicher Standort im Atrium des Versorgungszentrums WK IX, seit 2009 auf Gelände des ehemaligen Wohnhauses Bautzener Allee 32b–d, 7 Plastiken von 6 Künstlern, künstlerisch von Bedeutung | 09306435 |
| Weitere Bilder                          | Centrum-Warenhaus | Albert-Einstein-Straße 1a (Neustadt/Stadtzentrum) (Karte)                         | 1965–1968 | Kaufhaus in Stahlskelettbauweise, kubischer Bau mit Keller, Erdgeschoss mit Glasfront und zwei Obergeschosse mit Metall-Vorhangfassade mit wabenartigen Elementen aus Aluminium. Bau entworfen bei VEB Leipzig-Projekt, Architekten Adolf Möller, Günther Walther, Ingenieur Hans-Heinrich Forberg, Innenarchitekt Horst Fellmann, Fassadenelemente Bildhauer Harry Müller. Mit Wandbild aus Mosaiksteinen „Sorbisches Leben“ vom Künstler Erich Enge, heute (2012) verkleidet. Eines von mehreren ähnlichen zeitgleichen Kaufhäusern. Die Centrum-Warenhäuser in Suhl und Dresden wurden abgerissen, dasjenige in Berlin am Alexanderplatz vollkommen umgebaut. Mit der Originalfassade existieren nur noch die Häuser in Magdeburg und Schwedt. Das einstige Konsument-Kaufhaus in Cottbus ähnelt dem Hoyerswerdaer, weist aber keine Metallfassade auf, sondern ist mit strukturierten Betonplatten verkleidet. Das Brühl-Kaufhaus in Leipzig (ebenfalls „Konsument“) bot sich nur in den Fassadenelementen aus Metall gleich dar und wurde vor 2011 bis auf geringe Reste abgebrochen, um anschließend mit einer Fassadenkopie neu errichtet zu werden. Die Häuser sind in formaler, funktionaler und konstruktiver Hinsicht wichtige Zeugnisse der Architektur dieser Zeit in der DDR. Das gemeinsame Merkmal der Bauten, die Metall-Vorhangfassaden in durchbrochener oder geschlossener Ausführung, ist bei jedem Bau unterschiedlich. Es gibt also DDR-weit keine zwei gleichen Fassaden, für jedes Projekt wurden von Architekten oder Künstlern eigene Fassadenelemente entwickelt. Im Hoyerswerdaer Beispiel finden wir eine geschlossene Fassade, die Ähnlichkeit mit Leipzig aufweist, aber im Detail deutlich plastischer ausgebildet ist, was den Eindruck der bewegten Oberfläche bewirkt. Bemerkenswert an dem Gebäude ist auch das umlaufende Fensterband im zweiten Obergeschoss, das als Verweis auf die Klassische Moderne gewertet werden kann. Auch die umlaufend überdachte Schaufensterzone kann als charakteristisch für das Haus angesehen werden. | 09301105 |
|                                         | Wohnhaus | Alte Berliner Straße 20 (Karte)                                                   | Um 1912 | Im Schweizerstil, eingeschossig mit weitem Dachüberstand, sozialgeschichtlich von Bedeutung. Empfohlene Unterschutzstellung: Bauernhof mit Wohnhaus an der Straße, zwei Scheunen auf der hinteren Hofseite, linkes Nebengebäude mit flacherem Anbau (Klinker), Scheune an der hinteren Grundstücksgrenze (Klinker), baugeschichtlich und ortsgeschichtlich von Bedeutung. | 08975604 |
|                                         | Mehrfamilienhaus der Wohnanlage Bahnhofsvorstadt, mit Läden | Am Bahnhofsvorplatz 1a, 1b, 1c (Karte)                                            | 1955 | An den Treppenhäusern Sgraffiti, wichtiges Zeugnis der 1950er-Jahre-Bebauung der Stadt, im Stil der Nationalen Bautradition, Putzbau mit Walmdach der VEB Bau-Union Hoyerswerda, unter Leitung von Chefarchitekt Ferdinand Rupp nach Typenprojekten der Bauakademie der DDR erbaut, 2004 saniert. Die Grundsteinlegung zum Bahnhofsvorplatz – dazu gehören die Straßen Am Bahnhofsvorplatz und August-Bebel-Straße – erfolgte am 31. August 1955. Es entstanden zwei- bis viergeschossige Wohnblocks mit zwei bis fünf Eingängen und Walmdächern in Ziegelbauweise. Das Gebäude ist dreigeschossig mit drei Eingängen und Walmdach. Der Bau bildet mit anderen Blöcken einen Platz vor dem Bahnhof. Da im Jahr 1955 zunächst nur an die Errichtung von Wohnhäusern gedacht werden konnte, sind hier Dienstleistungs- und Verkaufseinrichtungen in die Erdgeschosse und nicht in speziellen Bauten eingebracht. Die drei Treppenhäuser sind nach außen durch eine besondere Gestaltung kenntlich gemacht, wobei die beiden Fenster miteinander recht klassisch gerahmt gekoppelt sind. Besonders bemerkenswert sind die Gitter der französischen Fenster auch an den Treppenhäusern. Es bestehen ein stadtbaugeschichtlicher und baugeschichtlicher Wert. | 08975419 |
|                                         | Mehrfamilienhaus der Wohnanlage Bahnhofsvorstadt, ehemals mit Läden | Am Bahnhofsvorplatz 2a, 2b, 2c (Karte)                                            | 1955 | Wichtiges Zeugnis der 1950er-Jahre-Bebauung der Stadt, im Stil der Nationalen Bautradition, Putzbau mit Walmdach, unter Leitung von Chefarchitekt Ferdinand Rupp nach Typenprojekten der Bauakademie der DDR erbaut, 2004 saniert. Das Gebäude besteht aus zwei im rechten Winkel aneinandergefügten dreigeschossigen Blöcken – ein weiterer Block (Nummer 4) schließt sich, wiederum rechtwinklig und versetzt, nach Norden an. Da im Jahr 1955 zunächst nur an die Errichtung von Wohnhäusern gedacht werden konnte, waren in der 2a im Erdgeschoss Dienstleistungs- und Verkaufseinrichtungen eingebracht, die jedoch nicht mehr existieren. Die wenigen französischen Fenster sind mit kunstvollen Fenstergittern versehen. Es bestehen ein stadtbaugeschichtlicher und baugeschichtlicher Wert. | 08975418 |
|                                         | Mehrfamilienhaus der Wohnanlage Bahnhofsvorstadt, ehemals mit Läden | Am Bahnhofsvorplatz 4a, 4b, 4c, 4d, 4e, 4f, 4g (Karte)                            | 1955 | Sgraffiti an den Treppenhäusern, wichtiges Zeugnis der 1950er-Jahre-Bebauung der Stadt, im Stil der Nationalen Bautradition, Putzbau mit Walmdach, unter Leitung von Chefarchitekt Ferdinand Rupp nach Typenprojekten der Bauakademie der DDR erbaut, 2004 saniert. Das Gebäude ist dreigeschossig und besitzt fünf Eingänge. Es schließt sich, rechtwinklig und versetzt, nach Norden dem Block Am Bahnhofsvorplatz 2 a, b, c an und stellt einen Teil des Bahnhofsvorplatzes dar. Da im Jahr 1955 zunächst nur an die Errichtung von Wohnhäusern gedacht werden konnte, waren in der 2a im Erdgeschoss Dienstleistungs- und Verkaufseinrichtungen eingebracht, die jedoch nicht mehr existieren. Die Treppenhäuser sind nach außen durch eine besondere Gestaltung kenntlich gemacht, wobei die beiden übereinanderliegenden Fenster miteinander recht klassisch gerahmt gekoppelt und zudem mit Sgraffiti versehen sind. Besonders bemerkenswert sind die Gitter der französischen Fenster auch an den Treppenhäusern. Es bestehen ein stadtbaugeschichtlicher und baugeschichtlicher Wert. | 08975417 |
|                                         | Mehrfamilienhaus der Wohnanlage Bahnhofsvorstadt | Am Bahnhofsvorplatz 6a, 6b (Karte)                                                | 1955 | Wichtiges Zeugnis der 1950er-Jahre-Bebauung der Stadt, im Stil der Nationalen Bautradition, Putzbau mit Walmdach, unter Leitung von Chefarchitekt Ferdinand Rupp nach Typenprojekten der Bauakademie der DDR erbaut, 2004 saniert. Das Gebäude ist dreigeschossig und besitzt zwei Eingänge. Bemerkenswert sind die kunstvoll gestalteten Gitter der französischen Fenster. Es bestehen ein stadtbaugeschichtlicher und baugeschichtlicher Wert. | 08975404 |
|                                         | Mehrfamilienhaus der Wohnanlage Bahnhofsvorstadt | Am Bahnhofsvorplatz 9a, 9b, 9c (Karte)                                            | 1955 | Dekorative Eingänge, wichtiges Zeugnis der 1950er-Jahre-Bebauung der Stadt, im Stil der Nationalen Bautradition, Putzbau mit Walmdach, unter Leitung von Chefarchitekt Ferdinand Rupp nach Typenprojekten der Bauakademie der DDR erbaut, 2004 saniert. Das Gebäude ist dreigeschossig und besitzt drei Eingänge. Bei der 9a und c sind die Hauseingänge und die oberen Treppenhausfenster sehr klassisch gerahmt und beim Portal im Architrav zudem mit farbigen Putzzeichnungen versehen. Die mittlere 9b besitzt einen Vorbau, der einen Balkon mit kunstvollem Gitter im ersten Obergeschoss trägt. Die dazugehörige Balkontür ist ebenfalls klassisch gerahmt und im Architrav mit der farbigen Darstellung von zwei Igeln geschmückt. Das Haus ist in der Haltung eher konservativ, was auch am profilierten Hauptgesims deutlich wird. Es bestehen ein stadtbaugeschichtlicher und baugeschichtlicher Wert. | 08975405 |
|                                         | Mehrfamilienhaus der Wohnanlage Bahnhofsvorstadt | Am Bahnhofsvorplatz 10a, 10b, 10c (Karte)                                         | 1955 | Wichtiges Zeugnis der 1950er-Jahre-Bebauung der Stadt, im Stil der Nationalen Bautradition, Putzbau mit Walmdach, unter Leitung von Chefarchitekt Ferdinand Rupp nach Typenprojekten der Bauakademie der DDR erbaut, 2004 saniert. Das Gebäude ist dreigeschossig und besitzt drei Eingänge. Bei der 10a und c sind die Hauseingänge profiliert klassisch gerahmt. Die mittlere 10b besitzt einen Vorbau, der einen Balkon mit kunstvollem Gitter im ersten Obergeschoss trägt. Die dazugehörige Balkontür ist ebenfalls klassisch gerahmt und im Architrav mit der farbigen Darstellung von Truthähnen geschmückt. Das Haus ist in der Haltung eher konservativ, was auch am profilierten Hauptgesims deutlich wird. Es bestehen ein stadtbaugeschichtlicher und baugeschichtlicher Wert. | 08975403 |
|                                         | Wohnhaus in geschlossener Bebauung, mit Hinterhaus | Am Haag 2 (Karte)                                                                 | 1. Hälfte 19. Jahrhundert | Der Haag war eine Vorstadt von Hoyerswerda nördlich des Schlosses und wurde 1890 nach Hoyerswerda eingemeindet. 1777 gab es 20 Häusler. Die Häuser der Gemeinde Haag wurden wohl von herrschaftlichen Dienstbooten erbaut, die meistens Pachtland bearbeiteten. Ursprünglich bestand der Haag aus ausschließlich eingeschossigen Häusern, meist in geschlossener Bebauung, mit parallelen Hintergebäuden ebenfalls in geschlossener Bebauung, dazu etwas Gartenland. Nummer 2 ist so aufgebaut. Wohnhaus eingeschossig mit Durchfahrt und Satteldach. Das parallele Hofgebäude ist kein Denkmal. Authentisches, in Form und Funktion ortstypisches Anwesen von baugeschichtlichem und ortsgeschichtlichem Wert. | 08975520 |
|                                         | Wohnhaus in geschlossener Bebauung | Am Haag 3 (Karte)                                                                 | 1. Hälfte 19. Jahrhundert | Wohnhaus eingeschossig mit Durchfahrt und Satteldach. Das parallele Hofgebäude ist kein Denkmal. Authentisches, in Form und Funktion ortstypisches Anwesen von baugeschichtlichem und ortsgeschichtlichem Wert. | 08975519 |
|                                         | Wohnhaus | Am Haag 13a (Karte)                                                               | Um 1900 | Bei Nummer 13a allerdings handelt es sich um einen entfernteren Hof, den mit dem Haag nur die Adresse verbindet. Unter Schutz steht das neue, um 1900 gebaute Wohnhaus der Wirtschaft, die entweder zu einer Gartennahrung gehört oder einst im Zusammenhang mit dem Schloss stand. Gebaut ist das Wohnhaus in Klinker, dabei gelbe Flächen mit roten Architekturformen. Es ist eingeschossig mit großem ausgebautem Mansarddach, dieses und historisierend mit verschiedenen Giebelformen und Dachhäuschen. Der angebaute Eingangsvorbau besitzt im Obergeschoss einen Austritt. Baugeschichtlich und ortsgeschichtlich von Bedeutung. | 08975516 |
|                                         | Wohnhaus mit Hofgebäude | Am Haag 14 (Karte)                                                                | 1. Hälfte 19. Jahrhundert | Kleiner Hof mit Vorderhaus, dieses rechts an die Nummer 15 angebaut, und Hofgebäuden. Die durchgehend eingeschossigen Bauten sind in Ziegel errichtet. Das Vorderhaus ist zur Straße verputzt, die Hofgebäude unverputzt. Das Vorderhaus erweist sich durch Dachhäuschen im Charakter etwas verändert. In der südwestlichen Scheune wurde ein großes Fenster eingebrochen. Trotzdem sehen wir hier ein recht authentisches, in Form und Funktion ortstypisches Anwesen von baugeschichtlichem und ortsgeschichtlichem Wert. | 08975517 |
|                                         | Wohnhaus in geschlossener Bebauung, mit Hofgebäude | Am Haag 17 (Karte)                                                                | 1. Hälfte 19. Jahrhundert | Die Nummer 17 besteht in einem kleinen Hof mit Vorderhaus in geschlossener Bebauung, eingeschossig mit Durchfahrt, und parallelem Hofgebäude. Das Vorderhaus ist in Ziegel errichtet, das Hofgebäude im Erdgeschoss in Bruchstein und im Obergeschoss in Fachwerk mit Laubengang. Im Haag hat das Hofgebäude durch seine Zweigeschossigkeit und seine Ausführung in Konstruktion und Material Seltenheitswert. Authentisches, in Form und Funktion ortstypisches Anwesen von baugeschichtlichem und ortsgeschichtlichem Wert. | 08975518 |
|                                         | Mehrfamilienhaus der Wohnanlage Westrandbebauung | Am Stadtrand 1a, 1b, 1c (Karte)                                                   | Nach 1955 | Zeugnis der 1950er-Jahre-Bebauung der Stadt, im Stil der Nationalen Bautradition, Putzbau mit Walmdach. Mit der Westrandbebauung entstanden ausschließlich dreigeschossige Wohnblocks mit zwei bis fünf Eingängen und Walmdächern, die in zwei unterschiedlichen Bauweisen errichtet wurden: der traditionellen Ziegelbauweise und der Ziegelblockbauweise. Nummer 1 mit drei Eingängen. Bemerkenswert sind die Gitter der französischen Fenster der Treppenhäuser über den Eingängen sowie an den Balkons. Stadtbaugeschichtlicher und baugeschichtlicher Wert. | 08975392 |
|                                         | Mehrfamilienhaus der Wohnanlage Westrandbebauung | Am Stadtrand 3a, 3b, 3c (Karte)                                                   | Nach 1955 | Zeugnis der 1950er-Jahre-Bebauung der Stadt, im Stil der Nationalen Bautradition, Putzbau mit Walmdach und Putzbildern. Brüstungs- und Balkongitter sind laut Auskunft der unteren Denkmalschutzbehörde vom 5. September 2012 erneuert und daher ohne Denkmalwert. Nummer 3 mit drei Eingängen. Bemerkenswert und einzigartig die Gitter der französischen Fenster über den Eingängen sowie die künstlerisch anspruchsvollen, stilisierten, in Putz geritzten und farbig gefassten Bilder senkrecht zwischen diesen Fenstern, hier maritime Motive mit Fischen, Muscheln, Krabben. Stadtbaugeschichtlicher und baugeschichtlicher Wert. | 08975387 |
|                                         | Wohnhaus und parkartiger Garten | An der Kummelmühle 1 (Karte)                                                      | Ende 19. Jahrhundert | Das aufwendig gegliederte Wohnhaus befindet sich unmittelbar neben der Kummelmühle, und da es mit dieser ein Flurstück teilt, ist anzunehmen, dass hier ein Zusammenhang besteht, möglicherweise ein zu Geld gekommener Mühlenbesitzer der Erbauer war. Die Kummelmühle befindet sich zwischen Klein Neida im Nordwesten und Groß Neida im Osten an einem mäandernden Mühlgraben der Schwarzen Elster. Das villenartige Wohnhaus steht als zweigeschossiger Baukörper längs des Weges. Es zeichnet sich durch zwei unterschiedlich hohe und breite durchgesteckte Satteldächer an seinen Schmalseiten aus, wobei die Giebel mit Gespränge versehen sind. Zudem besitzt der Bau einen Turm und nach vorn mehrere Balkons in verschiedenen Formen. Die Formensprache ist noch historisierend. In seinem Anspruch in Kubatur und Fassadengestaltung ist das Gebäude von baugeschichtlichem Wert. Als mögliches Wohnhaus des Müllers besitzt es eine ortsgeschichtliche Bedeutung. | 08975710 |
|                                         | Wohnhaus, ehemals rechts das Vorderhaus des Nachbars angebaut | An der Schule 8a (Karte)                                                          | Um 1850 | Bestandteil des Amtsanbaus zwischen Schulstraße und Heinrich-Heine-Straße (Bröthener Straße). Der Amtsanbau war Vorstadt und wurde Hoyerswerda 1890 eingemeindet. Für 1825 sind 175 Einwohner angegeben, wohl fast alles Sorben. Nach Hoyerswerda gepfarrt. Planmäßig symmetrisch angelegtes Gebiet mit kleinen Höfen von Häuslern oder Gartennahrungsbesitzern. Entstand Anfang 19. Jahrhundert auf dem früher zur Herrschaft gehörenden „Hospitalstück“ am Hospital am Bröthener Weg. Nummer 8a ehemals kleiner Hof auf schmalem, lang in die Tiefe reichendem Grundstück. Heute gibt es nur noch das traufständige Wohnhaus, eingeschossig, mit kleinem Garagenanbau links aus den 1920er Jahren, Gesims in Deckenhöhe, rustizierte Ecken, Segmentbogenfenster, mittiger Hauseingang mit Haustür um 1890. Vorderhaus authentisch erhaltener Bestandteil des Amtsanbaus, deshalb ortsgeschichtlicher und stadtbaugeschichtlicher Wert. Dazu besteht ein baugeschichtlicher Wert. | 08975535 |
|                                         | Mehrfamilienhaus der Wohnanlage Westrandbebauung | An der Thrune 1a, 1b, 1c (Karte)                                                  | Nach 1955 | Zeugnis der 1950er-Jahre-Bebauung der Stadt, im Stil der Nationalen Bautradition, Putzbau mit Walmdach und Brüstungsgittern. Nummer 1 mit drei Eingängen. Bemerkenswert und künstlerisch hochwertig die Gitter der je zwei französischen Fenster über den Eingängen und die Balkongitter. Haus in traditioneller Ziegelbauweise. Schön ausgeformtes Hauptgesims. Baugeschichtlich und stadtbaugeschichtlich von Bedeutung. | 08975394 |
|                                         | Mehrfamilienhaus der Wohnanlage Westrandbebauung | An der Thrune 3a, 3b, 3c (Karte)                                                  | Nach 1955 | Zeugnis der 1950er-Jahre-Bebauung der Stadt, im Stil der Nationalen Bautradition, Putzbau mit Walmdach und Brüstungsgittern. Nummer 1 mit drei Eingängen. Bemerkenswert und künstlerisch hochwertig die Gitter der je zwei französischen Fenster über den Eingängen und die Balkongitter. Haus in traditioneller Ziegelbauweise. Schön ausgeformtes Hauptgesims. Baugeschichtlich und stadtbaugeschichtlich von Bedeutung. | 08975393 |
|                                         | Wohnhaus | Andreas-Seiler-Straße 8 (Karte)                                                   | Um 1900 | Nach rechts an das Vorderhaus der Nummer 7 angebaut, eingeschossiger, zweifarbiger Klinkerbau mit Dachhäuschen, ortstypisch. Die Straße ist Bestandteil des Amtsanbaus zwischen Schulstraße und Heinrich-Heine-Straße (Bröthener Straße). Nummer 8 war ehemals kleiner Hof auf schmalem Grundstück. Heute noch authentisch erhalten und schützenswert das traufständige Wohnhaus in Klinker, welches um 1900 einen älteren Bau ersetzte, eingeschossig mit mittigem Dachhaus, Spiel mit Flächen in gelbem Klinker mit Architekturgliederung in rotem Klinker. Hofgebäude vollkommen umgebaut. Kein authentischer Teil des Amtsanbaus, belegt jedoch dessen historische Erneuerung. Baugeschichtliche und ortsgeschichtliche Bedeutung. | 08975533 |
|                                         | Mietshaus in halboffener Bebauung | August-Bebel-Straße 5 (Bahnhofsvorstadt) (Karte)                                  | Um 1910 | Die August-Bebel-Straße wurde bis zur heutigen Gerhart-Hauptmann-Straße vor 1920 angelegt und auf der Nordseite bebaut. Nummer 5 ist ein Mietshaus in diesem alten Teil der Straße. Nach rechts zur Nummer 4 befindet es sich in geschlossener Bebauung. Es ist dreigeschossig mit ausgebautem Dach, ähnlich einem Mansarddach. Bei symmetrischem Aufbau gibt es einen neuklassizistischen Dreiecksgiebel in der Mitte. Erker und Balkone weisen auf den Reformstil der Zeit um 1910 hin. Baugeschichtlich und ortsgeschichtlich von Bedeutung. | 08975491 |
|                                         | Mehrfamilienhaus der Wohnanlage Bahnhofsvorstadt | August-Bebel-Straße 12 (Bahnhofsvorstadt) (Karte)                                 | 1955 | Ab 1955 erfolgte die Verlängerung der August-Bebel-Straße nach Westen, wo sie Bestandteil der neuen Wohnanlage Bahnhofsvorstadt ist. Die Häuser der Bahnhofsvorstadt unter Leitung von Chefarchitekt Ferdinand Rupp nach Typenprojekten der Bauakademie der DDR erbaut. Mehrfamilienhaus mit schön profiliertem Hauptgesims. Zeugnis der 1950er-Jahre-Bebauung der Stadt im Stil der Nationalen Bautradition, Putzbau mit Walmdach und zwei Fenstergittern, baugeschichtlich und ortsgeschichtlich von Bedeutung. | 08975413 |
|                                         | Mehrfamilienhaus der Wohnanlage Bahnhofsvorstadt | August-Bebel-Straße 14a, 14b (Bahnhofsvorstadt) (Karte)                           | 1955 | Die Häuser der Bahnhofsvorstadt unter Leitung von Chefarchitekt Ferdinand Rupp nach Typenprojekten der Bauakademie der DDR erbaut. Wohnblock mit zwei Eingängen. Zeugnis der 1950er-Jahre-Bebauung der Stadt im Stil der Nationalen Bautradition, Putzbau mit Walmdach und Fenstergittern. Über der klassisch gefassten Haustür ein einfaches Ornament. Das obere Treppenhausfenster als französisches Fenster ebenfalls klassisch gefasst mit kunstvollem Fenstergitter. Baugeschichtlich und ortsgeschichtlich von Bedeutung. | 08975415 |
|                                         | Mehrfamilienhaus der Wohnanlage Bahnhofsvorstadt | August-Bebel-Straße 15a, 15b, 15c (Bahnhofsvorstadt) (Karte)                      | 1955 | Die Häuser der Bahnhofsvorstadt unter Leitung von Chefarchitekt Ferdinand Rupp nach Typenprojekten der Bauakademie der DDR erbaut. Wohnblock mit drei Eingängen. Zeugnis der 1950er-Jahre-Bebauung der Stadt im Stil der Nationalen Bautradition, Putzbau mit Walmdach und künstlerisch gestalteten Fenstergittern jeweils am oberen Treppenhausfenster, einem französischen Fenster, pro Eingang. Dabei ist das Motiv eines spitz auslaufenden Vogelkopfes verwendet. Zwischen den beiden Treppenhausfenstern jeweils Sgraffiti mit stilisierten Tauben, bei jedem Eingang variiert. Baugeschichtlich und ortsgeschichtlich von Bedeutung. | 08975416 |
|                                         | Mehrfamilienhaus der Wohnanlage Bahnhofsvorstadt, mit Erinnerungstafel | August-Bebel-Straße 16a, 16b (Bahnhofsvorstadt) (Karte)                           | Bezeichnet mit 1955 | Die Häuser der Bahnhofsvorstadt unter Leitung von Chefarchitekt Ferdinand Rupp nach Typenprojekten der Bauakademie der DDR erbaut. Wohnblock mit zwei Eingängen. Zeugnis der 1950er-Jahre-Bebauung der Stadt im Stil der Nationalen Bautradition, Putzbau mit Walmdach und künstlerisch gestalteten Fenstergittern jeweils am oberen Treppenhausfenster, einem französischen Fenster. Dabei ist das Motiv eines spitz auslaufenden Vogelkopfes verwendet. Zwischen den beiden Treppenhausfenstern jeweils Sgraffiti mit stilisierten Blättern und Früchten. Baugeschichtlich und ortsgeschichtlich von Bedeutung. Tafel „Hier erfolgte am 31. August 1955 die Grundsteinlegung des Neuaufbaus der Stadt Hoyerswerda, Leitung Ferdinand Rupp Chefarchitekt“. | 08975414 |
|                                         | Mehrfamilienhaus der Wohnanlage Bahnhofsvorstadt | August-Bebel-Straße 17a, 17b, 17c (Bahnhofsvorstadt) (Karte)                      | 1955 | Wohnblock mit drei Eingängen. Zeugnis der 1950er-Jahre-Bebauung der Stadt im Stil der Nationalen Bautradition, Putzbau mit Walmdach und künstlerisch gestalteten Fenstergittern jeweils am oberen Treppenhausfenster, einem französischen Fenster. Dabei ist das Motiv eines spitz auslaufenden Vogelkopfes verwendet. Zwischen den beiden Treppenhausfenstern jeweils Sgraffiti mit stilisierten Blättern und Kastanien, Motiv etwas unklar. Baugeschichtlich und ortsgeschichtlich von Bedeutung. | 08975412 |
|                                         | Mehrfamilienhaus der Wohnanlage Bahnhofsvorstadt | August-Bebel-Straße 18a, 18b, 18c (Bahnhofsvorstadt) (Karte)                      | 1955 | Wohnblock mit drei Eingängen, der um die Ecke abknickt – im kleineren Teil ist ein Eingang, im anderen sind zwei. Zeugnis der 1950er-Jahre-Bebauung der Stadt im Stil der Nationalen Bautradition, Putzbau mit Walmdach. An den beiden Eingängen zur August-Bebel-Straße jeweils am unteren Treppenhausfenster, einem französischen Fenster, ein künstlerisch gestaltetes Fenstergittern. Zwischen den beiden Treppenhausfenstern jeweils ein Sgraffito, bei 18b ein Hahn mit zwei Hennen, bei 18 c eine Ente mit zwei kleinen Entchen. Am kurzen Flügel 18 a im zweiten Obergeschoss die französischen Fenster mit kunstvollen Fenstergittern mit Kringeln und in der Mitte Vögeln. Baugeschichtlich und ortsgeschichtlich von Bedeutung. | 08975411 |
|                                         | Mehrfamilienhaus der Wohnanlage Bahnhofsvorstadt | August-Bebel-Straße 20a, 20b, 20c (Bahnhofsvorstadt) (Karte)                      | 1955 | Wohnblock mit drei Eingängen, der zusammen mit anderen Blöcken einen Hof an der August-Bebel-Straße bildet. Zeugnis der 1950er-Jahre-Bebauung der Stadt, Putzbau mit Walmdach und künstlerisch gestalteten Fenstergittern jeweils am oberen Treppenhausfenster, einem französischen Fenster. Dabei ist das Motiv eines spitz auslaufenden Vogelkopfes verwendet. Zwischen den beiden Treppenhausfenstern jeweils Sgraffiti. Bei 20a Flaschen und Krüge, bei 20b Kran und Hausbau, bei 20c Gefäße für chemische Experimente. Baugeschichtlich und ortsgeschichtlich von Bedeutung. | 08975409 |
|                                         | Mehrfamilienhaus der Wohnanlage Bahnhofsvorstadt | August-Bebel-Straße 21a, 21b, 21c (Bahnhofsvorstadt) (Karte)                      | 1955 | Wohnblock mit drei Eingängen, der zusammen mit anderen Blöcken einen Hof an der August-Bebel-Straße bildet. Zeugnis der 1950er-Jahre-Bebauung der Stadt, Putzbau mit Walmdach und künstlerisch gestalteten Fenstergittern jeweils am oberen Treppenhausfenster, einem französischen Fenster. Dabei ist das Motiv eines spitz auslaufenden Vogelkopfes verwendet. Zwischen den beiden Treppenhausfenstern jeweils Sgraffiti. Bei 20a Krug, Fisch, Früchte, bei 21 b Sichel und Garbe, bei 20c Korb mit Früchten, Krug, Fisch, Früchte. Baugeschichtlich und ortsgeschichtlich von Bedeutung. | 08975408 |
|                                         | Mehrfamilienhaus der Wohnanlage Bahnhofsvorstadt | August-Bebel-Straße 22a, 22b (Bahnhofsvorstadt) (Karte)                           | 1955 | Zweigeschossiger Wohnblock mit zwei Eingängen. Zeugnis der 1950er-Jahre-Bebauung der Stadt, Putzbau mit Walmdach und künstlerisch gestalteten Fenstergittern an den beiden Treppenhausfenstern, die als französische Fenster ausgebildet sind. Über ihnen jeweils ein Sgraffito mit Kinderdrachen. Baugeschichtlich und ortsgeschichtlich von Bedeutung. | 08975410 |
|                                         | Wohnhaus in geschlossener Bebauung | Badergasse 1 (Altstadt) (Karte)                                                   | Um 1870 | Gut gegliederte Putzfassade, Dachausbau mit Dreiecksgiebel, mit Gaststätte. Bestandteil der Altstadt, die nie eine Stadtmauer besaß, aber von Wasserläufen umzogen war. Hier viele Ackerbürger, Handwerker, kleine Händler. Die Badergasse führt in Verlängerung der Ostseite des Marktes zur Elster und war einst geschlossen bebaut. Nummer 1a traufständig, zweigeschossig, Dachhaus, Gesimse in Höhe der Sohlbänke und zwischen Erd- und Obergeschoss, Obergeschossfenster mit Bedachungen und drei verbliebenen schönen Pilastern. Dachhaus jünger. Bau in Kubatur und Höhe typisch für das alte Hoyerswerda, deshalb baugeschichtlicher und ortsgeschichtlicher Wert. | 08975525 |
|                                         | Wohnhaus in ehemals geschlossener Bebauung | Badergasse 2 (Altstadt) (Karte)                                                   | Um 1870 | Putzfassade von klassizistischer Wirkung, mit Laden. Traufständig, zweigeschossig, Gesims zwischen Erd- und Obergeschoss, Obergeschossfenster mit hohen Bedachungen. Unter den Erdgeschossfenstern Zackenfries. Auf die Ecke gestellte quadratische Drempelfenster. Spätere Ladeneinbauten. In Kubatur und Höhe typisch für das alte Hoyerswerda, deshalb baugeschichtlicher und ortsgeschichtlicher Wert. | 08975524 |
|                                         | Südlicher Fußweg mit Pflaster | Bahnhofsallee (Bahnhofsvorstadt) (Karte)                                          | Um 1900 | Basalt-Grauwacke-Belag mit dekorativen Mustern, verkehrsgeschichtliche und kunsthandwerkliche Bedeutung. Die Bahnhofsallee entstand 1874 mit der Einweihung der Bahnstrecke Falkenberg–Hoyerswerda–Kohlfurt (heute Węgliniec/Polen). Sie stellte als Verbindung zwischen Bahnhof und Friedrichstraße den Hauptzugang zum Bahnhof dar. Der zugehörige Fußweg verläuft in kleinen weißen und blauen Kunststeinen entlang der Bahnhofsallee und somit der Bahnlinie. Die blauen Steine ergeben ein ungewöhnliches Muster, was dem Weg in seiner Gestaltung Singularität verleiht. Als Teil der Bahnhofsallee von verkehrsgeschichtlicher Bedeutung für die Stadt. | 08975498 |
|                                         | Empfangsgebäude des Bahnhofs und Bahnsteige mit Überdachungen sowie einem Dienstraum | Bahnhofsallee 1 (Bahnhofsvorstadt) (Karte)                                        | 1873–1875 | Empfangsgebäude einfach gegliederter Putzbau mit Schwebegiebeln, Bahnsteighaus mit Dienstraum in der Art eines Umgebindehauses, Ensemble von eisenbahngeschichtlicher, technikgeschichtlicher und baugeschichtlicher Bedeutung. Am 1. Juni 1874 wurde die gesamte Strecke Kohlfurt-Falkenberg in Betrieb genommen, Bahnhofsgebäude 1907–1908 umgebaut, Eingangshalle von 1907 mit Jugendstil-Elementen, 1998 saniert, seit Ende 2011 geschlossen, verkehrsgeschichtlicher und baugeschichtlicher Wert. - Ensemble umfasst auch Objekte auf der Gemarkung Bröthen (Stellwerk W6 sowie Schrankenanlage) - Personentunnel mit Treppeneinhausung und Geländer - Zwei Bahnsteigüberdachungen der Inselbahnsteige sowie Bahnsteighaus mit Dienstraum auf dem Bahnsteig zwischen Gleis 3 und 4 - Wärterstellwerk W1 von 1873 (?) mit Stellwerkstechnik (mechanisches Stellwerk, Bauart Jüdel [Max Jüdel & Co, Braunschweig] – Technik um 1910, mit Bahnhofsblock 51 [der am weitesten entwickelten Gleichstrom-Bahnhofsblockbauform für mechanische Stellwerke] sowie jüngeren elektromechanischen Erweiterungen), östlich des Bahnhofs - Wärterstellwerk W2 (Turmbau) mit Stellwerkstechnik (mechanisches Stellwerk, Einheitsbauart – 1959 bezeichnet, VEB Werk für Signal- und Sicherungstechnik Berlin, mit Bahnhofsblock 51), westlich des südlichen Inselbahnsteigs - Kein Denkmal: Wärterstellwerk W4, entsprach vermutlich vom Gebäudetyp her W1, später stark verändert, Stellwerkstechnik analog zu W1 - Befehlsstellwerk B5 (Typenbau, Fahrdienstleiterstellwerk) mit Stellwerkstechnik (mechanisches Stellwerk, Einheitsbauart, mit Bahnhofsblock 51), südlich der Gleise Nähe Waldstraße - Wärterstellwerk W6 (Typenbau) mit Stellwerkstechnik (mechanisches Stellwerk, Einheitsbauart, mit Bahnhofsblock 51), östlich das Bahnübergangs Schäferweg - Mechanische Schranke mit WSSB-Anlage (Bahnübergangssicherungsanlage des VEB Werk für Signal- und Sicherungstechnik Berlin = Läutewerk) am Bahnübergang Schäferweg, Bedienung durch das Stellwerk W6 - Weichenwärtergebäude im Gleisfeld westlich des Bahnsteigs zwischen Gleis 1 und 2 | 08975499 |
|                                         | Gebäude des Reichsbahnambulatoriums | Bahnhofsallee 3 (Bahnhofsvorstadt) (Karte)                                        | Um 1890 | Das zweigeschossige Gebäude bietet sich in H-Form dar, wonach die Flügelbauten vorn und hinten über den Hauptbau hinausragen. Baumaterial ist Klinker. Stilistisch bietet sich der Bau historisierend mit Segmentbögen und Krüppelwalmen dar, so dass es als stilistisch typisches Bahngebäude angesehen werden kann. Baugeschichtlich und sozialgeschichtlich von Bedeutung. | 08975497 |
|                                         | Mehrfamilienhaus der Wohnanlage Bahnhofsvorstadt | Bahnhofsallee 4a, 4b (Bahnhofsvorstadt) (Karte)                                   | 1955 | Das Gebäude ist eine Lückenschließung und als Wohnblock Bestandteil der ab 1955 entstandenen Wohnanlage Bahnhofsvorstadt. Zweigeschossig mit zwei Eingängen, Walmdach. Die Eingänge fast herrschaftlich gerahmt, darüber ebensolche Treppenhausfenster. Die französischen Fenster mit Fenstergittern mit künstlerisch hochwertig stilisierten Motiven von Fischen. Bahnhofsvorstadt unter Leitung von Chefarchitekt Ferdinand Rupp nach Typenprojekten der Bauakademie der DDR erbaut, wichtiges Zeugnis der 1950er-Jahre-Bebauung der Stadt, im Stil der Nationalen Bautradition, baugeschichtlich und ortsgeschichtlich von Bedeutung. | 08975406 |
|                                         | Mehrfamilienhaus der Wohnanlage Bahnhofsvorstadt | Bahnhofsallee 5 (Bahnhofsvorstadt) (Karte)                                        | 1955 | Das Gebäude ist eine Lückenschließung und als Wohnblock Bestandteil der ab 1955 entstandenen Wohnanlage Bahnhofsvorstadt. Zweigeschossig mit einem Eingang, Walmdach. Der Eingang fast herrschaftlich gerahmt, darüber ebensolches Treppenhausfenster. Die französischen Fenster mit Fenstergittern mit künstlerisch hochwertig stilisierten Motiven mit Fischen. Bahnhofsvorstadt unter Leitung von Chefarchitekt Ferdinand Rupp nach Typenprojekten der Bauakademie der DDR erbaut, wichtiges Zeugnis der 1950er-Jahre-Bebauung der Stadt, im Stil der Nationalen Bautradition, baugeschichtlich und ortsgeschichtlich von Bedeutung. | 08975407 |
| Weitere Bilder                          | Werke des Neunten Bildhauersymposiums | Bautzener Allee, WK II, Bautzener Allee, Spremberger Chaussee, Parkanlage (Karte) | 1989 | Einzeldenkmal der Sachgesamtheit Kunstwerke im Stadtgebiet Hoyerswerda; Skulpturen „2. Arche Noah“, „Abgrund“, „Begegnung von Zivilisationen“, „Flügel“, „Frauenfigur“, „Invalide“, „Pyramide“, „Stele mit Kapitell“, „Weitsichten des Menschen“, neun Plastiken von acht Künstlern, künstlerisch von Bedeutung | 09306434 |
| Direkt Bild zu diesem Denkmal hochladen | Kiosk | Bautzener Allee 9 (bei) (Karte)                                                   | Um 1970 | Typenbau der DDR, alltagsgeschichtliche Bedeutung | 09306717 |
|                                         | Versorgungszentrum, bestehend aus zwei Gebäudezeilen mit verbindendem Arkadengang und innerer Freifläche | Bautzener Allee 11, 13 (Neustadt/WK 1) (Karte)                                    | 1958–1959 | Es handelt sich um zwei Kaufhallengebäude mit verbindendem Arkadengang und umgebender Freifläche als das Versorgungszentrum vom Wohnkomplex 1. Eingebracht sind Läden und Dienstleistungseinrichtungen. Putzbauten mit Flachdach im Stil der Moderne, dennoch in traditioneller Ziegelbauweise, gemauerte Wandscheiben zwischen Pfeilern, baugeschichtlich von Bedeutung. | 08975380 |
|                                         | Wohn-Hochhaus (mit vier Hausnummern) | Bautzener Allee 25, 27, 29, 31 (Neustadt/WK 3) (Karte)                            | 1961–1962 | Erster achtgeschossiger Plattenbau der Neustadt, Teil einer der ersten Wohnhochhausgruppen der DDR, im Stil der Moderne. Das Gebäude ist der nördliche dieser achtgeschossigen Plattenbauten mit vier Eingängen, baugeschichtlich und ortsgeschichtlich von Bedeutung. | 08975486 |
|                                         | Wohn-Hochhaus (mit zwei Hausnummern) | Bautzener Allee 33, 35 (Neustadt/WK 3) (Karte)                                    | 1961–1962 | Achtgeschossiger Plattenbau der Neustadt, eine der ersten Wohnhochhausgruppen der DDR, im Stil der Moderne. Das Gebäude ist der nördliche der achtgeschossigen Plattenbauten mit zwei Eingängen, baugeschichtlich und ortsgeschichtlich von Bedeutung. | 08975378 |
|                                         | Wohn-Hochhaus (mit zwei Hausnummern) | Bautzener Allee 37, 39 (Neustadt/WK 3) (Karte)                                    | 1961–1962 | Achtgeschossiger Plattenbau der Neustadt, eine der ersten Wohnhochhausgruppen der DDR, im Stil der Moderne. Das Gebäude ist der mittlere der achtgeschossigen Plattenbauten mit zwei Eingängen, baugeschichtlich und ortsgeschichtlich von Bedeutung. | 08975806 |
|                                         | Wohn-Hochhaus (mit zwei Hausnummern) | Bautzener Allee 41, 43 (Neustadt/WK 3) (Karte)                                    | 1961–1962 | Achtgeschossiger Plattenbau der Neustadt, eine der ersten Wohnhochhausgruppen der DDR, im Stil der Moderne. Das Gebäude ist der südliche der achtgeschossigen Plattenbauten mit zwei Eingängen, baugeschichtlich und ortsgeschichtlich von Bedeutung. | 08975807 |
|                                         | Wohn-Hochhaus (mit vier Hausnummern) | Bautzener Allee 45, 47, 49, 51 (Neustadt/WK 3) (Karte)                            | 1961–1962 | Achtgeschossiger Plattenbau der Neustadt, eine der ersten Wohnhochhausgruppen der DDR, im Stil der Moderne. Das Gebäude ist der südliche dieser achtgeschossigen Plattenbauten mit vier Eingängen in WK 3, baugeschichtlich und ortsgeschichtlich von Bedeutung. | 08975377 |
|                                         | Wohn-Hochhaus (mit vier Hausnummern) | Bautzener Allee 53, 55, 57, 59 (Neustadt/WK 4) (Karte)                            | 1962 | Achtgeschossiger Plattenbau der Neustadt, eine der ersten Wohnhochhausgruppen der DDR, im Stil der Moderne. Der Plattenbau entspricht in der konstruktiven und formalen Ausführung den Achtgeschossern vom nordwestlich an der Magistrale angrenzenden Wohnkomplex 3. Er erstreckt sich längs der Magistrale und hat vier Eingänge. Er besitzt ein flaches, deutlich überstehendes Dach und ist eher schmal denn tief. Jeweils an einer Langseite finden sich eingezogene wandbündige Loggien. Die Fensterachsen der Wohnzimmer sind mit französischen Fenstern mit künstlerisch anspruchsvoll gestalteten Fenstergittern versehen. Diesen Achsen wurden ab 2006 Balkons vorgelegt, wobei jeweils aus zwei Ein-Raum-Wohnungen als den Mittelwohnungen eine Zwei-Raum-Wohnung entstand. Auf der anderen, glatten Langseite befinden sich die Treppenhäuser, denen in jedem Falle durchbrochene Betonelemente vorgeblendet sind. Bemerkenswert ist, dass sich jeweils auch an den Giebelseiten (leicht heraustretende) Balkons befinden. Bei den Fassaden bleibt trotz Farbanstrich der Plattenumriss erkennbar, ein durchaus moderner Gedanke. Baugeschichtlich und ortsgeschichtlich von Bedeutung. | 08975376 |
|                                         | Ball- und Gesellschaftshaus (mit Saal), später Reform-Realgymnasium, seit 2015 Bürgerzentrum und Sitz der Kulturfabrik Hoyerswerda | Braugasse 1 (Altstadt) (Karte)                                                    | 1885 | Die Braugasse verläuft hinter der nicht mehr bestehenden Häuserfront der Ostseite des Marktes. War einst beidseitig bebaut. Bau an Stelle der heutigen Braugasse 1 im Plan von 1855 als Schüttbodengebäude am Vorderen Schlosshof eingezeichnet. Heutiger Bau um 1880 als Gesellschaftshaus mit Saal errichtet. 1912 Gründungsstätte der Domowina, ab 1921 Reform-Realgymnasium, wo Konrad Zuse 1927 sein Abitur ablegte, bis 1966 Lessing-Oberschule, um 1970 Pionierhaus, 1990–1999 Kinder- und Jugendtreff. Stattlich, zweigeschossig mit Drempel, mit Saal. Stark gegliedert durch Gurtgesimse in Fußbodenhöhe Erdgeschoss, zwischen Erd- und Obergeschoss, in Höhe der Sohlbänke der Obergeschossfenster, unter dem Drempel, weiter gliedernde Elemente wie profilierte Fensterfaschen, im Obergeschoss zudem Fensterbedachungen und unter den Fenstern Putzspiegel. Runde Drempelfenster. Erdgeschoss Putznutungen. Recht unverändert erhalten, allerdings 2011 Abriss der Freitreppe. Stadtgeschichtlich und baugeschichtlich von Bedeutung. Da die östliche Marktbebauung fehlt, bedeutsam für den Marktplatz. | 08975523 |
|                                         | Plastik „Stehender mit Kind“ | Clara-Zetkin-Straße 1 (zentrale Freifläche, WK I) (Karte)                         | 1960 | Einzeldenkmal der Sachgesamtheit Kunstwerke im Stadtgebiet Hoyerswerda; Bronzeplastik von Jürgen von Woyski, ehemals mit Wasserbecken, Standort leicht verändert | 09306431 |
| Weitere Bilder                          | Planetarium | Collinsstraße 29 (Karte)                                                          | 1966–1969 | Planetarium im Zeitraum 1964/65 entstanden für den Wohnkomplex 6 mit 1200 Wohnungen. Alle Plattenbauten erhielten einen Fassadenanstrich. Im östlichen Bereich fanden erstmals Außenwandplatten mit Rollkies- und Splittvorsatz Anwendung. Das Planetarium Collinsstraße 29 wurde von 1966 bis 1969 von 680 Bürgern im Nationalen Aufbauwerk in gebaut, es gehört zur heutigen 3. Oberschule. Der Bau entstand vollkommen in Ziegelbauweise, hat aber dabei eine äußerst moderne Anmutung. Singulärer Wert. Baugeschichtlich und ortsgeschichtlich von Bedeutung. | 09304437 |
| Weitere Bilder                          | Werke des Fünften Bildhauersymposiums | Dietrich-Bonhoeffer-Straße, Park am Gemeindehaus (Karte)                          | 1983 | Einzeldenkmal der Sachgesamtheit Kunstwerke im Stadtgebiet Hoyerswerda; Skulpturen „Aufbruch“, „Gedanken des Friedens“, „Generationen“, „Interpretation zur 11. Feuerbachthese“, „Mädchen mit Taube“, „Mutter und Kind“, „Rosa Traum“ (Foto), „Sandsteinplastik mit Edelstahlrahmen“ und „Symbol“ (Gemeinschaftsarbeit der Teilnehmer), neun Plastiken von acht Künstlern, Standort von zwei Plastiken geändert, künstlerisch von Bedeutung | 09306447 |
|                                         | Denkmal für die Gefallenen des Ersten Weltkrieges | Dietrich-Bonhoeffer-Straße (Neustadt/Stadtzentrum, Park am Gemeindehaus) (Karte)  | Nach 1918 | Denkmal für die Gefallenen des Ersten Weltkriegs. Beton, naturalistisch nachgebildeter Baumstamm auf dreifach abgestuftem Postament in Steinstruktur, an den Baumstamm angelehnt drei Platten mit den Namen der Gefallenen. Für ein Kriegerdenkmal eine sehr ungewöhnliche Form, die sich nirgends anders finden lässt. Künstlerisch und ortsgeschichtlich von Bedeutung. | 08975482 |
|                                         | Ehrenhain und Gedenkstätte für die Opfer des Faschismus und Gefallene des Zweiten Weltkrieges | Dietrich-Bonhoeffer-Straße (Neustadt/Stadtzentrum, Park am Gemeindehaus) (Karte)  | 1949, später erweitert | Ehrenhain und Gedenkstätte für die Opfer des Faschismus in Konzentrationslagern, deutsche und jugoslawische Bürger, und die in Kämpfen im Bereich des Kreises Hoyerswerda Gefallenen des Zweiten Weltkriegs der sowjetischen und polnischen Armee. Große Fläche mit platzbreiter Treppe, ringsum große Sandsteinblöcke als Gedenktafeln mit den Namen der Toten, auf dem Platz Bronzeplastik eines Knienden mit gehobenen Armen, Sandsteinstele (wohl ein stilisiertes Schwert), alles von Jürgen von Woyski. In nordwestlicher Richtung an den Ehrenhain schließt sich die „Kriegsgräberstätte“ an als eine Gedenkstätte für deutsche Soldaten und Kriegstote im Zusammenhang mit den Kämpfen 1945. Die Anlage besitzt eine geschichtliche und ortsgeschichtliche sowie eine künstlerische Bedeutung. Die Betonblöcke sind die Abgrenzung zum jetzigen Parkbereich. Die Anlage besteht aus zwei Teilen: dem Ehrenhain von 1949 als einer Gedenkstätte für 196 gefallene Soldaten der sowjetischen Armee, 10 Gefallene der polnischen Armee, 11 Gefallene der jugoslawischen Armee und für 266 umgekommene Zwangsarbeiter. Dieser Ehrenhain heute erweitert um zweite Gedenkstätte für die deutschen Kriegstoten dabei 260 Soldaten, Bombenopfer, Zwangsarbeiter und Flüchtlinge. Dazu der Bereich mit zentraler Säule, Sandsteintafeln mit Namensinschriften und Steinkreuze mit Tafeln, Plastik »Kniender« des Bildhauers Jürgen von Woyski. Geschichtlich und künstlerisch von Bedeutung. 2007 Umgestaltung des Ehrenhains, dabei Umbau der Aufstellung der Inschriftensteine. | 08975481 |
|                                         | Reichsbahnarchiv; Archivgebäude, heute Wohnhaus | Dresdener Straße 1 (Dresdener Vorstadt) (Karte)                                   | 1878 | Dresdner Vorstadt/Klein Neida befindet sich südlich von Hoyerswerda, wobei die Dresdener Vorstadt weiter bei der Stadt liegt und vorstädtisch bebaut ist. Das Gebäude befindet sich in der Dresdner Vorstadt unmittelbar südlich der Bahnstrecke auf der westlichen Straßenseite. Hier war zunächst ein Sägewerk mit Dampfmaschine angesiedelt. Das Reichsbahnarchiv entstand 1878 im Zusammenhang mit der 1874 eröffneten Strecke Kohlfurt (heute Węgliniec) über Niesky und Hoyerswerda nach Falkenberg/Elster. Der zweigeschossige Bau erstreckt sich mit der Traufseite entlang der Straße, wo er einen stattlichen Mittelrisalit mit Gesprengegiebel aufweist. Die anderen Giebel sind ähnlich ausgeführt, das Dach steht weit über. So besteht ein Anklang an den Schweizerstil. Der Bau besteht in unverputztem Klinker mit Putzgliederung. Ein Balkon ist dem Mittelrisalit im ersten Obergeschoss vorgelegt. Die Fenster sind mit leichten Segmentbögen ausgebildet. Baugeschichtlich und ortsgeschichtlich von Bedeutung. | 08975501 |
|                                         | Hüttenkasino des Glaswerkes Strangfeld & Hannemann; Kasino-Gebäude mit Einfriedung | Dresdener Straße 2a (Dresdener Vorstadt) (Karte)                                  | 1927–1928 | Das Gebäude befindet sich in der Dresdner Vorstadt unmittelbar südlich der Bahnstrecke auf der östlichen Straßenseite. Hier bestanden seit dem späteren 19. Jahrhundert zwei Fabriken. Die südlichere von beiden sind die Vereinigten Hoyerswerdaer Glasfabriken Strangfeld und Hannemann. Deren Eigentümer bauten 1927/28 im modernsten Stil der Zeit und unmittelbar an die Dresdener Straße ein Kasino. Dieses musste durchaus als Reklame für die Produkte der Glaswerke wirken. Ein in Keramik ausgeführtes, in die Hauswand eingelassenes dreieckiges Signet trägt an den beiden stehenden Schenkeln die Aufschrift Architekt Hausmann. Der eingeschossige Bau erhebt sich mit einfachem rechteckigem Grundriss längs der Straße. Hier befindet sich mittig auch der Haupteingang. Weitere Eingänge sind an der zur Kocorstraße weisenden Nordseite und ein dritter auf der Gartenseite. Der Bau besitzt ein flaches Walmdach mit weit überstehendem Holzgesims. Der Bau ist verputzt, die Architekturgliederung in Klinker ausgeführt. Der in einem künstlerisch überaus anspruchsvollen Art-déco gestaltete Bau greift Elemente der Renaissance auf, was sich besonders bei den Formaten und den Rahmungen der Fenster bemerkbar macht. Er weist viele Details auf, die die Hand eines guten Architekten belegen. Details wie die Haustüren mit Oberlicht und Fenstergitter, ein Gitter der Einfahrt sowie die liegenden Dachrinnen sind original erhalten oder denkmalgerecht saniert. Bedauerlicherweise wurde ein kleiner, gleichermaßen gestalteter Pförtnerbau an der Kocorstraße abgerissen. | 08975502 |
|                                         | Wohnhaus | Dresdener Straße 2c (Dresdener Vorstadt) (Karte)                                  | Um 1890 | Der zweigeschossige Bau ist mit einer eher klassischen Fassadengliederung mit Gesimsen, geraden oder dreieckigen Fensterbedachungen versehen. Der Haupteingang mit einem hölzernen Eingangsvorbau ist an die südliche Giebelseite gelegt. Das Haus ist von baugeschichtlicher Bedeutung. | 08975463 |
|                                         | Gebäude einer gewerblichen Anlage | Dresdener Straße 4 (Dresdener Vorstadt) (Karte)                                   | Um 1890 | Klein Neida ist, wesentlich später als Groß Neida, 1568 erstmals erwähnt. Hier besaß Hoyerswerda ein Vorwerk. Im späteren 19. Jahrhundert siedelte sich hier, in Nähe der Bahnschienen und zwischen Stadt und Dorf Industrie an. So auch der Bau von Dresdener Straße 4, einem gewerblichen Bau in gelbem Klinker mit roter und grünglasierter Gliederung. Der Trakt ist recht schmal mit Vollgeschoss und Speicherboden unter einem nach vorn abfallenden Pultdach. Die Fenster sind mit Segmentbögen ausgeführt. Zwei Akroterien – wohl Löwen mit Wappenschildern – fehlen gegenwärtig, ihre Wiederkehr ist zu erhoffen. Die Fabrik ist wirtschaftsgeschichtlich und baugeschichtlich von Bedeutung. | 08975461 |
|                                         | Wohnhaus | Dresdener Straße 6 (Dresdener Vorstadt) (Karte)                                   | Bezeichnet mit 1899 | Das Gebäude, nach rechts mit Nummer 8 verbunden, ist der Dresdner Vorstadt zuzurechnen. Es entstammt schon der Zeit, da das Baugewerbe industrialisiert war. Die Häuser wurden dementsprechend in ihrer noch lange historisierenden Fassadengliederung katalogmäßig zusammengestellt. So auch die Nummer 6. Der Klinkerbau mit Putzgliederung ist nichtsdestotrotz repräsentativ und somit baugeschichtlich von Bedeutung. Er weist einen ins Mansarddach mit Krüppelwalm gesteckten Straßengiebel, eine Vielzahl an Gesimsen und ganz verschiedenen Fensterrahmungen auf. | 08975478 |
|                                         | Wohnhaus | Dresdener Straße 8 (Dresdener Vorstadt) (Karte)                                   | Bezeichnet mit 1899 | Das Gebäude, nach links mit Nummer 6 verbunden, ist der Dresdner Vorstadt zuzurechnen. Es entstammt schon der Zeit, da das Baugewerbe industrialisiert war. Die Häuser wurden dementsprechend in ihrer noch lange historisierenden Fassadengliederung katalogmäßig zusammengestellt. So auch die Nummer 8. Der Klinkerbau mit Putzgliederung ist nichtsdestotrotz repräsentativ und somit baugeschichtlich von Bedeutung. Er weist einen ins Mansarddach mit Krüppelwalm gesteckten Straßengiebel, eine Vielzahl an Gesimsen und ganz verschiedenen Fensterrahmungen auf. | 08975477 |
|                                         | Wohnhaus | Dresdener Straße 9 (Dresdener Vorstadt) (Karte)                                   | Bezeichnet mit 1902 | Das Gebäude, nach links mit Nummer 11 verbunden, ist der Dresdner Vorstadt zuzurechnen. Es entstammt schon der Zeit, da das Baugewerbe industrialisiert war. Die Häuser wurden dementsprechend in ihrer noch lange historisierenden Fassadengliederung katalogmäßig zusammengestellt. So auch die Nummer 9. Der Klinkerbau mit Putzgliederung ist nichtsdestotrotz repräsentativ und somit baugeschichtlich von Bedeutung. Er besitzt einen straßenbildprägender Eckerker und einen Risalit mit Volutengiebel, beides eklektizistisch ausgeschmückt. | 08975476 |
|                                         | Wohnhaus | Dresdener Straße 10 (Dresdener Vorstadt) (Karte)                                  | Um 1900 | Das Gebäude, nach rechts mit Nummer 12 verbunden, ist der Dresdner Vorstadt zuzurechnen. Es entstammt schon der Zeit, da das Baugewerbe industrialisiert war. Die Häuser wurden dementsprechend in ihrer noch lange historisierenden Fassadengliederung katalogmäßig zusammengestellt. So auch die Nummer 10. Der Klinkerbau mit Putzgliederung ist nichtsdestotrotz repräsentativ und somit baugeschichtlich von Bedeutung. Er besitzt straßenseitig ein Dachhaus mit Zierfachwerk. | 08975474 |
|                                         | Wohnhaus | Dresdener Straße 11 (Dresdener Vorstadt) (Karte)                                  | 1902 | Das Gebäude, nach rechts mit Nummer 9 verbunden, ist der Dresdner Vorstadt zuzurechnen. Es entstammt schon der Zeit, da das Baugewerbe industrialisiert war. Die Häuser wurden dementsprechend in ihrer noch lange historisierenden Fassadengliederung katalogmäßig zusammengestellt. So auch die Nummer 11. Der Klinkerbau mit Putzgliederung ist nichtsdestotrotz repräsentativ und somit baugeschichtlich von Bedeutung. Er besitzt ein straßenbildprägendes Dachhaus mit weit überstehendem Krüppelwalmdach und Zierfachwerk. | 08975475 |
|                                         | Wohnhaus | Dresdener Straße 12 (Dresdener Vorstadt) (Karte)                                  | Um 1900 | Das Gebäude, nach links mit Nummer 10 verbunden, ist der Dresdner Vorstadt zuzurechnen. Es entstammt schon der Zeit, da das Baugewerbe industrialisiert war. Die Häuser wurden dementsprechend in ihrer noch lange historisierenden Fassadengliederung katalogmäßig zusammengestellt. So auch die Nummer 12. Der Klinkerbau mit Putzgliederung ist nichtsdestotrotz repräsentativ und somit baugeschichtlich von Bedeutung. Er besitzt straßenseitig ein Dachhaus mit Zierfachwerk. | 08975473 |
|                                         | Wohnhaus | Dresdener Straße 13 (Dresdener Vorstadt) (Karte)                                  | Bezeichnet mit 1903 | Nach links mit Nummer 15 verbunden, alte Ortslage Klein Neida/Dresdener Vorstadt, Klinkerbau mit Putzgliederung, Risalit mit Volutengiebel, repräsentatives Gebäude im Stil des Historismus, baugeschichtlich von Bedeutung | 08975472 |
|                                         | Wohnhaus | Dresdener Straße 15 (Dresdener Vorstadt) (Karte)                                  | Bezeichnet mit 1903 | Das Gebäude, nach rechts mit Nummer 13 verbunden, ist der Dresdner Vorstadt zuzurechnen. Es entstammt schon der Zeit, da das Baugewerbe industrialisiert war. Die Häuser wurden dementsprechend in ihrer noch lange historisierenden Fassadengliederung katalogmäßig zusammengestellt. So auch die Nummer 15. Der Klinkerbau mit Putzgliederung ist nichtsdestotrotz repräsentativ und somit baugeschichtlich von Bedeutung. Der zweigeschossige Bau besitzt an seiner rechten, an die Nummer 13 angrenzenden Seite einen dreigeschossigen Risaliten mit Volutengiebel. Als Pendant besitzt die Nummer 13 links einen solchen Risaliten, so dass beide nebeneinanderstehen. Beide Häuser sind völlig identisch gestaltet. | 08975471 |
|                                         | Wohnhaus | Dresdener Straße 17 (Dresdener Vorstadt) (Karte)                                  | Um 1900 | Das Gebäude, nach links mit Nummer 19 verbunden, dieses kein Denkmal, ist der Dresdener Vorstadt zuzurechnen. Es entstammt schon der Zeit, da das Baugewerbe industrialisiert war. Die Häuser wurden dementsprechend in ihrer noch lange historisierenden Fassadengliederung katalogmäßig zusammengestellt. So auch die Nummer 17. Der Bau besitzt eine anspruchsvolle historisierende Putzgliederung und ist somit baugeschichtlich von Bedeutung. An seiner rechten, äußeren Seite weist er einen zweiachsigen, leicht vortretenden Risalit mit eigener Bedachung mit stark vortretendem Krüppelwalmdach und Gesprenge auf. | 08975470 |
|                                         | Wohnhaus | Dresdener Straße 31 (Klein Neida) (Karte)                                         | Um 1880 | Das Gebäude entstammt einer Zeit, da das Baugewerbe noch nicht vollkommen industrialisiert war. Die Häuser waren dementsprechend individueller. So auch die Nummer 31. Der eingeschossige Bau besitzt einen Drempel und einen Mittelrisalit mit Sparrengiebel, das Satteldach steht weit über und ist flach geneigt. Das Haus weist Anklänge an den Schweizerstil auf und ist baugeschichtlich von Bedeutung. | 08975469 |
|                                         | Wohnhaus | Dresdener Straße 34 (Klein Neida) (Karte)                                         | Um 1900 | Das Gebäude, nach links mit Nummer 35 verbunden, entstammt einer Zeit, da das Baugewerbe bereits industrialisiert war. Es wird jedoch auf regionale Bautraditionen Bezug genommen. So bietet sich die Dresdener Straße 34 in Klinker mit gelben Flächen und roter Gliederung dar. Der eingeschossige Bau besitzt links zur Nummer 35 zu einem zweigeschossigen Risalit mit eigener Bedachung. Die Fenster weisen durchgehend Segmentbögen auf. Das Haus ist baugeschichtlich von Bedeutung. | 08975684 |
|                                         | Gaststätte Zur Erholung; Wohnhaus | Dresdener Straße 35 (Klein Neida) (Karte)                                         | Um 1900 | Das Gebäude, nach rechts mit Nummer 34 verbunden, entstammt einer Zeit, da das Baugewerbe bereits industrialisiert war. Es wird jedoch auf regionale Bautraditionen Bezug genommen. So bietet sich die Dresdener Straße 35 in Klinker mit gelben Flächen und roter Gliederung dar. Der zweigeschossige Bau besitzt einen Mittelrisalit mit stilisiertem Volutengiebel. Die Fenster weisen durchgehend Segmentbögen auf. Das Haus hat links einen dreiachsigen zweigeschossigen Anbau als Kopfbau der Gaststätte, der gleichartig wie der Hauptbau gestaltet ist, und nach hinten einen langen Anbau für die Restauration, die es einmal war. Die hinteren Anbauten stehen nicht unter Schutz. Das Anwesen ist als Gaststätte ortsgeschichtlich und ansonsten baugeschichtlich von Bedeutung. | 08975683 |
|                                         | Wohnhaus | Dresdener Straße 38 (Klein Neida) (Karte)                                         | Ende 19. Jahrhundert | Das Gebäude entstammt einer Zeit, da das Baugewerbe noch nicht industrialisiert war. Es herrscht noch vollkommen die regionale Bautradition mit schlichten Klinker- bzw. Backsteinbauten. So bietet sich auch die Dresdener Straße 38 dar. Der zweigeschossige Bau besitzt zwischen den Geschossen ein schönes Gurtgesims mit über Eck gestellten Klinkern und über den Maueröffnungen ausschließlich Segmentbögen. Da das Haus völlig symmetrisch und die Haustür mittig angeordnet ist, könnte vermutet werden, dass es sich hier nicht um ein einfaches Wohnhaus handelt. Schulen zum Beispiel sind ähnlich gestaltet. Das Anwesen ist ortsgeschichtlich und baugeschichtlich von Bedeutung. Möglicherweise andere Funktion als Wohngebäude. | 08975682 |
| Weitere Bilder                          | Plastik „Vogelturm“ | Vor Dresdener Straße 43b (Klein Neida) (Karte)                                    | 1970 | Die Keramikplastik befindet sich vor einer Plattenbau-Schule in der alten Ortslage Klein Neida. Schöpfer war der Hoyerswerdaer Bildhauer Jürgen von Woyski, der für die Stadt segensreich wirkte, indem er viele Werke schuf und die Internationalen Bildhauersymposien hierherzog. Obwohl es heißt, dass die Plastik nicht mehr vollständig ist, besteht eine künstlerische Bedeutung | 08975678 |
|                                         | Wohnhaus | Fischerstraße 4 (Altstadt) (Karte)                                                | Bezeichnet mit 1853 | Gebiet des Burglehns gegenüber vom Burgplatz. In der Nähe muss die Stadtmühle gewesen sein. Zweigeschossiges Wohnhaus über großer rechteckiger Grundfläche, Dach im Schweizerstil flach geneigt mit weitem Dachüberstand mit Gesprenge, herrschaftlich. Gurtgesimse in Höhe der Geschossdecken des Obergeschosses und in Höhe der Sohlbänke der Obergeschossfenster. Fenster variieren mit geradem und Segmentbogenabschluss. Balkon in den Giebelfenstern zum Dachraum. Hier auch runde Fenster. Baugeschichtliche Bedeutung. | 08975515 |
|                                         | Abwasserpumpstation | Franz-Liszt-Straße (Ecke Lilienthalstraße, Neustadt/WK 7) (Karte)                 | 1960 | Die Abwasserpumpstation in Wohnkomplex 7 erhebt sich über einem runden Grundriss, wobei sich der Bau nach oben leicht erweitert. Das flache Dach steht weit über und wird von Pfeilern getragen, die aus dem Bau stark heraustreten, aber in der Stärke bei weitem nicht bis zur Dachkante reichen. Zwischen die Pfeiler sind im oberen Bereich Fensterbänder eingespannt. Der Bau ist völlig identisch mit der Abwasserpumpstation in Wohnkomplex 1, Käthe-Niederkirchner-Straße/Konrad-Zuse-Straße. Er entstand wahrscheinlich zeitgleich mit diesem im Jahr 1960. Beide Bauten weisen eine der Bauaufgabe entsprechende, sehr moderne architektonische Lösung auf, die ihnen einen besonderen architekturgeschichtlichen Wert verleiht. Als Zeugnisse des städtischen Abwasserentsorgungssystems sind sie von stadt- und technikgeschichtlicher Bedeutung. | 08975375 |
|                                         | Plastik „Flötenspielerinnen“ | Frederic-Joliot-Curie-Straße 54 (vor), WK II (Karte)                              | 1965 | Einzeldenkmal der Sachgesamtheit Kunstwerke im Stadtgebiet Hoyerswerda; Bronzeplastik von Gerhard Geyer, 2012 neu aufgestellt (Standort geändert), künstlerisch von Bedeutung | 09306432 |
|                                         | Wohnhaus eines Bauernhofes, später Gasthof | Friedrich-Engels-Straße 16 (Klein Neida) (Karte)                                  | Um 1800 | Das Gebäude ist ein Bauernanwesen. Unmittelbar südlich an das Grundstück lag der Weinberg von Klein Neida an. Ein Zusammenhang kann also vermutet werden. Der Bau ist zweigeschossig mit Krüppelwalmdach und merkwürdigerweise völlig in Fachwerk errichtet. Im rechten Teil des Erdgeschosses, wo sich möglicherweise einst ein Stall befand, sind die Fenster erhöht und die Geschossdecke herausgenommen. Hier war eine Gastwirtschaft eingebracht. Als vollkommen in Fachwerk errichtete Bau besteht eine baugeschichtliche Bedeutung (Fachwerk im Erdgeschoss erneuert). Daneben gibt es einen ortsgeschichtlichen Wert. Saalgebäude 2003 abgebrochen. | 08975681 |
|                                         | Mietshaus in geschlossener Bebauung, mit Laden | Friedrichsstraße 2 (Karte)                                                        | 1902 | Die Friedrichsstraße als Vorstadt außerhalb des Wittichenauer Tores ist wohl spätestens seit dem 18. Jahrhundert vollständig bebaut. Im nördlichen, altstadtnahen Bereich der Straße nimmt der Friedhof der Kreuzkirche ein langes Stück der westlichen Straßenseite ein. Im Bereich südlich des Bröthener Weges (heute Heinrich-Heine-Straße) fanden sich zu beiden Seiten der Straße Höfe. Von den bäuerlichen Anwesen sind noch viele Wirtschaftsgebäude erhalten. Die Vorderhäuser allerdings wurden vor allem im Zeitraum von 1880 bis 1910 meist durch geschlossen aneinandergebaute Neubauten mit modernen Läden im Erdgeschoss ersetzt. So bekam die Straße einen städtischen Anstrich, der für die kleine Landstadt Hoyerswerda einzigartig blieb. Das trifft auch auf die Friedrichsstraße 2 zu. Das viergeschossige Mietshaus in geschlossener Bebauung mit Laden im Erdgeschoss bietet sich völlig städtisch dar. Gesimse trennen Erd- und Obergeschoss sowie das erste und zweite Obergeschoss. Zweites und drittes Obergeschoss sind mit Lisenen gekoppelt, wie sie sich auch im ersten Obergeschoss finden. Die Fensterbrüstungen sind teils mit einem Jugendstil-Dekor geschmückt. Selbiges findet sich in Stuck-Ranken im Bereich unter dem Hauptgesims und am Tor der Hofdurchfahrt wieder. Es bestehen ein baugeschichtlicher und ortsgeschichtlicher Wert. | 08975563 |
|                                         | Mietshaus in geschlossener Bebauung, mit Laden und Fahnenhalter | Friedrichsstraße 4 (Karte)                                                        | Um 1925 | Das viergeschossige Mietshaus in geschlossener Bebauung mit Laden im Erdgeschoss bietet sich völlig städtisch dar. Prägend wirkt ein kräftiger Erker über erstes und zweites Obergeschoss. Hier findet sich mehrfach das Element eines abgetreppten Gesimses, wie es im Art-déco beliebt ist. Besonders fein durchgestaltet wirken zwei Erdgeschoss-Läden mit weit zurückgesetzten Eingängen in stumpfem Winkel und den rechts und links befindlichen Ladenfenstern. Die Eingangstüren besitzen ein Oberlicht in Geschosshöhe und einen kleinen Dreiecksgiebel. Das gleiche trifft auf die Hauseingangstür links zu. Hohen Seltenheitswert besitzt die am Erker angebrachte Fahnenstange mit Fahnenhalter in schönstem Art-déco. Es ist möglich, dass Erker und Ladengestaltung erst bei einem Umbau in den 1920er Jahren entstanden und das Haus an sich um 1900 einen Vorgänger ersetzte. Es bestehen ein baugeschichtlicher und ortsgeschichtlicher Wert. | 08975562 |
|                                         | Mietshaus in geschlossener Bebauung, mit Laden | Friedrichsstraße 6 (Karte)                                                        | Um 1900 | Das viergeschossige Mietshaus in geschlossener Bebauung mit Laden im Erdgeschoss bietet sich völlig städtisch dar. Gesimse trennen Erd- und Obergeschoss sowie das erste und zweite Obergeschoss. Die Fenster im zweiten Obergeschoss sind mit runden Verdachungen versehen, wie sie in ihrer unorthodoxen Ausführung eher dem Jugendstil zuzuordnen sind. Vollkommen in den Formen des Jugendstils gestaltet sind die Ladentür und die Haustür. Es besteht ein baugeschichtlicher und ortsgeschichtlicher Wert. | 08975561 |
|                                         | Wohnhaus, nach links in geschlossener Bebauung, mit südlichem Seitenflügel | Friedrichsstraße 8 (Karte)                                                        | Um 1870 | Das Gebäude mit üppiger Stuckdekoration zählt zu den älteren, vorindustriellen Häusern der Straße. Das zweigeschossige traufständige Vorderhaus bietet sich ab dem Gurtgesims in Höhe der Obergeschossdecke vornehm spätklassizistisch dar. Das Erdgeschoss ist durch zwei Ladenfenster etwas gestört. Ein weiteres Gesims verläuft in Höhe der Sohlbänke der Obergeschossfenster. Selbige sind mit schönen Faschen und einem von Konsolen getragenen hohen Aufbau mit geraden Bedachungen versehen, worauf sich noch Mittel- und Seitenakroterien finden. Die Hausecken sind mit Pilastern mit Spiegeln und prächtigen Kapitellen gestaltet. Ebenso prächtig bietet sich das Hauptgesims dar. Rechts vom Haus zwei Pfeiler eines Einganges. Am Giebel leider fast alle Fenster zugesetzt. Der Hofflügel entlang eines alten Weges ebenfalls zweigeschossig, aber mit flacherem Dach mit Drempel, Fassade mit Gurtgesimsen gegliedert. Hier schöne Hauseingangstür aus den 1930er Jahren. Es bestehen ein baugeschichtlicher und ortsgeschichtlicher Wert. | 08975560 |
|                                         | Wohnhaus, nach rechts in geschlossener Bebauung | Friedrichsstraße 9 (Karte)                                                        | Um 1830 | Markant gegliederter Putzbau, im 19. Jahrhundert Sitz des Landrats und der preußischen Kreisverwaltung (Hoyerswerda war bis 1945 Teil der preußischen Provinz Schlesien). Das Gebäude zählt zu den älteren, vorindustriellen Häusern der Straße. Dabei handelt es sich um einen veritablen Hof mit einem Vorderhaus, nach rechts in geschlossener Bebauung, mit zwei Hofflügeln und, nördlich davon, einem stattlichen Hof an der Straße und einem weit zurückgesetztem Hofgebäude. Unter Schutz nur das zweigeschossige traufständige Vorderhaus mit einer barocken oder klassizistischen Ausformung. Das mit neun Fensterachsen sehr lange Haus ist dementsprechend mit Lisenen gegliedert und rhythmisiert, die jeweils zwei Achsen zusammenfassen, in einem Falle sogar drei – dort ist ein klassischer Dreiecksgiebel über dem vielfach profilierten Traufgesims aufgebracht. Ein Gesims verläuft in Höhe der Sohlbänke der Obergeschossfenster. Zwischen den Erd- und Obergeschossfenster sind barocke Putzspiegel aufgebracht. Zur freistehenden nördlichen Seite besitzt das Satteldach eine Krüppelwalm. Im Erdgeschoss befinden sich mehrere, erst später eingebrachte Läden. Es wird kolportiert, dass hier einst der Landrat wohnte. Es besteht ein baugeschichtlicher und ortsgeschichtlicher Wert. | 08975559 |
|                                         | Park-Café; Wohnhaus in geschlossener Bebauung, rechts Gaststättenanbau | Friedrichsstraße 10 (Karte)                                                       | Um 1890 (Wohnhaus); Gaststättenanbau 1920er Jahre | Das zweigeschossige Wohnhaus ist noch einer regionalen Tradition verpflichtet. Dabei ist das Erdgeschoss historistisch verputzt und verändert, das Obergeschoss jedoch klinkersichtig. Eine Architekturgliederung, dabei die Fensterrahmungen und -verdachungen sowie zwei Gesimse sind in Putz angetragen. Der Gaststättenanbau im Stil der 1920er Jahre ist in der Straßenflucht nur eingeschossig. Stilistisch allerdings bietet er sich recht außergewöhnlich dar, er könnte als expressionistisch oder Art-déco bezeichnet werden. Dabei werden die beiden großen Türöffnungen mit kunstvoll versetztem Klinker gerahmt. Darüber kragt ein Balkon mit geschwungener Brüstung aus. Erst weiter hinten erhebt sich ein Obergeschoss für die Unterbringung von Einrichtungen der Gastwirtschaft. Das Alter des vorderen Aufbaus auf dem Balkon – eine Art geschlossene Veranda – wäre zu recherchieren. Es bestehen ein baugeschichtlicher und künstlerischer Wert. | 08975555 |
|                                         | Wohnhaus in geschlossener Bebauung | Friedrichsstraße 10a (Karte)                                                      | Um 1925 | Der Bau besitzt zwei Geschosse und ein voll ausgebautes Satteldach. Damit wurde entweder die vorgeschriebene Zweigeschossigkeit der Bebauung umgangen, oder aber das Haus entstand schon um 1905 und der Aufbau des Dachgeschosses kam durch einen Umbau in den 20er Jahren zustande. Auf jeden Fall aus dieser Zeit um 1925 stammt das außergewöhnliche Art-déco-Portal mit kleinem Vorraum und zurückgelegter Eingangstür. Dieser unveränderte Bauteil zeichnet das Haus aus und verleiht ihm einen baugeschichtlichen und künstlerischen Wert. Beachtenswert mit mehreren feinen Profilen ist auch der Dachausbau. | 08975554 |
|                                         | Wohnhaus, nach links in geschlossener Bebauung | Friedrichsstraße 10b (Karte)                                                      | Um 1890 | Wohnhaus nach links in geschlossener Bebauung und nach rechts freistehend, dabei aber durch einen über Eck gestellten Turm eine Ecksituation suggerierend. Als Pendant zu diesem Turm besitzt das Haus an der linken Seite einen vorgezogenen Risalit mit steilem Dreiecksgiebel, wie er im späten 19. Jahrhundert beliebt war. Der Bau besitzt zwei Geschosse und ein mit Mansardfenstern ausgebautes Mansarddach. Der Eingang ist in die offene rechte Seite gelegt und über eine Treppe mit schmiedeeisernem Geländer zu erreichen. Der Bau ist in gelbem Klinker ausgeführt, die gliedernden historisierenden Architekturelemente bestehen in Putz. Der unveränderte Bau besitzt einen baugeschichtlichen Wert. | 08975553 |
|                                         | Wohnhaus in geschlossener Bebauung | Friedrichsstraße 10d (Karte)                                                      | Um 1900 | Der zweigeschossige Bau ist in Klinker ausgeführt, die historisierenden Architekturelemente bestehen in Putz. Dabei herrscht eine waagerechte Gliederung mit zahlreichen Gesimsen und Bändern auch zwischen den Fenstern vor. Schöne historistische Haustür. Der unveränderte Bau besitzt einen baugeschichtlichen Wert. | 08975552 |
|                                         | Wohnhaus, nach links in geschlossener Bebauung, Eckhaus | Friedrichsstraße 10e (Karte)                                                      | Um 1900 | Städtebaulich bedeutsam ist die Gestaltung des Giebels zur erst spät angelegten Salomon-Gottlob-Frentzel-Straße. Auch wird die Ecke durch ein stattliches, über Eck gestelltes Dachhaus mit üppigem eklektizistischem Giebel betont. Der Bau ist in Klinker ausgeführt, die historisierenden Architekturelemente bestehen in Putz. Dabei herrscht eine waagerechte Gliederung mit zahlreichen Gesimsen und Bändern auch zwischen den Fenstern vor. Schöne historistische Haustür. Der unveränderte Bau besitzt einen baugeschichtlichen Wert. | 08975551 |
| Weitere Bilder                          | Doppelhaus, Geschäftshaus, vom Typus in geschlossener Bebauung, mit Läden, dazu im Hof zwei Scheunen an der Karl-Liebknecht-Straße | Friedrichsstraße 13a, 13b (Karte)                                                 | Um 1910 (Mietshaus); bezeichnet mit 1897 (Scheune links) | Das dreigeschossige Doppelhaus in geschlossener Bebauung mit Laden im Erdgeschoss und ausgebautem Mansarddach bietet sich völlig städtisch dar. Es könnte mit Fug und Recht als ein Wohn- und Geschäftshaus bezeichnet werden, nicht etwa nur als Wohnhaus mit Läden. Zum neu gebauten, also einen älteren Bau ersetzenden Vorderhaus im Reformstil der Zeit um 1910 gehören im hinteren Bereich des Grundstücks an der heutigen Karl-Liebknecht-Straße als dem alten Weg nach Groß Neida zwei Scheunen aus Backstein, die Zeugnis von der Stadtgeschichte als Stadt der Ackerbürger ablegen. Das Vorderhaus als Doppelhaus zeichnet sich durch zwei mächtige, über erstes und zweites Obergeschoss weit auskragende Erker mit aufliegenden Balkons und in die Flucht des Mansarddachs zurücktretende Giebel aus. Die Balkons besitzen schönste Balkongitter. Die Läden mit originalen Ladenfronten im Erdgeschoss sowie die beiden Eingangsportale sind ebenfalls durch solch einen Reformstil der Zeit um 1910 geprägt. Ein vielfach profiliertes, um die hier ansetzenden Erker verkröpftes Gesims trennt Erd- und Obergeschoss. Es findet sich als oberer Abschluss der beiden Erker wieder. Baugeschichtlich und ortsentwicklungsgeschichtlich von Bedeutung. | 08975538 |
|                                         | Mietshaus in geschlossener Bebauung konzipiert | Friedrichsstraße 25 (Karte)                                                       | Um 1900 | Das dreigeschossige Haus besitzt nach zwei Seiten Brandmauern, woraus ersichtlich ist, dass für den Straßenbereich zu seiner Bauzeit die geschlossene Bebauung vorgesehen war. Das Erdgeschoss ist verputzt und völlig mit Läden aufgelöst, die möglicherweise erst etwas später eingebracht wurden. Die Obergeschosse besitzen eine Klinkerfassade, hinter der sich Wohnungen befinden. Auffälligstes Element sind Erker rechts und links, die ein drittes Geschoss und einen spitzen Turm besitzen. Das flache Satteldach ist ausgebaut und mit vielen Dachhäuschen versehen. Die Fenster weisen Segmentbögen auf, die sich wie einige andere historisierende gliedernde Elemente in gelbem Klinker vom roten Grund abheben. Baugeschichtlich und ortsentwicklungsgeschichtlich von Bedeutung. | 08975547 |
|                                         | Wohnhaus | Friedrichsstraße 27a (Karte)                                                      | Um 1900 | Das zweigeschossige Haus weist nach links eine Brandmauer auf, was darauf schließen lässt, dass an eine anschließende geschlossene Bebauung gedacht war. Es ist in Klinker mit reicher historisierender Architekturgliederung in Putz ausgeführt. Das traufständige Dach trägt in der Mitte ein großes massives Dachhaus, welches von zwei kleinen hölzernen Dachhäuschen flankiert wird. Ein zweigeschossiger hölzerner Eingangsvorbau befindet sich am rechten Giebel. Baugeschichtlich und ortsentwicklungsgeschichtlich von Bedeutung. Stuckornamentik, Eckquaderungen, an einem Giebel ursprünglich Leuchtreklame für das gegenüberliegende Bahnhofshotel, Abbruch vor 2012 festgestellt. | 08975549 |
|                                         | Wohnhaus | Friedrichsstraße 28 (Karte)                                                       | Um 1890 | Das Wohnhaus erhebt sich mit zwei Geschossen traufständig über einer rechteckigen Grundfläche. Der massive, verputzte Bau ist vollkommen traditionell gestaltet. Bestimmend sind mehrere Gurtgesimse, ein Konsolfries als Hauptgesims, Putznutungen im Erdgeschoss und auskragende gerade Fensterbedachungen im Obergeschoss. Der an der Vorderseite rechts eingegliederte Hauseingang weist einen hohen runden Bogen als Abschluss und eine originale historistische Haustür auf. Das ausgewogen gestaltete, unverändert erhaltene Wohnhaus ist baugeschichtlich von Bedeutung. | 08975809 |
|                                         | Pavillon | Friedrichsstraße 28b (Karte)                                                      | Um 1890 | Pavillon als Nebengebäude zu Nummer 28, ein eingeschossiger Putzbau mit Balustrade mit einem einen Viertelkreis beschreibenden, mehreckigen, unregelmäßigen Grundriss. Hier waren möglicherweise ein kleiner Verkauf mit Muster der Waren, eine Remise und Stallungen untergebracht. An der offenen Seite der kleinen Baugruppe verläuft heute ein Weg. Einst verlief hier Kossaks Graben. Er kreuzte die Straße von Nordnordwest nach Südsüdost. Südlich kommt er – heute in der Stadt verrohrt – von der Schwarzen Elster in Groß Neida, nördlich fließt er an der Wasserburger Mühle vorbei und bindet südlich von Neuwiese wieder in die Schwarze Elster ein. Durch die sehr ungewöhnliche, vor allem durch die aufgesetzten Säulenbalustraden prätentiös wirkende Architektur hat das Nebengebäude der 28 einen baugeschichtlichen und einen Seltenheitswert. | 08975548 |
|                                         | Wohnhaus in geschlossener Bebauung konzipiert | Friedrichsstraße 30 (Karte)                                                       | Um 1900 | Hier befand sich ein Hof, bei dem das Vorderhaus um 1900 durch einen Neubau ersetzt wurde. Der dreigeschossige Bau weist nach rechts und links Brandmauern auf, was darauf schließen lässt, dass an eine anschließende geschlossene Bebauung gedacht war. Im Erdgeschoss verputzt und durch spätere Ladeneinbauten völlig aufgebrochen, sind die beiden Obergeschosse in Klinker mit Architekturgliederung in Putz ausgeführt. Das traufständige Dach trägt mehrere Dachhäuschen. Baugeschichtlich und ortsentwicklungsgeschichtlich von Bedeutung. | 08975546 |
|                                         | Wohnhaus in geschlossener Bebauung konzipiert | Friedrichsstraße 33 (Karte)                                                       | Bezeichnet mit 1902 | Hier befand sich ein Hof, bei dem das Vorderhaus um 1900 durch einen Klinkerbau mit Tordurchfahrt ersetzt wurde. Die Hofgebäude existieren nicht mehr. Der zweigeschossige Bau mit reichem Stuckschmuck befindet sich nach rechts in geschlossener Bebauung. Nach links weist er eine Brandmauer auf, was darauf schließen lässt, dass an eine anschließende geschlossene Bebauung gedacht war. Das Wohnhaus ist in Klinker mit Architekturgliederung in Putz ausgeführt. Prägend sind die beiden dreigeschossigen Risalite rechts und links mit Renaissance-Stufengiebeln. Überhaupt ist der Bau in der Formensprache des 17. Jahrhunderts in Deutschland ausgeführt, mit viel repräsentativem Zierwerk, wie es beispielsweise Kayser und von Großheim in Berlin praktizierten. Das traufständige Dach trägt mehrere Dachhäuschen. Baugeschichtlich und ortsentwicklungsgeschichtlich von Bedeutung. | 08975545 |
|                                         | Wohnhaus, nach links in geschlossener Bebauung, Eckhaus | Friedrichsstraße 34 (Karte)                                                       | Um 1910 | Im Falle der Friedrichsstraße 34 wurde der alte Hof in der Ecke zur heutigen August-Bebel-Straße entfernt und durch einen Neubau ersetzt. Das zweigeschossige verputzte Eckhaus im Reformstil der Zeit um 1910 befindet sich nach links zur Friedrichsstraße in geschlossener Bebauung. An der vor 1920 bis zur heutigen Gerhart-Hauptmann-Straße angelegten und bis in die 1950er Jahre nur auf der Nordseite bebauten August-Bebel-Straße steht der Bau frei. Städtebaulich nimmt er in gelungener Weise die Ecklage auf. So weisen zu beiden Straßen große, dreigeschossige gebrochene Giebel, die aus einem Mansarddach herauswachsen. Die Ecke ist abgeschrägt – hier ist ein Laden eingebracht. Darüber befinden sich ein Balkon und im Dach ein besonders schön gerahmtes Fenster. Stilistisch ist der gelungen durchgestaltete Bau einem Reformstil der Zeit um 1910 verpflichtet. Baugeschichtlich und städtebaulich von Bedeutung. | 08975544 |
|                                         | Wohnhaus in geschlossener Bebauung | Friedrichsstraße 36 (Karte)                                                       | Um 1900 | Das Vorderhaus mit gut gestalteter historistischer Fassade wurde um 1880 gebaut, vielleicht auch umgebaut. Der zweigeschossige, auffällig lange Bau befindet sich in geschlossener Bebauung. Seine Fassade folgt noch spätklassizistischen Grundsätzen – ein industrielles Bauen besteht noch nicht. Prägend sind Gesimse zwischen Erd- und Obergeschoss, in Höhe der Sohlbänke der Obergeschossfenster und unterhalb des Hauptgesimses. Die Erdgeschossfenster weisen Segmentbögen auf, die Obergeschossfenster dreieckige Bedachungen. In der Mitte der Fassade findet sich im Obergeschoss ein Erker mit kleinem Türmchen. Die vier sehr hübschen Ochsenaugen aus Blech im angedeuteten Mansarddach fielen einer Sanierung zum Opfer. Baugeschichtlich und ortsentwicklungsgeschichtlich von Bedeutung. | 08975543 |
|                                         | Kaufhaus in geschlossener Bebauung | Friedrichsstraße 37 (Karte)                                                       | 1925 | Im Falle der Friedrichsstraße 37 gab es wohl keinen Hof, sondern nur ein Vorderhaus. Dieses wurde abgerissen und um 1923 durch einen Neubau ersetzt, der weniger an ein Wohn- denn an ein Kaufhaus erinnert. So sollte auch dieser Bereich der Straße an städtischer Wirkung gewinnen. Der dreigeschossige Bau befindet sich in geschlossener Bebauung, wobei sich allerdings rechts nur ein eingeschossiges kleines Haus anschloss, was vom ursprünglichen Bild der Straße zeugte und mit dessen baldigen Abbruch man bei Bau der Nummer 37 rechnete. Wirklich abgebrochen und durch einen gesichtslosen Neubau ersetzt wurde es erst 2003. Leider wurde auch die künstlerisch durchgestaltete Nummer 37 bei einer Sanierung einiger konstituierender Elemente beraubt. Prägend bis heute wirken zunächst sechs hohe Bogenöffnungen im Erdgeschoss, von denen der linke die Durchfahrt darstellt, die zwei folgenden Ladenfenster, der vierte einen Ladeneingang und die letzten beiden wiederum Ladenfenster. In die fünf Zwickel der Bögen sind Reliefs von Figuren eingestellt, deren Bedeutung sich möglicherweise auf das Angebot in den Läden bezieht: 1. Frau mit zwei Töpfen, 2. Mann mit Schläger und Ball, 3. Frau mit einer Art Zitter, 4. Krieger, 5. Frau mit Spiegel. In Kämpferhöhe sind alle Bögen mit einem profilierten Gesims verbunden, welches sich in den Kämpfern der Fenster fortsetzt. Die Obergeschossfenster weisen ein hohes stehendes Format auf. Darüber trennt ein kräftiges Gesims das zweite Obergeschoss mit kleineren Fenstern ab. Das Hauptgesims wiederum wölbt sich mit einer Hohlkehle stark vor. Im Dach sind drei größere Dachhäuschen angeordnet. In Wegfall kamen vor allem der originale, waagerecht verriebene Kratzputz und die jeweils zwei Ladenfenster zusammenfassenden kräftig auskragenden Gesimse über den Scheiteln der Bögen. Die Figuren schweben nun in der Luft. Da die Fassade in ihrer einstigen Durchgestaltung einem anspruchsvollen Art-déco, wie er sich nur selten und in Hoyerswerda nur noch an der Dresdener Straße 2a finden lässt, folgt, ist der Verlust umso trauriger. Der Bau besitzt trotzdem einen baugeschichtlichen Wert. | 08975542 |
|                                         | Wohnhaus in geschlossener Bebauung | Friedrichsstraße 39 (Karte)                                                       | Ende 19. Jahrhundert | Hier befand sich ein kleiner Hof, bei dem das Vorderhaus um 1880/90 durch einen Neubau ersetzt wurde. Die Nebengebäude bestehen bis heute, wenngleich das heutige Wohnhaus auch keine Durchfahrt mehr hat. Der zweigeschossige Bau befindet sich in geschlossener Bebauung. Nach links schloss sich allerdings nur ein eingeschossiges kleines Haus an, welches vom ursprünglichen Bild der Straße zeugte und mit dessen baldigen Abbruch man bei Bau der Nummer 39 rechnete. Wirklich abgebrochen und durch einen gesichtslosen Neubau ersetzt wurde es erst 2003. Das Wohnhaus Nummer 39 ist in Klinker mit Architekturgliederung in Putz ausgeführt. Diese Gliederung mit Gesimsen und dreieckigen Fensterbedachungen im Obergeschoss ist noch recht klassisch zu nennen. Das traufständige Satteldach ist recht flach. Baugeschichtlich und ortsentwicklungsgeschichtlich von Bedeutung. | 08975541 |
|                                         | Mietshaus in geschlossener Bebauung | Friedrichsstraße 40 (Karte)                                                       | Um 1900 | Hier befand sich ein kleiner Hof, bei dem das Vorderhaus um 1905 durch einen Neubau ersetzt wurde. Die Nebengebäude bestehen bis heute, wobei das heutige Wohnhaus auch eine kleine Durchfahrt hat. Der viergeschossige Bau mit interessant gegliederter Putzfassade befindet sich in geschlossener Bebauung. Nach rechts schloss sich allerdings zunächst nur ein eingeschossiges kleines Haus an, welches aber schon lange nicht mehr existiert. Heute steht hier das neue Eckhaus Heinrich-Heine-Straße 1. Das Wohnhaus Nummer 40 ist massiv, verputzt und mit fast flachem Satteldach versehen. Bestimmend sind Gesimse zwischen Erd- und Obergeschoss und zwischen erstem und zweitem Obergeschoss. Die beiden unteren Geschosse sind vollständig mit horizontalen Putznutungen versehen. Die Fenster im zweiten Obergeschoss weisen aufgestelzte gerade Bedachungen und schön gestaltete Brüstungsspiegel auf. Vor allem im zweiten und dritten Obergeschoss finden sich an den übergreifenden Lisenen Schmuckelemente des Jugendstils. Typische Maurermeister-Architektur der Jahrhundertwende zum 20. Jahrhundert. Baugeschichtlich und ortsentwicklungsgeschichtlich von Bedeutung. | 08975539 |
| Weitere Bilder                          | Friedhofskirche mit Ausstattung und ehemaligen Friedhof, heute Parkanlage (Kreuzkirche, Friedhofskirche, Begräbniskirche, Jürgen-von-Woyski-Park, Stadtpark) | Friedrichsstraße 41 (Karte)                                                       | 1754 (Kirche); 1. Hälfte 19. Jahrhundert (Kanzelaltar); 1937–1938, Umgestaltung zur Parkanlage | Einfache barocke Saalkirche mit Dachreiter mit Zwiebelhaube, zu Beginn des 20. Jahrhunderts aufgelassener und zur Parkanlage umgestalteter Friedhof, hier neun Bildwerke des Internationalen Bildhauersymposiums 1977 (siehe 08975452 und 08975550), von stadt-, bau- und gartengeschichtlicher Bedeutung. Die Friedrichsstraße ist die Verlängerung der Kirchstraße als Witchenauesche Gasse über das Wittichenauer Tor hinaus nach Wittichenau. Das Tor wurde um 1850 abgerissen. Die Friedrichsstraße als Vorstadt ist wohl seit dem 18. Jahrhundert vollständig mit Höfen bebaut. Einen großen Bereich der Straße nimmt die Kreuzkirche mit zugehörigem Friedhof ein. In der ersten Hälfte des 18. Jahrhunderts legte man außerhalb der damaligen Stadtgrenzen am Hospital eine neue Begräbnisstätte an. Der Platz um die Stadtpfarrkirche hatte sich als zu eng bemessen erwiesen. Die Begräbniskirche wurde 1754 erbaut. Kirche und Gottesacker der Kreuzkirche liegen zwischen der Straße und der etwas später angelegten und parzellierten Vorstadt Amtsanbau. Die Kreuzkirche ist ein rechteckiger Saalbau mit Walmdach und kleinem Dachreiter, also äußerst schlicht und, man würde heute sagen, funktional. An den Langseiten sind jeweils drei, an den Giebelseiten nur an der Ostseite ein hohes Fenster eingebracht. 1836 wurde die Kirche erneuert, 1851 vermutlich wurde der Altar von 1698 der abgerissenen Deutschen Kirche von George Friedrich von Knobelsdorf eingebracht. Die Friedhofskirche ist heute Kirche des Apostelamtes Jesu Christi. Der sogenannte „auswendige Friedhof“ (außerhalb der Stadt liegend) wurde zu Beginn des 20. Jahrhunderts aufgelassen und 1937–1938 zur Parkanlage umgestaltet. Der Stadtpark wurde im gemischten Stil der Lenné-Meyerschen Schule gestaltet und integrierte den vorhandenen Gehölzbestand. Der Park nimmt die Werke des II. Internationalen Bildhauersymposiums auf. Dieses wurde auf Beschluss der Stadtverordnetenversammlung und dem Verband Bildender Künstler (VBK) der DDR 1975 begründet, wobei der ortsansässige Bildhauer Jürgen von Woyski im Rahmen seiner Tätigkeit im Beirat für Architektur und bildende Kunst der Stadt diese Form des künstlerischen Schaffens angeregt hatte. Von 1975 bis 1989 fanden in Hoyerswerda neun Bildhauersymposien statt. Als Akademiemitglied leitete von Woyski alle Symposien. Die Werke wurden größtenteils in den neu errichteten Wohnbezirken von Hoyerswerda aufgestellt. In Ehrung seiner großen Verdienste heißt der Friedhof heute auch Jürgen-von-Woyski-Park. Kirche und Park sind von orts-, bau- und gartengeschichtlicher Bedeutung. | 09307186 |
| Weitere Bilder                          | Neun Bildwerke von acht Künstlern | Friedrichsstraße 41 (Karte)                                                       | 1977 | Einzeldenkmale der Sachgesamtheit Kunstwerke im Stadtgebiet Hoyerswerda; Bildwerke des Internationalen Bildhauersymposiums 1977, künstlerisch von Bedeutung. Auf dem zu Beginn des 20. Jahrhunderts aufgelassenen Friedhof Bildwerke des Internationalen Bildhauersymposiums 1977, baugeschichtlich und ortsgeschichtlich von Bedeutung. Einzeldenkmal der Sachgesamtheit Kunstwerke im Stadtgebiet Hoyerswerda; Skulpturen „Antiqua“, „Familienglück“, Gemeinschaftsarbeit der Teilnehmer, „Glückliche Stadt“, „Große Liegende“, „Leben“, „Lesender Junge“, „Liebespaar“ und „Mann und Frau“. | 08975550 |
|                                         | Wohnhaus, nach rechts in geschlossener Bebauung, mit Laden | Friedrichsstraße 45 (Karte)                                                       | Um 1890 | Das markante, historistische Wohnhaus befindet sich traufständig nach rechts in geschlossener Bebauung, nach links steht es frei. In der Mitte der Traufseite befindet sich ein in den Formen des deutschen 17. Jahrhunderts reich gestalteter Zwerchgiebel. Das Haus wurde wohl in den 1890er Jahren gebaut, oder aber der Bau an sich ist an die 20 Jahre älter und erst der Giebel entstammt dem ausgehenden Jahrhundert. Für diese Version spräche die konservative, vorindustrielle Hausgestaltung mit Gurtgesims sowie einfachen geraden Fensterverdachungen und Putzspiegeln in den Brüstungsfeldern im Obergeschoss. Ein Laden im Erdgeschoss stört die Ausgewogenheit des Baus kaum. Die Hofgebäude wurden sämtlich abgerissen. Das Haus besitzt eine baugeschichtliche und eine ortsgeschichtliche Bedeutung. | 08975558 |
|                                         | Wohnhaus in geschlossener Bebauung | Friedrichsstraße 47 (Karte)                                                       | Nach 1800 | Das im Inneren total veränderte Wohnhaus befindet sich in geschlossener Bebauung. Es ist fraglos das älteste im Bereich und wurde sicher noch im 18. Jahrhundert gebaut. Davon zeugt auch, dass es ziemlich weit unter Straßenniveau liegt, da selbige über die lange Zeit angewachsen ist. Das Haus hatte im Grundstück einen umbauten Hof, der durch die große rundbogige Tordurchfahrt zu erreichen war. Diese Bauten sind bedauerlicherweise abgerissen. Das Ackerbürgeranwesen ist also nur noch an seinem Vorderhaus zu verifizieren, und auch dieses ist im Inneren total verändert. Nach wie vor jedoch ist es recht lang, zweigeschossig mit Gesims zwischen Erd- und Obergeschoss und Satteldach. Die Fenstergewände sind schön profiliert und das Hauptgesims auch. Das Ackerbürgerhaus besitzt eine baugeschichtliche und eine ortsgeschichtliche Bedeutung. | 08975557 |
|                                         | Postamt in Ecklage, mit Ausstattung | Friedrichsstraße 48 (Karte)                                                       | 1896 | Die Post ist wohl das erste Haus an dieser Stelle. Sie befindet sich nach links in geschlossener Bebauung, nach rechts ist ja die Ecke zu Kolpingstraße/Elsterstraße und Schwarzer Elster. Das Postamt ist dementsprechend als Eckhaus gebaut, wobei sich die Hauptschauseite nichtsdestotrotz auf die Friedrichsstraße bezieht, der Eingang aber an der anderen Seite der Ecke liegt. Der Putzbau mit Klinkergliederung (normalerweise ist es in der Region andersherum) ist zweigeschossig mit an der Ecke abgewalmtem Dach. Zur Friedrichsstraße ist ein großer Risalit mit bewusst historisierender Gestaltung – Krüppelwalmdach, Drillingsfenster mit umfassenden Rundbogen – eingebracht. Die Klinkergliederung ist üppig – Klinkersockel, darüber Klinkerornament, die Erdgeschossfenster mit Segmentbögen, ein Klinkerband in Kämpferhöhe, ein vielfach profiliertes Gurtgesims unter den Sohlbänken der ebenfalls mit Segmentbogen abschließenden Obergeschossfenster, ein kunstvolles Klinkerornament unter dem Hauptgesims, dazu senkrechte Klinkerbänder an allen Ecken und Vorsprüngen. Erhalten ist auch die Ausstattung des Postgebäudes. Am Gebäude ist eine Tafel angebracht, die an Konrad Zuse (1910–1995) erinnert, der hier als Jugendlicher von 1923 bis 1927 wohnte. Zuse entwickelte den ersten Computer der Welt. Personengeschichtlich, stadtgeschichtlich und baugeschichtlich von Bedeutung. | 08975564 |
|                                         | Mehrfamilienhaus der Wohnanlage Westrandbebauung | Gebrüder-Grimm-Straße 1, 1a, 1b (Karte)                                           | Nach 1955 | Die Gebrüder-Grimm-Straße 1, nach rechts verbunden mit der 3a–3c, stellt ein Haus im Stil der Nationalen Bautradition an einem zentralen Platz dar. Im Falle der Westrandbebauung (wie auch des Bahnhofsvorplatzes) wurden Läden und andere Versorgungseinrichtungen in diese platzbildenden Wohnblöcke eingegliedert. Es wurden also damals noch keine spezifischen Kaufhallen oder ähnliches gebaut, wie das später in Hoyerswerda-Neustadt der Fall war. Bei der Gebrüder-Grimm-Straße 1 handelt es sich um ein dreigeschossiges massives Wohnhaus mit Läden in Ziegelbauweise, welches hinsichtlich Kubatur und Walmdach traditionell anmutet. Der bis 2010 original erhaltene, grob strukturierte prägende Graupelputz wurde bei der Sanierung entfernt. Der Bau wird nicht nur durch die Arkaden an der Giebelseite herausgehoben, sondern auch durch das Wandbild über den an der Platzseite austretenden Arkaden. Mit keramischem Material wurden hier aus mosaikartig zusammengesetzten Teilen verschiedene symbolträchtige Elemente zu einem Bild vereint, dass deutlich den Zeitgeist widerspiegelt. So stehen die alles bekrönende Sonne für Zukunft und Optimismus, die Tauben als Friedensboten, der abstrahierte Kühlturm und der Schornstein für die Industrie sowie die angedeutete Wohnarchitektur für die sozialistische Heimat. Es bestehen ein stadtbaugeschichtlicher und baugeschichtlicher Wert. | 08975399 |
|                                         | Mehrfamilienhaus der Wohnanlage Westrandbebauung | Gebrüder-Grimm-Straße 2a, 2b, 2c (Karte)                                          | Nach 1955 | Bei der Gebrüder-Grimm-Straße 2 im Stil der Nationalen Bautradition, nach links verbunden mit der 4, handelt es sich um ein dreigeschossiges Wohnhaus in Ziegelbauweise mit Walmdach, also noch recht traditionell. Der originale, grob strukturierte Graupelputz wurde bei der Sanierung entfernt. Bemerkenswert und einzigartig die Gitter mehrerer französischer Fenster mit senkrechten Wellen und Fischen sowie die künstlerisch überaus anspruchsvollen stilisierten, in Putz geritzten und farbig gefassten Bilder senkrecht zwischen den Fenstern über den Eingängen. Es bestehen ein stadtbaugeschichtlicher und baugeschichtlicher Wert. | 08975397 |
|                                         | Fenstergitter an einem Mehrfamilienhaus einer Wohnanlage | Gebrüder-Grimm-Straße 3a, 3b, 3c (Karte)                                          | Nach 1955 | Bei der Gebrüder-Grimm-Straße 3 im Stil der Nationalen Bautradition, nach links verbunden mit der 1, handelt es sich um ein dreigeschossiges Wohnhaus in Ziegelbauweise mit Walmdach, also noch recht traditionell. Bemerkenswert und einzigartig die Gitter der französischen Fenster über den Eingängen mit senkrechten Wellenlinien mit kleinen Quadraten sowie waagerechten Wellen mit Booten, und die Gitter der rückwärtigen Balkons mit auszackenden Senkrechten, die eine Art Segel in der Zacke haben. Es bestehen ein stadtbaugeschichtlicher und baugeschichtlicher Wert. Die Beschränkung des Denkmalwertes auf die Fenstergitter entspricht einem Bescheid der Landesdirektion aus dem Jahr 2010. | 08975396 |
|                                         | Fenstergitter und Wandbilder an einem Mehrfamilienhaus einer Wohnanlage | Gebrüder-Grimm-Straße 4a, 4b, 4c (Karte)                                          | Nach 1955 | Bei der Gebrüder-Grimm-Straße 4 im Stil der Nationalen Bautradition, nach rechts verbunden mit der 2, handelt es sich um ein dreigeschossiges Wohnhaus in Ziegelbauweise mit Walmdach, also noch recht traditionell. Bemerkenswert und einzigartig die Gitter der französischen Fenster über den Eingängen mit senkrechten Wellenlinien mit kleinen Quadraten, die sich auch an den französischen Fenstern finden. Künstlerisch anspruchsvoll auch die stilisierten, in Putz geritzten und farbig gefassten Bilder senkrecht zwischen den Fenstern über den Eingängen, hier rechts und links Fische, am Mitteleingang Schwäne. Es bestehen ein stadtbaugeschichtlicher und baugeschichtlicher Wert. Beschränkung des Denkmals auf Fenstergitter und Wandbilder entsprechen einem Bescheid der Landesdirektion aus dem Jahr 2010. | 08975395 |
|                                         | Mietshaus in geschlossener Bebauung | Gerhart-Hauptmann-Straße 3 (Bahnhofsvorstadt) (Karte)                             | Um 1925 | Die Gerhart-Hauptmann-Straße ist die einzige Straße des Amtsanbaus, die später nach Süden verlängert wurde. Seit dem früheren 20. Jahrhundert stellt sie auf diese Weise eine Verbindung von der Heinrich-Heine-Straße zur August-Bebel-Straße dar. Hier im neuen Abschnitt befindet sich auch die Nummer 3, ein Putzbau mit Mansarddach, Tordurchfahrt und flachem Erker sowie Art-déco-Verzierungen. Dabei handelt es sich um ein Wohnhaus in geschlossener Bebauung, welches weder vor- noch kleinstädtisch, sondern durchaus städtisch wirkt. Es hat drei Geschosse und ein ausgebautes Walmdach. Die Erdgeschossfenster schließen mit Rundbögen ab. Über erstes und zweites Obergeschoss kragt ein Erker aus. Erdgeschoss und erstes Obergeschoss sind durch ein Gurtgesims geschieden. Baugeschichtliche und ortsgeschichtliche Bedeutung. | 08975493 |
|                                         | Wohnhaus, zwei Hofgebäude und Scheune eines Gehöfts | Gerhart-Hauptmann-Straße 11 (Karte)                                               | Um 1840 | Wohnhaus nach links mit Nummer 13 verbunden, eingeschossig, einer der vollkommen authentisch erhaltenen Höfe des Amtsanbaus, ortsgeschichtlich, baugeschichtlich und sozialgeschichtlich von Bedeutung | 08975530 |
|                                         | Allgemeine Ortskrankenkasse; Verwaltungsgebäude, nach links in geschlossener Bebauung, heute Wohnhaus | Gerhart-Hauptmann-Straße 12 (Bahnhofsvorstadt) (Karte)                            | Nach 1920 | Es handelt sich um ein für Sozialversicherung und Krankenkasse gebautes Verwaltungsgebäude, einen Putzbau im Reformstil der Zeit um 1910 mit Pilastergliederung und Zwerchhaus im Dach. Der dreigeschossige traufständige Bau befindet sich nach links in geschlossener Bebauung. Bei einem ungewöhnlichen, in der Mitte gehobenen und nach der freien Seite abgewalmten Satteldach erhebt sich über dem Traufgesims noch ein Zwerchhaus mit Dreiecksgiebel. Dieses wird von hohen Fledermausgauben flankiert. Das Erdgeschoss ist klinkersichtig und mit Lisenen zwischen den Fenstern gegliedert. Es folgen ein breiter Putzstreifen und darüber ein Gurtgesims. Die beiden Obergeschosse sind wiederum durch Lisenen zusammengefasst, um deren oberen Abschluss sich das Hauptgesims verkröpft. Zwischen den Fenstern von erstem und zweitem Obergeschoss sind in den Mittelachsen drei Kartuschen angebracht. Das anspruchsvoll durchgestaltete Haus lehnt sich an barocke Gestaltungsgrundsätze an und führt diese zeitgemäß weiter. Es besteht eine baugeschichtliche und eine ortsgeschichtliche Bedeutung. | 08975492 |
|                                         | Wohnhaus | Gerhart-Hauptmann-Straße 13 (Karte)                                               | Um 1850 | Bestandteil des Amtsanbaus zwischen Schulstraße und Heinrich-Heine-Straße. Der Amtsanbau ist ein planmäßig symmetrisch angelegtes Gebiet mit kleinen Höfen von Häuslern oder Gartennahrungsbesitzern. Er entstand Anfang des 19. Jahrhunderts auf dem früher zur Herrschaft gehörenden „Hospitalstück“ am Hospital am Bröthener Weg. Der Amtsanbau war Vorstadt und wurde Hoyerswerda 1890 eingemeindet. Für 1825 sind 175 Einwohner angegeben, dabei wohl fast alle Sorben. Nach Hoyerswerda gepfarrt. Vom Hof Nummer 13 bestehen noch das traufständige Wohnhaus, welches mit dem rechten Giebel an Nummer 11 angebaut ist, und ein (stark umgebautes) Nebengebäude. Unter Schutz deshalb nur das Wohnhaus. Selbiges ist verputzt, eingeschossig, mit mittigem Hauseingang mit originaler Haustür aus der Erbauungszeit. Auf Grund der Zugehörigkeit zum Amtsanbau und der großen Authentizität besteht Zeugnischarakter. Baugeschichtliche und ortsgeschichtliche Bedeutung. | 08975529 |
|                                         | Wohnhaus und zwei Nebengebäude | Gerhart-Hauptmann-Straße 24 (Karte)                                               | Um 1850 | Bestandteil des Amtsanbaus zwischen Schulstraße und Heinrich-Heine-Straße. Nummer 24 ist einer der letzten authentisch erhaltenen Höfe des Amtsanbaus, mit traufständigem Wohnhaus, mit dem rechten Giebel an Nummer 26 angebaut, paralleler Scheune und Verbinder. Wohnhaus verputzt, eingeschossig, mittiger Hauseingang. Auf Grund der Zugehörigkeit zum Amtsanbau und der großen Authentizität besteht Zeugnischarakter. Baugeschichtliche und ortsgeschichtliche Bedeutung. | 08975528 |
|                                         | Wohnhaus (Doppelwohnhaus mit Schulstraße 6) | Gerhart-Hauptmann-Straße 33 (Karte)                                               | Um 1900 | Bestandteil des Amtsanbaus zwischen Schulstraße und Heinrich-Heine-Straße mit historisierender Gestaltung. Nummer 33 erst um 1900 zusammen mit Schulstraße 6 errichtet, mit dem linken Giebel an diese angebaut. Traufständiges Wohnhaus, eingeschossig mit mittigem Dachhaus, Spiel mit Flächen in gelbem Klinker mit Architekturgliederung in rotem Klinker. Zurückhaltend historisierend. Baugeschichtliche und ortsgeschichtliche Bedeutung. | 08975527 |
|                                         | Wohnhaus | Geschwister-Scholl-Straße 3 (Dresdener Vorstadt) (Karte)                          | Um 1900 | Dresdner Vorstadt/Klein Neida befindet sich südlich von Hoyerswerda, wobei die Dresdener Vorstadt näher bei der Stadt liegt und vorstädtisch bebaut ist, Klein Neida dagegen eher ländlich. Die Geschwister-Scholl-Straße 3, fast eine Villa zu nennen, ist der Dresdner Vorstadt zuzurechnen. Der Bau entstammt schon der Zeit, da das Baugewerbe industrialisiert war. Die Häuser wurden dementsprechend in ihrer noch lange historisierenden Fassadengliederung katalogmäßig zusammengestellt. So auch die Nummer 3, ein Klinkerbau mit Seitenrisalit und Gesprengegiebel, historisierend mit Jugendstil-Details. Der Klinkerbau mit Putzgliederung ist äußerst repräsentativ und somit baugeschichtlich von Bedeutung. Er scheint aus zwei Teilen zu bestehen: Einem linken mit Satteldach und aufwendigem Giebel zur Straße und einem rechten mit Flachdach und Attika. Das Satteldach steht weit über und ist mit Gesprenge geziert. Das Haus ist ortsgeschichtlich und baugeschichtlich von Bedeutung. | 08975468 |
|                                         | Wohnhaus und seitliche Toreinfahrt | Geschwister-Scholl-Straße 7 (Dresdener Vorstadt) (Karte)                          | 1903 | Der Klinkerbau mit Putzgliederung und Dachhäuschen in Fachwerk mit Gesprengegiebel, ist ein repräsentatives Gebäude im Stil des Historismus. Er entstammt schon der Zeit, da das Baugewerbe industrialisiert war. Die Häuser wurden dementsprechend in ihrer noch lange historisierenden Fassadengliederung katalogmäßig zusammengestellt. So auch die Nummer 7, ein Wohnhaus und die Toreinfahrt rechts davon, nach links mit Nummer 9 verbunden. Der Klinkerbau mit Putzgliederung ist repräsentativ. Das Mansarddach weist links, wo der Bau an Nummer 9 grenzt, ein Dachhäuschen in Fachwerk mit Gesprengegiebel auf. Sehr schön das hölzerne Eingangshäuschen an der rechten, offenen Giebelseite und die drei Pfeiler der Einfahrt. Das Haus ist ortsgeschichtlich und baugeschichtlich von Bedeutung. | 08975467 |
|                                         | Wohnhaus | Geschwister-Scholl-Straße 9 (Dresdener Vorstadt) (Karte)                          | 1903 | Repräsentatives Gebäude im Stil des Historismus mit Jugendstil-Ornamentik. Der Bau entstammt schon der Zeit, da das Baugewerbe industrialisiert war. Die Häuser wurden dementsprechend in ihrer noch lange historisierenden Fassadengliederung katalogmäßig zusammengestellt. So auch die Nummer 9, ein Wohnhaus, nach rechts mit Nummer 7 verbunden. Der Klinkerbau mit Putzgliederung ist repräsentativ. Das Mansarddach weist rechts, wo der Bau an Nummer 7 grenzt, ein Dachhäuschen in Fachwerk auf. Sehr schön das hölzerne Eingangshäuschen an der rechten offenen Giebelseite Das Haus ist ortsgeschichtlich und baugeschichtlich von Bedeutung. | 08975466 |
|                                         | Wohnhaus | Geschwister-Scholl-Straße 11 (Dresdener Vorstadt) (Karte)                         | Bezeichnet mit 1903 | Der Bau entstammt schon der Zeit, da das Baugewerbe industrialisiert war. Die Häuser wurden dementsprechend in ihrer noch lange historisierenden Fassadengliederung katalogmäßig zusammengestellt. So auch die Nummer 11, nach links mit Nummer 13 verbunden. Der gelbe Klinkerbau mit horizontaler roter Gliederung ist schlicht, aber ausgewogen. Die Fenster schließen sämtlich mit Segmentbögen ab. Die Obergeschossfenster haben nett gestaltete Brüstungsfelder. Das Mansarddach weist links, wo der Bau an Nummer 13 grenzt, ein Dachhäuschen auf. Das Haus ist ortsgeschichtlich und baugeschichtlich von Bedeutung. | 08975465 |
|                                         | Wohnhaus | Geschwister-Scholl-Straße 13 (Dresdener Vorstadt) (Karte)                         | 1903 | Der Bau entstammt schon der Zeit, da das Baugewerbe industrialisiert war. Die Häuser wurden dementsprechend in ihrer noch lange historisierenden Fassadengliederung katalogmäßig zusammengestellt. So auch die Nummer 13, nach rechts mit Nummer 11 verbunden. Der gelbe Klinkerbau mit horizontaler roter Gliederung ist schlicht, aber ausgewogen. Die Fenster schließen sämtlich mit Segmentbögen ab. Die Obergeschossfenster haben nett gestaltete Brüstungsfelder. Das Mansarddach weist rechts, wo der Bau an Nummer 11 grenzt, ein Dachhäuschen auf. Das Haus ist ortsgeschichtlich und baugeschichtlich von Bedeutung. | 08975464 |
|                                         | Wohnhaus | Goethestraße 36 (Karte)                                                           | Nach 1930 | Wohnhaus für eine Familie mit Anklängen an den Stil der Moderne, im Auftrag von Hermann und Anna Skoddow von der Firma Johann Matz erbaut, Ende des Zweiten Weltkriegs von der Roten Armee besetzt, später erneut im Besitz von Familie Skoddow. In der Grundform attavistisch einfach, eingeschossig mit ausgebautem steilem Satteldach, Ausführung in Klinker. In der Ausführung dagegen künstlerisch sehr anspruchsvoll mit Art-déco-Gestaltung. Wichtige Elemente dabei sind ein vielfach abgetrepptes Hauptgesims, darunter ein Band aus in Mäander gesetzten Klinkersteinen, ein leicht hervorgezogenes Zimmer am vorderen Giebel, welches ein Gesims über Eck markiert, ein sorgfältig profilierter Ortgang, ein die Traufe an einer Langseite durchschneidendes Zimmer im Dachgeschoss. Die Fenster sind, wie in den 1930er Jahren üblich, recht groß und dreigeteilt. Die Laibungen mit Profil ausgeformt. Der Bau ist recht außergewöhnlich und lässt auf den Entwurf eines guten Architekten schließen. Er besitzt einen baugeschichtlichen und einen künstlerischen Wert. | 08975715 |
|                                         | Bauernhof mit Wohnstallhaus, Seitengebäude, Scheune und Hofmauer | Groß-Neidaer-Straße 4 (Groß Neida) (Karte)                                        | Vor 1900 | Groß Neida liegt südlich von Hoyerswerda eingebettet in eine Biegung der Schwarzen Elster. Der Ort ist 1401 als Neyt zum ersten Mal erwähnt. Das Dorf ist in der Jahrhunderte alten Struktur mit beidseitig einer einzigen Straße erbauten Höfen authentisch überkommen. Als Baumaterial diente Backstein, der meist unverputzt blieb. Die Bauten entstammen vor allem der zweiten Hälfte des 19. Jahrhunderts. Bei Nummer 4 handelt es sich um einen völlig geschlossenen Hof, der sich weit in die Tiefe des Grundstücks erstreckt. Unter Schutz stehen alle Baukörper. Wohnstallhaus und Seitengebäude weisen, wie meist der Fall, mit dem Giebel zur Straße und grenzen mit der hinten liegenden Scheune und der vorderen Hofemauer einen Hof ein, wobei die Bauten aneinandergebaut sind. Als Baumaterial diente Backstein, der teilweise verputzt wurde. Das Wohnhaus ist zweigeschossig, das Nebengebäude eingeschossig. Das Anwesen ist Zeugnis bäuerlichen Lebens und Wirtschaftens in vergangenen Zeiten. In Aufbau und Material zeugen Hof und einzelne Bauten von der Bauweise der Region auch in baugeschichtlicher Hinsicht. Der Hof ist authentischer Bestandteil des alten Ortes. | 08975712 |
|                                         | Wohnhaus, anschließendes Stallgebäude und Torhaus eines Bauernhofs | Groß-Neidaer-Straße 5 (Groß Neida) (Karte)                                        | Vor 1900 | Bei Nummer 5 handelt es sich (zusammen mit der abgespaltenen und veränderten 5a) um einen geschlossenen Hof, der sich weit in die Tiefe des Grundstücks erstreckt. Das eingeschossige Wohnstallhaus (das einstige Seitengebäude?) weist, wie meist der Fall, mit dem reich gegliederten Giebel zur Straße. Nach hinten schließt das Stallgebäude an, vorn nach rechts das Torhaus mit Durchfahrt. Als Baumaterial diente Backstein, der verputzt wurde. Das Anwesen ist Zeugnis bäuerlichen Lebens und Wirtschaftens in vergangenen Zeiten. In Aufbau und Material zeugen Hof und einzelne Bauten von der Bauweise der Region auch in baugeschichtlicher Hinsicht. Der Hof ist authentischer Bestandteil des alten Ortes. | 08975713 |
|                                         | Wohnstallhaus eines Bauernhofs | Groß-Neidaer-Straße 21 (Groß Neida) (Karte)                                       | Vor 1900 | Bei Nummer 21 handelt es sich um einen geschlossenen Hof mit zweigeschossigem Wohnstallhaus. Dieses weist, wie meist der Fall, mit dem Giebel zur Straße. Als Baumaterial diente Backstein, der unverputzt blieb. Das Haus ist Zeugnis bäuerlichen Lebens und Wirtschaftens in vergangenen Zeiten. Trotz einiger Veränderungen ist der Hof mit Nebengebäuden und hinten quer abschließender Scheune authentischer Bestandteil des alten Ortes. | 08975711 |
|                                         | Wohnhauszeile, bildet mit Gerhart-Hauptmann-Straße 9 (siehe auch Obj. 09304547) eine Wohnhauszeile | Heinrich-Heine-Straße 7, 9, 9a (Bahnhofsvorstadt) (Karte)                         | 1920er Jahre | Die Heinrich-Heine-Straße als der alte Bröthener Weg wurde in diesem Bereich südlich des Amtsanbaus erst ab 20. Jahrhundert bebaut. Die Nummer 7/9 ein dreigeschossiger Bau im typischen Stil der 1920er Jahre, nach rechts in geschlossener Bebauung. Hier als Ecke die gleich gestaltete Heinrich-Heine-Straße 9a und angrenzend um die abgerundete Ecke die Gerhart-Hauptmann-Straße 9. Zeugnis des genossenschaftlichen oder kommunalen Wohnungsbaus zu Zeiten großer wirtschaftlicher Not und Wohnungsnot. Anspruchsvolle Gestaltung in Putzflächen mit Klinkergliederung. Klinkersockel, aufwendig gerahmte Hauseingänge und Treppenhäuser in Klinker. Originale Haustüren. Fenster mit fast quadratischem Format. Zeugnis des sozialen Wohnungsbaus der Zeit, baugeschichtlich bedeutsam. | 08975532 |
|                                         | Wohnhaus, nach links in geschlossener Bebauung | Heinrich-Heine-Straße 16 (Karte)                                                  | Um 1905 | Zunächst freistehend, gelber Klinker mit Gliederung in rotem Klinker, eingeschossig, gebrochenes Dach, nach der freien Seite mit Krüppelwalm. Anspruch auf Repräsentation, so zum Beispiel die Entlastungsbögen der Fenster in rotem Klinker, am Giebel außer den von Konsölchen getragenen Sohlbänken gerade Fensterbedachungen, im Obergeschoss in der Mitte zwei Fenster durch eine Blend-Spitze zusammengefasst. Im Stil zurückgenommen historisierend. Die Hofgebäude lassen einen kleinbürgerlichen Hintergrund vermuten. Baugeschichtliche und stadtgeschichtliche Relevanz. | 08975495 |
|                                         | Mehrfamilienhaus der Wohnanlage Bahnhofsvorstadt | Heinrich-Heine-Straße 23a, 23b, 23c (Bahnhofsvorstadt) (Karte)                    | Nach 1955 | Es handelt sich hier um den Wohnblock mit drei Eingängen der Bahnhofsvorstadt, erbaut unter Leitung von Chefarchitekt Ferdinand Rupp nach Typenprojekten der Bauakademie der DDR. Der Bau ist dreigeschossig mit wenig hohem Walmdach. Er zeichnet sich, wie für die der Altstadt von Hoyerswerda angegliederten Wohngebiete typisch, durch besondere Eingangsgestaltungen aus. Das betrifft hier vor allem den Mitteleingang mit auskragendem Dach mit aufliegendem Balkon und abgestuften Gewänden. Der Balkon im Obergeschoss weist eine schöne individuelle Brüstung auf. Das französische Fenster besitzt eine historisierende gerade Bedachung. Zwischen Fenster und Bedachung ist ein Bild mit Papierdrachen aufgebracht. Wichtiges Zeugnis der 1950er-Jahre-Bebauung der Stadt, im Stil der Nationalen Bautradition, baugeschichtlich und ortsgeschichtlich von Bedeutung. | 08975402 |
|                                         | Bahnbetriebswerk mit Bahnbetriebswagenwerk: Bahnmeisterei, Verwaltungsgebäude, Halle B mitsamt Außenschiebebühne sowie parallele Werkshalle und Verbindungsbauten, Halle C, Halle D, Ladekran, zwei Wasserkräne, zwei Entschlackungsanlagen mit Schrägaufzug, eine Bekohlungsanlage mit Kohlebansen sowie das dazugehörige Lokbehandlungsgleis und ein Nebengleis, weiterhin eine Rheostat-Anlage, eine Hochspannungsprüfanlage und eine Reisezugwaschanlage | Heinrich-Heine-Straße 43 (Karte)                                                  | 1874 (Halle B, Rationalisierungs-mittelwerkstatt, Bahnmeisterei); um 1900 (Wasserkräne); zwischen 1912 und 1920 (Hallen C und D, Verwaltungs-gebäude); 1960er Jahre (Portalkran); 1967 (Schiebebühne); um 1985 (Rheostat-Prüfanlage, Reisezug-waschanlage, Hochspannungs-prüfanlage) | Vollständiges Ensemble zu einer der wesentlichen, im Bahnbetriebswerk für den Dampflokbetrieb durchzuführenden Aufgaben, dokumentiert die Abfolge der einzelnen Schritte des Abrüstens, daher von großem eisenbahngeschichtlichen und technikgeschichtlichen Wert. | 08975373 |
| Weitere Bilder                          | Leichttriebwagen VT 4.12.01 (bis 1970) bzw. 173 001 (ab 1970); Verbrennungstriebwagen (VT) der Deutschen Reichsbahn | Heinrich-Heine-Straße 43 (bei) (Karte)                                            | 1964 | Umbaumodell der ehemaligen Triebwagen-Baureihe VT 2.09, als erster von zwei nicht zur Serienproduktion gelangten Prototypen, die auf der Leipziger Frühjahrsmesse 1964 vom VEB Waggonbau Bautzen vorgestellt wurden, von großer technikgeschichtlicher und verkehrsgeschichtlicher Bedeutung. Eisenbahntriebwagen/Verbrennungstriebwagen (Diesel), auf abgetrenntem Gleisstück stehend, Baureihe DR VT 4.12 (bis 1970), BR 173 (ab 1970 – Einführung eines neuen Baureihenschemas der Deutschen Reichsbahn für computerlesbare Fahrzeugnummern). 2017 Versteigerung zum Abtransport. | 08975371 |
|                                         | Wohnblock (mit sechs Hausnummern) | Hufelandstraße 36, 38, 40, 42, 44, 46 (Neustadt/WK 5) (Karte)                     | 1963–1964 | Die Hufelandstraße ist Bestandteil des Wohnkomplexes 5. Nummer 36, 38, 40, 42, 44, 46 wurde 1963/64 bebaut. Es handelt sich um einen viergeschossigen Wohnblock mit sechs Eingängen, von der Konstruktion ein Plattenbau im Stil der Moderne. Er war Versuchsbau für Innendachentwässerung mit überstehendem Schmetterlingsdach bei industrieller Bauweise. Die Langseite mit den Treppenhäusern ist glatt, auf der anderen befinden sich heraustretende Balkons. Baugeschichtlich von Bedeutung. | 08975483 |
| Weitere Bilder                          | Plastik „Turnende Knaben“ | Johann-Gottfried-Herder-Straße 26 (vor) (Karte)                                   | 1967 | Einzeldenkmal der Sachgesamtheit Kunstwerke im Stadtgebiet Hoyerswerda; Bronzeplastik von Gerhard Rommel, künstlerisch von Bedeutung | 09306439 |
|                                         | Versorgungszentrum des Wohnkomplexes 4, bestehend aus vier Gebäuden, gruppiert um einen Warenanlieferungshof | Johann-Sebastian-Bach-Straße 11, 13, 15, 17 (Neustadt/WK 4) (Karte)               | 1964 | Das Versorgungszentrum besteht aus vier Gebäuden, gruppiert um einen Warenanlieferungshof. Dementsprechend weisen die Rückseiten als Warenanlieferungsseiten zum Hof, was ungewöhnlich ist, und die Vorderseiten jeweils nach außen. Ein Bau ist zweigeschossig mit flachem Walmdach, die anderen eingeschossig. Eingebracht sind Kaufhalle, Verkaufsstellen, Gaststätte und Dienstleistungseinrichtungen. Es handelt sich um die ersten Plattenbauten in dieser Funktion in 2-Megapond-Stahlbeton-Skelettbauweise. Die Gestaltung der Bauten ist für ihre Zeit sehr modern, wobei stets alle vier Fassaden unterschiedlich behandelt und durchgestaltet wurden. Die Seiten für die Anlieferung sind mit Rampen und zwischen die Träger oben eingespannte Fensterbänder gegliedert. Die Vorderseiten sind teils in großen, wandhohen Fenstern und teils ganz in Glas geöffnet. Baugeschichtlich und konstruktiv von Bedeutung. | 08975485 |
| Weitere Bilder                          | Skulptur „Wald“ | Johann-Sebastian-Bach-Straße 24–28, Freifläche WK IV (Karte)                      | 1968 | Einzeldenkmal der Sachgesamtheit Kunstwerke im Stadtgebiet Hoyerswerda; Sandsteinwürfel mit Relief von Jürgen von Woyski, künstlerisch von Bedeutung | 09306440 |
| Direkt Bild zu diesem Denkmal hochladen | Zwei Scheunen | Karl-Liebknecht-Straße (Karte)                                                    | Bezeichnet mit 1897 (linke Scheune) | Beide Scheunen aus Backstein, bau- und ortsentwicklungsgeschichtlich von Bedeutung | 09306993 |
| Weitere Bilder                          | Skulptur „Eva“ | Karl-Liebknecht-Straße 13 (vor) (Karte)                                           | 1938 | Einzeldenkmal der Sachgesamtheit Kunstwerke im Stadtgebiet Hoyerswerda; Sandsteinskulptur, auch „Stehende“ oder „Muschelvenus“ genannt, Schöpfer unbekannt, bis 1980 mit Wasserbecken an der ehemaligen orthopädischen Klinik (Salomon-Gottlob-Frentzel-Straße), später umgesetzt, künstlerisch von Bedeutung | 09306425 |
| Weitere Bilder                          | Katholische Pfarrkirche Zur Heiligen Familie | Karl-Liebknecht-Straße 18 (Karte)                                                 | 1912–1914 | Neogotischer Klinkerbau, Architekt: Engelbert Seibertz aus Berlin, mit schmiedeeisernem Eingangstor (1970) von Karl-Heinz Steinbrück, mit Orgel von 1908, Glocken während der Weltkriege eingeschmolzen und erst 1989 ersetzt, 1996–1997 grundlegend saniert, baugeschichtlich, ortsgeschichtlich und kunstgeschichtlich von Bedeutung Große im neugotischen Stil erbaute Saalkirche, 1912–14 von Engelbert Seiberts. Der Backsteinbau mit Satteldach und Glockenturm im Nordosten. Innenausstattung modern, 1960. | 08975503 |
|                                         | Bauernhof mit Wohnhaus, Scheune und Hofmauer mit Pforte | Kastanienweg 3 (Kühnicht) (Karte)                                                 | Laut Auskunft 1916 | Auf Plänen aus dem 18. Jahrhundert (Schenk und Adam Friedrich Zürner, Karte der Oberlausitz, 1759) sind „Kühnigt“ die Zeichen von Vorwerk und eine Herren Schäferei beigegeben. Außerdem verläuft hier die Straße nach Muskau. Dem Ort sind nördlich und östlich drei Berge beigegeben. Das eigentliche Dorf mit einer Reihe von geschlossenen Bauernhöfen rechts und links der Straße besteht im heutigen Lindenweg, daneben gibt es Höfe am Kastanienweg und an der Kühnichter Straße als der den Ort durchschneidenden Straße nach Muskau. Bei Kastanienweg 3 handelt es sich um einen dreiseitig geschlossenen Hof, bei dem Wohnhaus und Nebengebäude traditionell mit dem Giebel zur Straße weisen und die Scheune hinten quer steht. Das Anwesen zeigt sich auf den Plänen zunächst als einzelnes Haus und erst um 1920 als Hof. Alle Baulichkeiten bestehen in hart gebranntem Backstein, allein die Scheune (und das nicht schützenswerte Nebengebäude) wurden später teils verputzt. Das Wohnhaus ist zwar durch den Einbau großer Fenster im Giebel leicht gestört, doch ist es auch durch ein aufwändiges Gurtgesims in Deckenhöhe und einen schön gestalteten Ortgang aufgewertet. Das Anwesen ist baugeschichtlich und wirtschaftsgeschichtlich von Bedeutung. | 08975751 |
|                                         | Abwasserpumpstation | Käthe-Niederkirchner-Straße (Ecke Konrad-Zuse-Straße, Neustadt/WK 1) (Karte)      | 1960 | Die Abwasserpumpstation in Wohnkomplex 1 erhebt sich über rundem Grundriss, wobei sich der Bau nach oben leicht erweitert. Das flache Dach steht weit über und wird von Pfeilern getragen, die aus dem Bau stark heraustreten, aber in der Stärke bei weitem nicht bis zur Dachkante reichen. Zwischen die Pfeiler sind im oberen Bereich Fensterbänder eingespannt. Der Bau ist völlig identisch mit der Abwasserpumpstation in Wohnkomplex 7, Franz-Liszt-Straße. Er entstand wahrscheinlich zeitgleich mit diesem im Jahr 1960. Beide Bauten weisen eine der Bauaufgabe entsprechende, gelungene architektonische Lösung auf, die ihnen einen besonderen architekturgeschichtlichen Wert verleiht. Als Zeugnisse des städtischen Abwasserentsorgungssystems sind sie von stadt- und technikgeschichtlicher Bedeutung. | 08975379 |
|                                         | Pfarrhaus | Kirchplatz 1, 2 (Altstadt) (Karte)                                                | 1957–1959 | Bei dem Pfarrhaus im traditionalistischen Stil der Nachkriegszeit handelt es sich um einen stattlichen Putzbau auf den Grundmauern des im Zweiten Weltkrieg durch Bomben zerstörten Diakonatsgebäudes von 1877. Dieses besaß Erd- und Obergeschoss und war aufgeteilt in einen sechsachsigen Mittelteil und zwei Seitenrisalite mit je zwei Fensterachsen und hohen Dreiecksgiebeln. Alle Fenster schlossen mit Segmentbögen ab. Der Wiederaufbau in den Jahren 1957/58 erfolgte unter starker Vereinfachung dieses Schemas auf den alten Grundmauern. Der heutige Bau ist auch zweigeschossig mit Sockel aus unverputztem Granit. Die zwei rechten und linken Seitenachsen treten nach wie vor leicht hervor und im Erdgeschoss finden sich Segmentbogenfenster. Der Bau hat aber ein durchgehendes Walmdach, was bei dem zurücktretenden Mittelteil einen größeren Dachüberstand fordert. Die Eingänge weisen nicht mehr nach vorn, sondern befinden sich an den Schmalseiten mit vorgelegten Treppenaufgängen. Die Fenster besitzen nach wie vor ein recht hohes Format. Der Bau atmet den Geist der 1950er-Jahre und ist baugeschichtlich und ortsgeschichtlich von Bedeutung. Hier stand wohl das alte Diakonatsgebäude von 1877. | 08975585 |
| Weitere Bilder                          | Evangelische Stadtkirche St. Johannes (mit Ausstattung), vier Grabmale an der Kirchenwand sowie umgebender Kirchplatz (Gartendenkmal) | Kirchplatz 1a (Altstadt) (Karte)                                                  | Ende 15./Anfang 16. Jahrhundert (Kirche); 1616 (Grabmal); Ende 16. Jahrhundert (Grabmal); 1802 (Grabmal); 1810 (Grabmal) | dreischiffige Hallenkirche mit Westturm, im spätgotischen Stil, baugeschichtlich, kunstgeschichtlich und ortsgeschichtlich von Bedeutung. Denkmalwerte Grabmale an der Kirchenwand: - Grabplatte mit dem ganzfigurigen Relief eines bärtigen Edelmannes in Rüstung, Sandstein, 16. Jahrhundert - Epitaph oder Grabplatte des Stephan Mischkan (gestorben 1616), dreiteiliger Aufbau, Relief mit der Halbfigur eines bärtigen Edelmannes, seitlich flankiert von zwei kleineren Inschriftentafeln, Sandstein, nach 1616 - Grabmal der Eheleute Christian Lorentz Leißnig (gestorben 1810) und seiner Frau (gestorben 1795), spätbarocke Formensprache, mit zwei Kartuschen, Sandstein, nach 1795 - Grabmal der Eheleute Carl T… (gestorben 1782) und seiner Frau (gestorben 1783), zwei Kartuschen (beschädigt) vor einem Obelisken, Sandstein, nach 1782 Im Turmraum der Johanniskirche steht das sogenannte Auenmüller-Denkmal, ein klassizistisches Grabmal für Auguste L’Estoque (gestorben 1802), die erste Frau von August Wilhelm von Auenmüller (eine Nachbildung steht auf dem Kirchhof, das Original im Turm) | 08975586 |
|                                         | Lutherhaus; Kirchgemeindehaus, sogenannte Notkirche | Kirchplatz 3 (Altstadt) (Karte)                                                   | 1951 | Einer der letzten Bauten des Notkirchenprogramms nach Ende des Zweiten Weltkrieges, Architekt: Otto Bartning, Bau teils massiv, teils Holz, als Mehrzweckraum mit verschließbarem Altar an der Langseite konzipiert, baugeschichtlicher und künstlerischer Wert Der Hoyerswerdaer Bau entstand ab 1947 auf den Grundmauern der Superintendentur als sogenanntes Schwedenhaus. Er bietet sich recht flach dar und ist teils massiv, teils in Holz ausgeführt. So bietet sich der westliche Giebel geschosshoch massiv dar und die Rückseite und der Ostgiebel werden von massiven Räumen umfangen, letzteres könnte nachträglich angefügt sein. Ansonsten besteht der Bau aus Holz. Er besitzt ein wenig hohes Satteldach mit längerem Schenkel nach vorn. Als Mehrzweckraum, der auch als Winterkirche genutzt werden kann, besitzt er an der Langseite einen verschließbaren Altar. Der Blick in den Dachstuhl liegt im gesamten Raum offen. Baugeschichtlicher und künstlerischer Wert, wobei eine Aufnahme der Bartning-Notkirchen ins Weltkulturerbe in Erwägung gezogen wurde. | 08975556 |
|                                         | Nebengebäude in halboffener Bebauung, am Bleichgäßchen | Kirchstraße 6 (Karte)                                                             | Um 1890 | Die innerstädtische Kirchstraße war Witchenauesche Gasse und endete mit dem Wittichenauer Tor. Selbiges wurde um 1850 abgerissen. Nummer 6 befindet sich an der Ecke zum Bleichgäßchen. Das Vorderhaus ist barock, aber im Erdgeschoss durch Ladenfenster gestört. Deshalb besteht kein Denkmalwert. Dieser findet sich jedoch am angebauten Nebengebäude entlang des Bleichgäßchens. Ausgeführt ist der unveränderte zweigeschossige Bau in Klinker, welcher an den vom Straßenraum sichtbaren Seiten unverputzt blieb. Er stellt sich mit gewissem Anspruch dar. Zu nennen sind ein Gurtgesims zwischen Erd- und Obergeschoss, ein schönes Traufgesims und mit leichtem Segmentbogen gemauerte Fensterstürze. Rückseitig findet sich das Fragment einer moderneren Oberlaube, diese ruht aber auf stahlbewährten Trägern. Baugeschichtlich bedeutsam. | 09304436 |
|                                         | Wohnhaus in geschlossener Bebauung, mit Laden (Fleischerei) | Kirchstraße 9 (Altstadt) (Karte)                                                  | Nach 1800, später überformt | Der schlichte Putzbau mit Mittelrisalit und Tordurchfahrt ist ein zweigeschossiges Wohnhaus in geschlossener Bebauung. Älteste Fleischerei Sachsens im Erdgeschoss, seit 1955 Decke im Verkaufsraum mit Glaselementen, 2009 saniert. Der Bau ist barock, wobei die mittlere der insgesamt sieben Achsen leicht hervortritt. Hier befindet sich auch die Durchfahrt. Diese erschließt einen von Nebengebäuden umfangenen Hof, der auf ein Ackerbürgeranwesen hinweist. Unter dem Vorderhaus befindet sich ein kleiner Keller. Das jugendstilige Tor der Hofdurchfahrt sowie die Ladenfenster sind Resultat von Umbauten und Erneuerungen um 1900. Sie stehen sicher damit im Zusammenhang, dass sich im Anwesen sich seit mehreren Generationen die Fleischerei Sinapius befindet. Baugeschichtlich bedeutsam, typisch für das alte Hoyerswerda, ortsgeschichtlicher Wert nicht zuletzt durch die Fleischerei. | 08975583 |
|                                         | Wohnhaus in geschlossener Bebauung | Kirchstraße 10 (Altstadt) (Karte)                                                 | Um 1870 | Schlichte Putzfassade mit Drempel, baugeschichtlich von Bedeutung | 08975584 |
|                                         | Wohnhaus | Kocorstraße 5 (Dresdener Vorstadt) (Karte)                                        | Um 1900 | Der Dresdner Vorstadt zuzurechnen. Sie befindet sich nahe der Bahn in einem Gebiet, welches lange ausschließlich von Fabriken geprägt war. Dementsprechend handelt es sich hier um ein Wohnhaus für Arbeiter oder Angestellte der Glasfabrik Strangfeld & Hannemann. Das Backsteingebäude mit Treppenhaus-Vorbau bietet sich noch recht traditionell dar. Er ist zweigeschossig, breit gelagert und besitzt ein Satteldach. In der Mitte der beiden Traufseiten weist er jeweils eingesteckte Querbauten mit eigenem Satteldach auf. Im Material besteht das Haus in rotem, härter gebranntem Ziegel mit gelben Ziegelbändern. Ein Teil wurde in jüngster Zeit wegen der schlechten Ziegelqualität verputzt. Die Fenster sind sämtlich als Segmentbogenfenster ausgebildet. Prägend sind ein Gurtgesims zwischen Erd- und Obergeschoss, ein schmaleres Gurtgesims, welches die Obergeschossdecke markiert sowie gelbe Klinkerbänder. Das Haus folgt noch dem traditionellen Schema und besitzt einen baugeschichtlichen Wert. Als eines der wenigen baulichen Zeugnisse der Glasfabrik Strangfeld & Hannemann (siehe Dresdener Straße 2a) ist es ortshistorisch von Bedeutung. | 08975622 |
|                                         | Wohnhaus in geschlossener Bebauung, mit Anbau | Kolpingstraße 11 (Altstadt) (Karte)                                               | Nach 1800 | Die Kolpingstraße (vorher Elsterstraße) verläuft westlich der nie ummauerten Altstadt parallel der innerstädtischen Langen Straße. Sie entstand auf den hier gelegenen Pfarräckern. Selbige waren Teil der Vorstadt von Hoyerswerda und hatten 1825 93 Einwohner. Diese waren meist Ackerbürger und zahlten einen Erbzins an das Domänen-Rentamt. Die Kolpingstraße war nur auf der auswärtigen Seite bebaut, da innen unmittelbar die Elster anlag. Diese ist seit etwa 1940 verrohrt, doch hat sich an der städtebaulichen Situation bis heute nichts geändert. Bei dem schlichten Putzbau mit Tordurchfahrt handelt es sich um ein Ackerbürgeranwesen. Der kleine Hof besitzt ein Vorderhaus, ein südliches und ein westliches Nebengebäude. Das zweigeschossige Vorderhaus als Wohnhaus befindet sich nach Norden in geschlossener Bebauung mit der Nummer 12. Es weist eine Durchfahrt mit altem, originalem Tor auf, was für ein Ackerbürgeranwesen unabdingbar war. Im Obergeschoss könnte Fachwerk zu finden sein. Der Bau ist wohl der älteste der Kolpingstraße. Das Anwesen ist typisch für die historische Bebauung der Stadt, wirtschaftsgeschichtlich und baugeschichtlich von Bedeutung. | 08975566 |
|                                         | Wohnhaus in geschlossener Bebauung | Kolpingstraße 14 (Altstadt) (Karte)                                               | 1. Hälfte 19. Jahrhundert | Kleiner Hof mit langem südlichen Nebengebäude, bei dem nur das Vorderhaus unter Schutz steht. Dieses ist zweigeschossig mit Durchfahrt rechts. Die Fassade mit Gesims zwischen Erd- und Obergeschoss bietet sich fast unverändert dar. Das Haus (vermutlich Ackerbürgerhaus) ist typisch für die historische Bebauung der Stadt, wirtschaftsgeschichtlich und baugeschichtlich von Bedeutung. | 08975565 |
|                                         | Wohnhaus in geschlossener Bebauung | Kolpingstraße 23 (Altstadt) (Karte)                                               | Nach 1800, später umgebaut | Ackerbürgeranwesen, welches im schmalen Grundstück bis zu den (abgerissenen) Scheunen Senftenberger Vorstadt greift. Die Nebengebäude sind sämtlich abgerissen. Das Vorderhaus ist zweigeschossig mit Durchfahrt und bietet sich recht original und anspruchsvoll dar. Die im Obergeschoss recht hohen und im Erdgeschoss kleineren Fenster besitzen Segmentbögen und es gibt einen Drempel mit dekorativen Lüftungsluken. Ein Gesims zwischen Erd- und Obergeschoss wurde nach der Sanierung (wieder?) aufgebracht. Das Ackerbürger-Wohnhaus ist typisch für die historische Bebauung der Stadt. Es besteht eine wirtschaftsgeschichtliche und eine baugeschichtliche Bedeutung. | 08975602 |
|                                         | Wohnhaus in geschlossener Bebauung | Kolpingstraße 24 (Altstadt) (Karte)                                               | Nach 1800 | Ackerbürgeranwesen, welches im schmalen Grundstück bis zu den (abgerissenen) Scheunen Senftenberger Vorstadt greift. Die Nebengebäude sind ebenfalls fast sämtlich abgerissen. Das Vorderhaus ist zweigeschossig mit Durchfahrt und bietet sich recht original dar. So ist es typisch für die historische Bebauung der Stadt und besitzt eine wirtschaftsgeschichtliche und eine baugeschichtliche Bedeutung. Zwei originale Tore, Durchfahrt ziegelgepflastert, anspruchsvoll gestaltete Fassade, Bauakte von 1890 liegt vor, Eigentümer Welschke gab Baujahr wohl des Vorderhauses mit 1878 an. | 08975603 |
|                                         | Säule „Kosmos“ | Kolpingstraße 33 (Karte)                                                          | 1972 | Einzeldenkmal der Sachgesamtheit Kunstwerke im Stadtgebiet Hoyerswerda; Säule für Juri Gagarin mit vier Großblockbauteilen aus Beton auf zwei Sockelelementen, Vorder- und Rückseite der Bauteile mit Mosaikbildern, Motive u. a. mit Raketen, Sonne, Friedenstauben und Kosmonaut nach Kinderzeichnungen von Heinz-Karl Kummer gestaltet, künstlerisch von Bedeutung | 09306426 |
| Weitere Bilder                          | Wandbild „Menschen und Meer“ | Kolpingstraße 40 (Karte)                                                          | 1968 | Einzeldenkmal der Sachgesamtheit Kunstwerke im Stadtgebiet Hoyerswerda; Keramische Giebelgestaltung an ehemaligem Kindergarten, von Dieter Dressler | 09306427 |
| Weitere Bilder                          | POS „Ernst Schneller“ (ehemals); Schule mit mehreren Gebäudeflügeln, darunter Aulagebäude und Turnhalle, sowie Wandbilder an den Treppenhäusern | Konrad-Zuse-Straße 7 (Neustadt / WK 1) (Karte)                                    | 1959 | Hauptgebäude Längstrakt mit kammartig abgehenden Pavillons, an den Schmalseiten angebaut Aula und Turnhalle, Gebäude im Stil der Moderne, an den Stirnwänden der zwei Treppenhäuser Wandbilder „Pioniere“ des Künstlers Kurt Heinz Sieger, Bilder auf Gipsplatten (ca. 2 mal 5 Meter), Schule Mauerwerksbau, Unikat, kein Typenbau, baugeschichtlich und künstlerisch von Bedeutung, zunächst Polytechnische Oberschule, später Erweiterte Oberschule, 1990–2002 Haus 1 des ehemaligen Konrad-Zuse-Gymnasiums, heute leer stehend und ruinös | 08975381 |
|                                         | Wohnblock (mit drei Hausnummern) | Konrad-Zuse-Straße 9, 11, 13 (Neustadt/WK 1) (Karte)                              | 1957–1958 | Es handelt sich um einen viergeschossigen Wohnblock im Stil der Moderne mit drei Eingängen, das erste Wohnhaus der Neustadt in Großplattenbauweise mit industriellen Baumethoden. Er besitzt ein Satteldach. Auf beiden Seiten finden sich in einigen Achsen französische Fenster mit Fenstergittern. Baugeschichtlich und ortsgeschichtlich von Bedeutung. | 08975487 |
| Weitere Bilder                          | Forsthof mit Wohnhaus und Scheune | Kühnichter Straße 9 (Kühnicht) (Karte)                                            | Nach 1920 (Forsthaus); 1779 (Scheune, Dendro) | Forsthaus ein schlichtes Backsteingebäude im Heimatstil, Erdgeschoss sicher zum Abhängen des Wildes mit entsprechenden Fenstern. Dieser entstand wohl erst im späteren 19. Jahrhundert, da er in der früheren Literatur nie erwähnt wird. Er steht mit Wohnhaus und Scheune unter Schutz. Das Wohnhaus besitzt Sockelgeschoss und Obergeschoss in Backstein sowie ein Satteldach. Die Scheune ist in Fachwerk mit Umschrot ausgebildet, was eine sehr alte Konstruktion ist. Das einzeln stehende Backhaus des Forsthofes wurde abgebrochen. Baugeschichtlich und ortsgeschichtlich von Bedeutung. | 08975745 |
|                                         | Wohnhaus und Toreinfahrt eines Bauernhofes | Kühnichter Straße 17 (Kühnicht) (Karte)                                           | 1933 | Kleiner, in der Struktur unverändert erhaltener Bauernhof, der mit Wohnhaus und Toreinfahrt unter Schutz steht. Bei dem Wohnhaus handelt es sich um einen eingeschossigen Klinkerbau mit Satteldach, dessen Schmuckelemente Anklänge an den Art-Déco aufweisen. Es wurde im Auftrag von Johann Kobalz durch die Firma Alfred Grundmann erbaut. Der Hof entspricht dem Heimatstil, der historische Formen adaptiert, ohne wörtlich zu historisieren. Er besitzt deshalb eine besondere baugeschichtliche Bedeutung, im Auftrag von Johann Kobalz durch die Firma Alfred Grundmann erbaut, | 08975752 |
|                                         | Bauernhof mit Wohnhaus, Seitengebäude, Scheune und Hofmauer mit Toreinfahrt | Kühnichter Straße 18 (Kühnicht) (Karte)                                           | 1920er Jahre | Alle Bauten sind in Backstein ausgeführt. Der Hof ist in der Struktur der miteinander verbundenen Bauten unverändert erhalten. Die Wirtschaftsgebäude stammen aus dem späteren 19. Jahrhundert, das Wohnhaus wohl aus den 1920er Jahren. Baugeschichtlich und wirtschaftsgeschichtlich von Bedeutung. | 08975753 |
|                                         | Gemarkungsstein | gegenüber Kühnichter Straße 18 (Kühnicht) (Karte)                                 | 19. Jahrhundert | Gemarkungsstein zwischen zwei Orten mit den durch einen senkrechten Strich geschiedenen eingemeißelten Inschriften „Gem. Kühnicht“ und „Gem. Groß Zeißßig“ (sic!), ortsgeschichtlich von Bedeutung. | 08975754 |
| Weitere Bilder                          | Denkmalschutzgebiet Lange Straße | Lange Straße (Karte)                                                              | Um 1800 | Satzung vom 27. März 2003 | 09304281 |
|                                         | Wohnhaus in geschlossener Bebauung | Lange Straße 1 (Altstadt) (Karte)                                                 | Um 1800 | Gut gegliederter, zweigeschossiger Putzbau mit Segmentbogeneingang, Granitsteintreppe im Innern. Die im leichten Bogen verlaufende, etwa 200 Meter lange beidseitig bebaute Lange Straße wurde außen von einem Arm der Schwarzen Elster umzogen. Elsterarme boten der Stadt, die nie eine Mauer besaß, einen Schutz. Im 19. Jahrhundert wurde der Elsterarm um die Lange Gasse kanalisiert und um 1940 verrohrt. Hinter den Häusern führten Treppen zu Fluss und Kanal. Die Verrohrung besteht bis heute und bis zum Eintritt des Armes in die heute einzig offene Schwarze Elster zwischen Straße am Lessinghaus 4 und 6. Im Norden der Langen Straße befanden sich bei Stadtaustritt der Senftenberger Straße das Senftenberger Tor, im Süden (bei Nummer 21) bei Austritt der Kirchgasse (Witchenauesche Gasse) das Wittichenauer Tor. Die recht authentisch erhaltene Straße ist geschlossen bebaut, die Grundstücke sind hausbreit und wenig tief – es gibt Raum für höchstens ein Hinterhaus. In den meist ein-, höchstens zweigeschossigen Häusern wohnten und arbeiteten Handwerker. Hinter Nummer 1 verlief ein hier scharf nach Nordosten abknickender Elsterarm, der das Grundstück beschnitt. So gibt es hier nur ein Hofgebäude. Bewohner waren bis zuletzt Schumacher, deren letzter 1996 hieß Rudolf Schulz. Vorderhaus traufständig, zweigeschossig, Eingang leicht nach links aus der Mitte verschoben, Segmentbogen. Eckquaderung, Gurtgesims zwischen Erd- und Obergeschoss. Baugeschichtliche und ortsgeschichtliche Bedeutung. | 08975580 |
|                                         | Wohnhaus in geschlossener Bebauung | Lange Straße 2 (Altstadt) (Karte)                                                 | Um 1800 | Schlichter eingeschossiger Putzbau mit Satteldach. Vorderhaus traufständig, schmal, eingeschossig. Eingang nach rechts aus der Mitte verschoben. Haustür Ende 19. Jahrhundert. Baugeschichtliche und ortsgeschichtliche Bedeutung. | 08975579 |
|                                         | Wohnhaus in geschlossener Bebauung | Lange Straße 4 (Altstadt) (Karte)                                                 | Um 1800 | Einfacher zweigeschossiger Putzbau, Segmentbogenöffnungen, eingemauerte Kanonenkugel erinnert an die Befreiungskriege von 1813. Vorderhaus traufständig, zweigeschossig. Eingang nach links aus der Mitte verschoben. Fenster mit Segmentbögen, Gesims zwischen Erd- und Obergeschoss. Baugeschichtliche und ortsgeschichtliche Bedeutung. | 08975578 |
|                                         | Wohnhaus in geschlossener Bebauung | Lange Straße 8 (Altstadt) (Karte)                                                 | Um 1800 | Schlichter eingeschossiger Putzbau mit Satteldach. Vorderhaus traufständig, eingeschossig. Eingang mittig. Baugeschichtliche und ortsgeschichtliche Bedeutung. | 08975577 |
|                                         | Wohnhaus in geschlossener Bebauung | Lange Straße 14 (Altstadt) (Karte)                                                | Um 1800 | Schlichter eingeschossiger Putzbau mit Satteldach. Vorderhaus traufständig, eingeschossig, schmal. Eingang rechts. Mit Fensterläden. Baugeschichtliche und ortsgeschichtliche Bedeutung. | 08975576 |
|                                         | Wohnhaus in geschlossener Bebauung | Lange Straße 17 (Altstadt) (Karte)                                                | Um 1800 | Schlichter eingeschossiger Putzbau mit Satteldach und Drempel. Vorderhaus traufständig, eingeschossig. Eingang links. Drempel markierendes schön profiliertes Gesims. Haustür 19. Jahrhundert. Baugeschichtliche und ortsgeschichtliche Bedeutung. | 08975575 |
|                                         | Wohnhaus in geschlossener Bebauung | Lange Straße 18 (Altstadt) (Karte)                                                | Um 1800 | Eingeschossiger Putzbau mit Satteldach, sozialgeschichtlich von Bedeutung | 08975574 |
|                                         | Gaststätte Zur Post in Ecklage | Lange Straße 21 (Altstadt) (Karte)                                                | Um 1910 | markanter Putzbau, auch Jugendstil-Elemente, Kopfbau der Langen Straße. Gaststätte Zur Post Im Volksmund der vielen Mücken halber Schnakenschenke genannt. Nummer 21 im Geiste von Heimatstil und Heimatschutzbewegung um 1900 gebaut. Traufständig, zweigeschossig. Lisenen über die volle Höhe. Eingang in der abgeschrägten Ecke Kirchstraße / Lange Straße. Erdgeschossfenster für Gastraum zeittypisch breit mit Segmentbogenfenstern. Das Mansarddach ist voll ausgebaut. Dachlandschaft bewegt, dabei ein eingeschobener Giebel nach außen zur Kolpingstraße. Baugeschichtliche und ortsgeschichtliche Bedeutung. | 08975581 |
|                                         | Wohnhaus in geschlossener Bebauung | Lange Straße 26 (Altstadt) (Karte)                                                | Um 1800 | Schlichter eingeschossiger Putzbau mit Satteldach. Vorderhaus traufständig, eingeschossig, Eingang mittig. Mit zwei einen Hof bildenden hinteren Anbauten. Baugeschichtliche und ortsgeschichtliche Bedeutung. | 08975573 |
|                                         | Wohnhaus in geschlossener Bebauung | Lange Straße 27 (Altstadt) (Karte)                                                | Um 1800 | Schlichter eingeschossiger Putzbau mit Satteldach. Vorderhaus traufständig, eingeschossig. Zwei Dachhäuschen neu. Baugeschichtliche und ortsgeschichtliche Bedeutung. | 08975572 |
|                                         | Wohnhaus in geschlossener Bebauung | Lange Straße 29 (Altstadt) (Karte)                                                | Um 1800 | Schlichter eingeschossiger Putzbau mit Satteldach, traufständig, eingeschossig. Eingang etwas aus der Mitte verschoben. Baugeschichtliche und ortsgeschichtliche Bedeutung. | 08975571 |
|                                         | Wohnhaus in geschlossener Bebauung | Lange Straße 30 (Altstadt) (Karte)                                                | Um 1800 | Schlichter eingeschossiger Putzbau mit Satteldach,schmal, traufständig, eingeschossig. Hauseingang mit Segmentbogen. Baugeschichtliche und ortsgeschichtliche Bedeutung. | 08975570 |
|                                         | Wohnhaus in geschlossener Bebauung | Lange Straße 34 (Altstadt) (Karte)                                                | Um 1800 | Schlichter eingeschossiger Putzbau mit Satteldach, traufständig, eingeschossig. Hauseingang mit Segmentbogen mittig, schön profiliertes Hauptgesims. Haustür mit Oberlicht und zwei Flügeln aus dem 19. Jahrhundert. Rechter Hofflügel hat wohl keinen Denkmalwert. Baugeschichtliche und ortsgeschichtliche Bedeutung. | 08975569 |
|                                         | Wohnhaus in geschlossener Bebauung | Lange Straße 37 (Altstadt) (Karte)                                                | Um 1800 | zweigeschossiger Putzbau, eines der wenigen zweigeschossigen Häuser. Traufständig, Hauseingang rechts, schön profiliertes Hauptgesims. Baugeschichtliche und ortsgeschichtliche Bedeutung. | 08975568 |
|                                         | Wohnhaus in geschlossener Bebauung | Lange Straße 38 (Altstadt) (Karte)                                                | Um 1800 | Schlichter eingeschossiger Putzbau mit Satteldach, traufständig, eingeschossig, schmal. Hauseingang links. Baugeschichtliche und ortsgeschichtliche Bedeutung. | 08975567 |
| Weitere Bilder                          | Brunnenanlage | Lausitzer Platz (Karte)                                                           | 1985 | Einzeldenkmal der Sachgesamtheit Kunstwerke im Stadtgebiet Hoyerswerda; Edelstahlplastik von Helge Niegel, künstlerisch von Bedeutung | 09306448 |
| Weitere Bilder                          | Wandmosaik | Lausitzer Platz 4 (Karte)                                                         | 1984 | Einzeldenkmal der Sachgesamtheit Kunstwerke im Stadtgebiet Hoyerswerda; Wandmosaik an der Lausitzhalle, von Fritz Eisel, für die Berg- und Energiearbeiter der Region, künstlerisch von Bedeutung | 09306449 |
| Weitere Bilder                          | Haus der Berg- und Energiearbeiter; Dom hórnikow a energijowych dzelacerjow; Lausitzhalle; Kulturzentrum | Lausitzer Platz 4 (Karte)                                                         | 1976–1984 | Großer Saal und dreigeschossiger Baukörper um einen Innenhof, gebaut als gewerkschaftlich geleitetes Haus des VEB Gaskombinat „Fritz Selbmann“ Schwarze Pumpe, mit dem CENTRUM-Warenhaus als architektonischem Mittelpunkt von Hoyerswerda-Neustadt, Mischbauweise (Stahlskelett, Stahlbetongleitkörper, Stahlbetonelemente und monolithische Teile), 1976 erster Spatenstich, 1977 Grundsteinlegung, 1984 Eröffnung, stadtgeschichtlich und architekturgeschichtlich von Bedeutung | 09304909 |
|                                         | Bauernhof mit Wohnhaus, Torhaus und Seitengebäude | Lindenweg 2 (Kühnicht) (Karte)                                                    | Um 1850 | Der Bauernhof befindet sich in exponierter Lage am Ende der alten Ortslage. Der Hof ist in der Struktur der miteinander verbundenen Bauten unverändert erhalten und verkörpert so die regionale Baukultur. Die massiv in Ziegel ausgeführten Bauten sind verputzt. Das Wohnhaus ist eingeschossig. Das Torhaus längs der Straße mit der Durchfahrt ist auffällig lang. Baugeschichtlich und wirtschaftsgeschichtlich von Bedeutung. | 08975747 |
|                                         | Denkmal für die Gefallenen des 1. Weltkrieges | Lindenweg 2 (neben) (Kühnicht) (Karte)                                            | Nach 1918 | Denkmal für die Gefallenen des Ersten Weltkrieges von Kühnicht, großer, auf der Vorderseite glatter Granitstein, steht auf einer Platte und einem Postament. Am Postament ist eine Granittafel mit den Namen der Gefallenen angebracht. Ortsgeschichtlich von Bedeutung. | 08975748 |
|                                         | Bauernhof mit Wohnhaus, Torhaus, Seitengebäude und Scheune | Lindenweg 4 (Kühnicht) (Karte)                                                    | Um 1900 | Der große Bauernhof ist in der Struktur der miteinander verbundenen Bauten unverändert erhalten. Die durchgehend eingeschossigen Bauten ersetzten zweifellos nach und nach ältere Bauten. Sie sind in gelben Ziegeln mit roten gliedernden Ziegeln ausgeführt und bieten sich im Stil der Wende zum 20. Jahrhundert dar. Baugeschichtlich und wirtschaftsgeschichtlich von Bedeutung. | 08975746 |
|                                         | Bauernhof mit Wohnhaus, Seitengebäude und Torhaus | Lindenweg 7 (Kühnicht) (Karte)                                                    | Bezeichnet mit 1954 (Bauernhaus); um 1900 (Seitengebäude) | Der Hof ist in der Struktur der miteinander verbundenen Bauten, wobei Wohnhaus und Seitengebäude mit dem Giebel zur Straße weisen, unverändert erhalten, allerdings fehlt die hinten den Hof schließende Scheune. Die eingeschossigen Bauten wurden nach und nach erneuert, so dass sie sich nunmehr im Stil der 1920er Jahre darbieten. Sie sind in roten hart gebrannten Ziegeln ausgeführt und mit deutschen Bändern geschmückt. Die Stürze der Fenster sind in Ziegel gesetzt. Baugeschichtlich und wirtschaftsgeschichtlich von Bedeutung. | 08975749 |
|                                         | Seitengebäude (mit rückwärtigem Anbau) eines Bauernhofes | Lindenweg 12 (Kühnicht) (Karte)                                                   | 1. Hälfte 20. Jahrhundert | Der Hof befindet sich in der alten Ortslage und ist in der Struktur der miteinander verbundenen eingeschossigen Bauten unverändert erhalten. Kleiner Anbau eventuell Backofen. Seitengebäude ist wie die anderen Bauten des Hofes in roten hart gebrannten Ziegeln ausgeführt. Die Stürze der Fenster sind in Ziegel in leichtem Segmentbogen gemauert. Baugeschichtlich und wirtschaftsgeschichtlich von Bedeutung. | 08975750 |
|                                         | Wohnhaus und Hofmauer eines Bauernhofes | Lindenweg 19 (Kühnicht) (Karte)                                                   | 1920er Jahre | Der Bauernhof befindet sich nördlich der alten Ortslage und ist in der Struktur der miteinander verbundenen Bauten unverändert erhalten. Die eingeschossigen Bauten sind in roten hart gebrannten Ziegeln ausgeführt. Das Wohnhaus besitzt ein Gurtgesims und gemauerteFensterstürze. Die äußere Langseite ist verputzt, hier wurde das Gurtgesims entfernt. Trotzdem bestehen ein baugeschichtlicher und ortsgeschichtlicher Wert. | 08975741 |
| Weitere Bilder                          | Plastik „Vogelflug“ | Lipezker Platz, WK VIII (Karte)                                                   | 1974 | Einzeldenkmal der Sachgesamtheit Kunstwerke im Stadtgebiet Hoyerswerda; Bronzeplastik der Brunnenanlage vor dem „Treff-8“-Center, von Jürgen von Woyski, 2007 rekonstruiert, künstlerisch von Bedeutung | 09306444 |
| Weitere Bilder                          | Plastik „Pflanzenturm“ | Liselotte-Herrmann-Straße, WK VIII (Karte)                                        | 1974 | Einzeldenkmal der Sachgesamtheit Kunstwerke im Stadtgebiet Hoyerswerda; Keramikplastik von Jürgen von Woyski, ursprünglicher Standort Liselotte-Herrmann-Straße/Ecke Claus-von-Stauffenberg-Straße in WK IX, um 2005 umgesetzt, künstlerisch von Bedeutung | 09306445 |
|                                         | Klinikum Hoyerswerda (Sachgesamtheit) | Maria-Grollmuß-Straße 10 (Neustadt) (Karte)                                       | 1964–1968 | Krankenhausbauten im Stil der Moderne, in Stahlbetonskelett-Montagebauweise mit Schmetterlingsdach, baugeschichtlich von Bedeutung. | 09300177 |
| Direkt Bild zu diesem Denkmal hochladen | Krankenhausgebäude mit Poliklinik, heute Ärztehaus (Einzeldenkmal zu ID-Nr. 09300177) | Maria-Grollmuß-Straße 10 (Neustadt) (Karte)                                       | 1964–1968 | Einzeldenkmal der Sachgesamtheit Klinikum Hoyerswerda; Krankenhausbauten im Stil der Moderne, in Stahlbetonskelett-Montagebauweise mit Schmetterlingsdach, baugeschichtlich von Bedeutung | 08975374 |
| Direkt Bild zu diesem Denkmal hochladen | Komplement (Einzeldenkmal zu ID-Nr. 09300177) | Maria-Grollmuß-Straße 10 (Neustadt)                                               | 1964–1968 | Einzeldenkmal der Sachgesamtheit Klinikum Hoyerswerda; Krankenhausbauten im Stil der Moderne, in Stahlbetonskelett-Montagebauweise mit Schmetterlingsdach, baugeschichtlich von Bedeutung | 08975374 |
|                                         | Bettenhaus (Einzeldenkmal zu ID-Nr. 09300177) | Maria-Grollmuß-Straße 10 (Neustadt) (Karte)                                       | 1964–1968 | Einzeldenkmal der Sachgesamtheit Klinikum Hoyerswerda; Krankenhausbauten im Stil der Moderne, in Stahlbetonskelett-Montagebauweise mit Schmetterlingsdach, baugeschichtlich von Bedeutung | 08975374 |
| Direkt Bild zu diesem Denkmal hochladen | Kinderhaus (Einzeldenkmal zu ID-Nr. 09300177) | Maria-Grollmuß-Straße 10 (Neustadt)                                               | 1964–1968 | Einzeldenkmal der Sachgesamtheit Klinikum Hoyerswerda; Krankenhausbauten im Stil der Moderne, in Stahlbetonskelett-Montagebauweise mit Schmetterlingsdach, baugeschichtlich von Bedeutung | 08975374 |
| Direkt Bild zu diesem Denkmal hochladen | Infektionshaus (Einzeldenkmal zu ID-Nr. 09300177) | Maria-Grollmuß-Straße 10 (Neustadt)                                               | 1964–1968 | Einzeldenkmal der Sachgesamtheit Klinikum Hoyerswerda; Krankenhausbauten im Stil der Moderne, in Stahlbetonskelett-Montagebauweise mit Schmetterlingsdach, baugeschichtlich von Bedeutung | 08975374 |
| Direkt Bild zu diesem Denkmal hochladen | Küche (Einzeldenkmal zu ID-Nr. 09300177) | Maria-Grollmuß-Straße 10 (Neustadt)                                               | 1964–1968 | Einzeldenkmal der Sachgesamtheit Klinikum Hoyerswerda; Krankenhausbauten im Stil der Moderne, in Stahlbetonskelett-Montagebauweise mit Schmetterlingsdach, baugeschichtlich von Bedeutung | 08975374 |
| Direkt Bild zu diesem Denkmal hochladen | Verwaltungsanbau (Einzeldenkmal zu ID-Nr. 09300177) | Maria-Grollmuß-Straße 10 (Neustadt)                                               | 1964–1968 | Einzeldenkmal der Sachgesamtheit Klinikum Hoyerswerda; Krankenhausbauten im Stil der Moderne, in Stahlbetonskelett-Montagebauweise mit Schmetterlingsdach, baugeschichtlich von Bedeutung | 08975374 |
| Weitere Bilder                          | Alle Kunstwerke im Park des Krankenhauses, dabei auch eine Standuhr (Einzeldenkmal zu ID-Nr. 09300177) | Maria-Grollmuß-Straße 10 (Neustadt) (Karte)                                       | 1964–1968 | Einzeldenkmale der Sachgesamtheit Klinikum Hoyerswerda, künstlerisch von Bedeutung | 08975374 |
| Direkt Bild zu diesem Denkmal hochladen | Brunnenanlage „Kleiner Hahnenbrunnen“ (Einzeldenkmal zu ID-Nr. 09300177) | Maria-Grollmuß-Straße 10 (Neustadt)                                               | 1970 | Einzeldenkmal der Sachgesamtheit Klinikum Hoyerswerda; Brunnenanlage „Kleiner Hahnenbrunnen“ von 1970 aus Keramik von Jürgen von Woyski, ehemals im Krankenhauspark, nach Frostschäden abgetragen und eingelagert, künstlerisch von Bedeutung. | 08975374 |
| Weitere Bilder                          | Plastik „Eid des Hippokrates“ (Einzeldenkmal zu ID-Nr. 09300177) | Maria-Grollmuß-Straße 10 (Neustadt) (Karte)                                       | 1968 | Einzeldenkmal der Sachgesamtheit Klinikum Hoyerswerda; Bronzeplastik von Wilfried Fitzenreiter, am Giebel des Ärztehauses, künstlerisch von Bedeutung | 08975374 |
| Weitere Bilder                          | Plastik „Junges Mädchen“ (Einzeldenkmal zu ID-Nr. 09300177) | Maria-Grollmuß-Straße 10 (Neustadt) (Karte)                                       | 1965 | Einzeldenkmal der Sachgesamtheit Klinikum Hoyerswerda; Bronzeplastik von Jürgen von Woyski, künstlerisch von Bedeutung | 08975374 |
| Weitere Bilder                          | Säule „Taubenturm“ (Einzeldenkmal zu ID-Nr. 09300177) | Maria-Grollmuß-Straße 10 (Neustadt) (Karte)                                       | 1970 | Einzeldenkmal der Sachgesamtheit Klinikum Hoyerswerda; Keramiksäule von Jürgen von Woyski im Krankenhauspark, künstlerisch von Bedeutung | 08975374 |
|                                         | Wandbild „Krimlandschaft“ (Einzeldenkmal zu ID-Nr. 09300177) | Maria-Grollmuß-Straße 10 (Neustadt) (Karte)                                       | 1970 | Einzeldenkmal der Sachgesamtheit Klinikum Hoyerswerda; Wandbild aus Keramik von Jürgen von Woyski im Krankenhauspark, künstlerisch von Bedeutung | 08975374 |
| Weitere Bilder                          | Kursächsische Postmeilensäulen (Sachgesamtheit); Postmeilensäule | Markt (Karte)                                                                     | 1730 (1958 Wappenstück neu, 1973 Schriftblock neu) | Kopie der Kursächsischen Distanzsäule mit Postkursen und Wegeentfernungsangaben. Selbige wurden während der Regierungszeit Augusts des Starken und seines Sohnes an allen wichtigen Post- und Handelsstraßen und in fast allen Städten des Kurfürstentums Sachsen zur Angabe der amtlichen Entfernungen aufgestellt. Dies sollte die Grundlage für eine einheitliche Berechnung der Postgebühren schaffen. Grundlage für die Einführung der sächsischen Postmeilensäulen bildeten die kartografischen Arbeiten des Pfarrers Adam Friedrich Zürner aus Skassa. Die Hoyerswerdaer Distanzsäule wurde 1730 auf dem Markt aufgestellt. Dieser wird von der Straße von Wittichenau (in der Südwestecke) nach Spremberg (in der Nordostecke) diagonal gekreuzt. Da Hoyerswerda 1815 mit dem Wiener Kongress an Preußen ging, änderte man die Entfernungsangaben des Sandsteinobelisks in preußische Meilen. Der Originalschriftblock steht im Eingangsbereich zum Museum im Schloss und das originale Wappenstück im Ringelnatzhaus in Wurzen. Die Säule hat eine verkehrsgeschichtliche und eine regionalgeschichtliche Bedeutung. | 08975611 |
| Weitere Bilder                          | „Sorbenbrunnen“ | Markt (Karte)                                                                     | 1980 | Einzeldenkmal der Sachgesamtheit Kunstwerke im Stadtgebiet Hoyerswerda; Marktbrunnen aus Sandstein mit sorbischem Paar aus Bronze, anlässlich eines sorbischen Festivals von Jürgen von Woyski gefertigt, ursprünglicher Standort vor der Ortenburg in Bautzen, seit 1994 als Geschenk in Hoyerswerda am ehemaligen Standort eines historischen Trogbrunnens; künstlerisch von Bedeutung | 09306428 |
| Weitere Bilder                          | Altes Rathaus (mit zwei Hausnummern), mit Flügel an der Senftenberger Straße | Markt 1, 2 (Altstadt) (Karte)                                                     | Bezeichnet mit 1592 (Portal); 1680 (Rathaus) | Imposanter Bau mit Freitreppe am Markt und Renaissance-Portal von 1592 im Renaissance-Stil mit Wappenschmuck, 1449 erstmals errichtet, 1680 Neubau nach Brand, 1930 Umbau und Erweiterung um Grundstück alte Nr. 2, 1980 sowie 1996–2000 saniert, baugeschichtlich, städtebaulich und ortsgeschichtlich bedeutsam 1371 verlieh Kaiser Karl IV., der Hoyerswerda im Jahre 1357 von den Gebrüdern Johann und Günter von Schwarzenburg für „1400 Schock großer pfennige Pragischer münze und werung“ gekauft hatte, das Marktrecht. 1371 Ort von Karl an Timo von Colditz verpfändet. 1382 Benesch von der Duba Herrschaft zum Mannlehen erblich (1369 Landvogt der Oberlausitz). 1401 an dessen Sohn Heinrich von der Duba. 1423 verleiht dieser das Stadtrecht. Spätestens damit ist ein Rathaus erforderlich, dieses 1449 erstmals errichtet. 1680 Neubau nach Brand. 1930 Umbau und Erweiterung um Grundstück mit der alten Nummer 2. Der alte Bau umfasste zum Markt nur sechs Fensterachsen, in der Mitte war ein Dreiecksgiebel, darunter die zweiläufige Treppe. Heutiger Bau unter Einschluss der Nummer 2, aber schon immer mit Flügel an der Senftenberger Straße. Imposanter Bau mit eingetieftem Sockelgeschoss, Erd- und Obergeschoss sowie ausgebautem Dach, wobei selbiges 1930 stark verändert wurde und dabei auch einen hohen, an die Renaissance erinnernden Dachturm bekam. Renaissance-Freitreppe am Markt und Renaissance-Portal. Baugeschichtlich, städtebaulich und ortsgeschichtlich bedeutsam. | 08975620 |
|                                         | Wohnhaus in geschlossener Bebauung | Markt 3 (Altstadt) (Karte)                                                        | 1. Hälfte 19. Jahrhundert | Bestandteil des Marktes der nie ummauerten, nur von Wasserläufen umzogenen und geschützten Stadt als der Hauptstadt (und einzigen Stadt) der Standesherrschaft. Die Hauptstraße kreuzt den recht großen Markt diagonal, wobei sie über die Spremberger Straße in der Nordostecke des Marktes und die Kirchstraße (Wittichenauer Straße) in dessen Südwestecke verläuft. Wohnhaus barock, zweites Obergeschoss aufgestockt, das Satteldach wurde dementsprechend flach gemacht, fünfachsig mit großer rundbogiger Hofdurchfahrt, vermutlich Ackerbürgerhaus, denn zum Grundstück gehört ein langes Hintergebäude, jedoch kein weiteres Land. Baugeschichtlich und stadtbaugeschichtlich von Bedeutung. | 08975619 |
|                                         | Wohnhaus in geschlossener Bebauung | Markt 4 (Altstadt) (Karte)                                                        | 1. Hälfte 19. Jahrhundert | Wohnhaus zweigeschossig mit steilem Satteldach. Sechsachsig mit rechts großer Hofdurchfahrt mit Segmentbogen, vermutlich Ackerbürgerhaus, zum Grundstück gehört ein langes Hintergebäude. Haus authentisch barock erhalten. Baugeschichtlich und stadtbaugeschichtlich von Bedeutung. | 08975618 |
|                                         | Wohnhaus in geschlossener Bebauung, mit Laden | Markt 5 (Altstadt) (Karte)                                                        | Um 1840 | Wohnhaus zweigeschossig mit Satteldach. Das Haus ist jünger als etwa die Nummern 3 und 4. Erdgeschoss durch große Ladenöffnungen aufgelöst. Dekoratives, von Profilen gerahmtes Feld zwischen Erd- und Obergeschoss über die ganze Breite. Baugeschichtlich und stadtbaugeschichtlich von Bedeutung. | 08975617 |
|                                         | Wohnhaus in geschlossener Bebauung | Markt 6 (Altstadt) (Karte)                                                        | 2. Viertel 19. Jahrhundert | Wohnhaus mit gut gegliederter, mittenbetonter Putzfassade in geschlossener Bebauung, dreigeschossig mit Satteldach. Sechsachsig mit hochgelegtem Mitteleingang, ohne Hoffläche. Der Bau fällt durch seine ungewöhnliche Höhe auf. Er wurde entweder aufgestockt oder er ist jünger als die angrenzenden Häuser. Möglicherweise besaß er eine besondere Funktion. Baugeschichtlich und stadtbaugeschichtlich von Bedeutung. | 08975615 |
|                                         | Wohnhaus in geschlossener Bebauung, mit Laden | Markt 7 (Altstadt) (Karte)                                                        | 1. Hälfte 19. Jahrhundert (im Kern sicher älter) | Wohnhaus reich gegliederter Putzbau mit Pilaster im Obergeschoss, barock, zweites Obergeschoss später aufgestockt, das Satteldach wurde dementsprechend flach gemacht, vierachsig mit Lisenen im ersten Obergeschoss. Hofdurchfahrt rechts. Erdgeschoss durch Läden leicht gestört. Baugeschichtlich und stadtbaugeschichtlich von Bedeutung. Stuckdecken aus den 1920er Jahren | 08975614 |
|                                         | Wohnhaus in geschlossener Bebauung | Markt 8 (Altstadt) (Karte)                                                        | Um 1850 | Wohnhaus barock, zweites Obergeschoss aufgestockt, das Satteldach wurde dementsprechend flach gemacht, vierachsig. Erdgeschoss durch Läden leicht gestört. Baugeschichtlich und stadtbaugeschichtlich von Bedeutung. | 08975613 |
|                                         | Apotheke am Markt; Wohnhaus in geschlossener Bebauung, ehemals mit Apotheke | Markt 9 (Altstadt) (Karte)                                                        | Um 1850 | Wohnhaus repräsentativer Putzbau, frühklassizistische Fassade mit ionischen Kolossalpilastern, dreigeschossig, klassizistisch, siebenachsig. Die beiden Obergeschosse in drei Mittelachsen durch Pilaster mit ionischen Kapitellen zusammengefasst, wobei auch zwischen den Achsen Pilaster sind. Drempelgeschoss. 1675–2010 Apotheke, deshalb vergoldeter Äskulapstab am Drempel in der Mitt. Baugeschichtlich und stadtbaugeschichtlich von Bedeutung. Apotheken-Ladenfront aus 1930er Jahren. Gewölbe 18. Jahrhundert? Laut Auskunft Untere Denkmalschutzbehörde vom 5. September 2012 war um 1850 Apothekengebäude ein Neubau als Ersatz für zwei giebelständige Gebäude. | 08975612 |
|                                         | Wohnhaus in geschlossener Bebauung | Mittelstraße 2 (Altstadt) (Karte)                                                 | 1. Hälfte 19. Jahrhundert | Bestandteil der nie ummauerten, nur von Wasserläufen umzogenen und geschützten Stadt als der Hauptstadt (und einzigen Stadt) der Standesherrschaft. Die Mittelstraße verläuft als innerstädtische Nebenstraße von der Nordwestecke des Marktes nach Norden zur Grünstraße. Sie ist seit Jahrhunderten geschlossen bebaut. Wohnhaus stattlicher Putzbau mit Satteldach und aufwändigen Fensterrahmungen. Die Hofgebäude sind abgerissen, Laden bei Sanierung entfernt. Barocker zweigeschossiger sechsachsiger Putzbau mit Satteldach und profilierten Fensterfaschen. Neu sind die Dachhäuser und die straßenseitige Erdgeschossgestaltung. Trotzdem als typischer Bau des alten Hoyerswerda erkennbar. Ortsgeschichtlicher und baugeschichtlicher Wert. | 08975588 |
|                                         | Wohnhaus in geschlossener Bebauung und zwei Hofgebäude | Mittelstraße 4 (Altstadt) (Karte)                                                 | 1. Hälfte 19. Jahrhundert | Ackerbürgeranwesen und einer der letzten erhaltenen Höfe der Straße. Das Wohnhaus ein barocker sechsachsiger zweigeschossiger Putzbau mit Satteldach und originaler Tordurchfahrt mit originalem Durchfahrtstor. Das südliche Hofgebäude in Fachwerkbauweise, das andere in Ziegel. Ortsgeschichtlich und baugeschichtlich bedeutsam. In Gestalt und Funktion typisches Anwesen des alten Hoyerswerda. | 08975589 |
|                                         | Wohnhaus in geschlossener Bebauung | Mittelstraße 5 (Altstadt) (Karte)                                                 | 1. Hälfte 19. Jahrhundert | Gehörte ursprünglich sicher zum Hof Mittelstraße 4, einem Ackerbürgeranwesen. Das Wohnhaus in geschlossener Bebauung ist fünfachsig mit Satteldach. Ortsgeschichtlich und baugeschichtlich bedeutsam. Typisches Anwesen des alten Hoyerswerda. | 08975590 |
|                                         | Wohnhaus in geschlossener Bebauung | Mittelstraße 15 (Altstadt) (Karte)                                                | Um 1800 | Ackerbürgeranwesen, Wohnhaus in geschlossener Bebauung mit Tordurchfahrt mit Segmentbogen. Barocker zweigeschossiger sechsachsiger Putzbau mit Satteldach und profilierten Fensterfaschen. Typischer Bau eines Ackerbürgeranwesens des alten Hoyerswerda. Ortsgeschichtlicher und baugeschichtlicher Wert. | 08975591 |
|                                         | Wohnhaus, Eckhaus zum Markt, hier in geschlossener Bebauung | Mittelstraße 19 (Altstadt) (Karte)                                                | 2. Viertel 19. Jahrhundert | Eckhaus zum Markt, ohne Grundstück. Barocker zweigeschossiger Bau, zum Markt vier und zur Mittelstraße sechs Achsen, Satteldach mit Krüppelwalm zur Mittelstraße. Das Dach wohl im 19. Jahrhundert verändert, da wenig steil. Fassade zum Markt stark verändert, da hier ein Eingang mit Außentreppe eingebrochen wurde. Ursprünglich ist das Haus über die Mittelstraße erschlossen. Hier ursprüngliche, reiche Architektur, klassizistisch und an Revolutionsarchitektur erinnernd, mit Mittelvorsprung. Im Obergeschoss profilierte Fensterfaschen. Typischer Bau des alten Hoyerswerda. Ortsgeschichtlicher und baugeschichtlicher Wert. | 08975616 |
|                                         | Wohnblock (mit fünf Hausnummern) | Otto-Damerau-Straße 2, 4, 6, 8, 10 (Neustadt/WK 1) (Karte)                        | 1957 | Das Gebäude im Stil der Moderne mit fünf Eingängen ist einer der auffällig langen Trakte des Wohnkomplexes 1. Ausgeführt in der beschriebenen Großplattenbauweise mit Satteldach, erstes Wohnhaus der Neustadt in Blockbauweise mit industriellen Baumethoden. Einige wenige Wohnungen besitzen Balkons. Die Treppenhausfenster sind klein und liegend ausgebildet. Heute ist das Haus mit Wärmedämmung versehen. Das Fugenbild wurde nachgezeichnet. Baugeschichtlich und ortsgeschichtlich von Bedeutung. | 08975488 |
| Direkt Bild zu diesem Denkmal hochladen | Wandbild „Lausitzer Leben“ im Treppenhaus einer Schule | Pestalozzistraße 1 (Karte)                                                        | 1959 | Nur das Wandbild steht unter Schutz. Das Schulgebäude des heutigen Lessing-Gymnasiums wurde 1959 für die bereits bestehende Erweiterte Oberschule errichtet. Das ca. 7 × 2,5 Meter große Wandbild in Sgraffitotechnik schuf 1959 der Maler und Grafiker Günther Wendt für den Eingangsbereich des Schulgebäudes in der Pestalozzistraße. Dargestellt sind Szenen aus Leben und Arbeit der Menschen in Geschichte und Gegenwart. Für die neue Zeit stehen Planer, Hochöfen, Eimerkettenbagger und die Plattenherstellung. Die Darstellungsweise ist gegenständlich und abstrahierend im Stil der Zeit, auf jeden Fall künstlerisch hochwertig. Nach 1990 wurde das Bild zunächst verhüllt und später massiv verkleidet, auch dies kann schon wieder als geschichtliche Erscheinung eingeordnet werden. Im Zusammenhang mit der Erweiterung und Sanierung des Gymnasiums 2012 wurde das Bild wieder freigelegt. Auf Grund bereits erfolgter Anbauten und neuer Funktionslösungen für diesen Bereich kann das Wandbild nicht am bisherigen Anbringungsort verbleiben. Es ist vorgesehen, das Wandbild im Foyer des ersten Obergeschosses anzubringen. 2012 sind vier Platten, also ca. 1/5 des Bildes, abgebaut. Geplant ist die Zerlegung in 18 Einzelplatten. | 09303994 |
|                                         | POS „Hanns Eisler“ (ehemals); Schule | Robert-Schumann-Straße 10 (Neustadt/WK 4) (Karte)                                 | 1963 | Bei der Schule im Stil der Moderne handelt es sich um einen innovativ gestalteten Schulbau von 1963 im Stil der Moderne. Er war Muster- und Versuchsbau der 2-Megapond-Stahlskelettbauweise. Zu DDR-Zeiten war die Polytechnische Oberschule „Hanns Eisler“ hier installiert, heute die 2. Mittelschule und Schule zur Lernförderung „Nikolaus Kopernikus“. Der Haupttrakt ist dreigeschossig mit flachem, leicht gebrochenem Dach. Mit einem zweigeschossigen Seitenflügel wird ein Hof gebildet. Der mittige Haupteingang ist über alle drei Geschosse vorgezogen. Die Symmetrie erscheint nicht als solche, da der Seitenflügel mit einer Schmalseite am Haupttrakt anliegt und ihn solchermaßen verkürzt. Auf der Rückseite des Haupttrakts findet sich wiederum ein Eingang. Ihn flankieren zwei Treppenhäusern, die nach außen durch ein durchgängiges Fensterband mit Betonelementen kenntlich sind. Als individueller Schulbau der frühen 60er Jahre baugeschichtlich und ortsgeschichtlich bedeutsam. | 08975479 |
|                                         | Wohnhaus, nach links in geschlossener Bebauung | Rosa-Luxemburg-Straße 2 (Senftenberger Vorstadt) (Karte)                          | Nach 1900 | Die aus der Südwestecke des Marktes nach Westen führende Senftenberger Straße gabelt sich am Neumarkt, auch Schweinemarkt genannt, in die nach Nordwesten führende Senftenberger Straße/Senftenberger Vorstadt und in die Ackerstraße, die heutige Rosa-Luxemburg-Straße. Hier lagen, westlich der Stadt am linken Ufer der Elster, die Pfarräcker, die im 18. Jahrhundert teilweise parzelliert und vergeben wurden. Die Pfarräcker waren Teil der Vorstadt von Hoyerswerda und hatten 1825 93 Einwohner. Diese waren meist Ackerbürger und zahlten einen Erbzins an das Domänen-Rentamt. Die Nummer 2 befindet sich auf der erst ab 1900 bebauten nördlichen Seite der Rosa-Luxemburg Straße und zählt zu den ersten Häusern im Bereich. Nach links befindet sie sich in geschlossener Bebauung. Der Bau ist eingeschossig, traufständig mit Satteldach und mittigem Dachhaus. Er ist ortstypisch in gelbem Klinker mit roter Gliederung ausgeführt und als typischer Hoyerswerdaer Bau der jüngeren Zeit orts- und baugeschichtlich von Bedeutung. | 08975708 |
|                                         | Feldscheune eines Bauernhofes | Rosa-Luxemburg-Straße 11 (Karte)                                                  | 19. Jahrhundert | Der Hof befindet sich auf der früh bebauten südlichen Seite der Rosa-Luxemburg Straße. Die Hofgebäude sind schon stark verändert. Unter Schutz nur die übliche, weit hinter dem Hof liegende Feldscheune, hier in Fachwerk mit Lehmausfachung. Da dies die frühe, regional typische Bauform ist, von der sich nur noch wenige Scheunen erhalten haben, besteht eine orts- und baugeschichtliche Bedeutung. | 08975716 |
|                                         | Wohnhaus in geschlossener Bebauung | Rosa-Luxemburg-Straße 12 (Senftenberger Vorstadt) (Karte)                         | Um 1910 | Das Gebäude befindet sich auf der später bebauten nördlichen Seite der Rosa-Luxemburg Straße. Das Wohnhaus in geschlossener Bebauung bietet sich trotz seiner geringen Größe überaus ungewöhnlich und auffällig dar: Es besteht nur aus einem Erdgeschoss und einem barock gebrochenen Dach. Das Erdgeschoss weist zwei große Bogenöffnungen auf: Links den stark zurückgelegten Eingang mit Treppe und Brüstung, rechts ein großes Fenster. Die Fassadenwand ist über die Traufe hinaus geführt. Sie bildet einen Mittelgiebel mit eigenem, abgewalmtem Dach, wobei unmittelbar unter der Walm noch ein kleiner Erker in Fachwerk angebracht ist. Der Bau steht für einen Heimatschutzstil, wie er in Büchern von Gertrud Caspari dargestellt sein könnte, also mit allen Insignien. Da es – nicht nur in Hoyerswerda – kaum vergleichbare Bauten gibt, besteht eine orts- und baugeschichtliche Bedeutung. Außerdem kann dem Haus eine künstlerische Bedeutung beigemessen werden. | 08975674 |
|                                         | Mietshaus in geschlossener Bebauung | Rosenstraße 1 (Altstadt) (Karte)                                                  | 1890 | Die Rosenstraße verläuft als innerstädtische Nebenstraße von der Senftenberger Straße zur Grünstraße. Unmittelbar westlich (stadtauswärts) liegt der heute einzige noch offene Arm der Schwarzen Elster, hier genannt Alte Elster, an. Über zwei Drittel ist die Straße auf der stadtwärtigen Seite geschlossen und auf der auswärtigen Seite locker bebaut. Im nördlichen Drittel knickt die Rosenstraße leicht von der Elster nach Osten ab. Nun schieben sich zwischen Elster und Straße auch stadtauswärtig einige Häuser. Nummer 1 ein großes Grundstück auf der stadtwärtigen Seite. Der dreieinhalbgeschossige Bau im Stil des Historismus mit Pultdach ist im obersten Halbgeschoss verändert und überragt die anderen, älteren Häuser. Er ersetzte um 1890 einen älteren Bau. Rechts ist eine Hofdurchfahrt eingegliedert. Die repräsentative Klinkerfassade weist eine stark horizontale Putzgliederung auf. Unterschiedliche Fensterverdachungen vervollkommnen die historistische Fassade. Ortsgeschichtlich und baugeschichtlich von Bedeutung | 08975598 |
|                                         | Wohnhaus in ehemals geschlossener Bebauung | Rosenstraße 2 (Altstadt) (Karte)                                                  | Um 1850 | Der schlichte zweigeschossige Putzbau mit Satteldach besitzt einen Balkon mit Jugendstilgitter, baugeschichtlich von Bedeutung. | 08975597 |
|                                         | Wohnhaus | Rosenstraße 19 (Altstadt) (Karte)                                                 | Um 1900 | Freistehendes Haus westlich der alten Elster. Der anspruchsvolle Klinkerbau weist viele Elemente einer historistischen Architektur auf, dabei Gurtgesimse, unterschiedliche Fensterverdachungen und Dachhäuschen. Ortsgeschichtlich und baugeschichtlich von Bedeutung. | 08975592 |
|                                         | Landratsamt, heute Neues Rathaus | Salomon-Gottlob-Frentzel-Straße 1 (Karte)                                         | 1904 | Die Salomon-Gottlob-Frentzel-Straße stellt die Verlängerung des Bröthener Weges (heute Heinrich-Heine-Straße) nach Osten dar. Sie wurde erst um 1890 angelegt und mit Wohnhäusern und Bauten mit Einrichtungen für den Kreis versehen. Mit Nummer 1 entstand 1904 der neue Verwaltungssitz des preußischen Landkreises Hoyerswerda. Ab 1952 wurde hier der Sitz des DDR-Kreises Hoyerswerda eingebracht, im Jahr 1996 der Sitz der Stadtverwaltung. Der achtungsgebietende Bau, stilistisch zwischen Neorenaissance, Jugendstil und Reformstil stehend, besitzt einen straßenbegleitenden Haupttrakt und zwei wohl nach und nach angebaute Hofflügel – einen westlichen kürzeren und einen östlichen längeren. Er erhebt sich mit hohem Souterrain, zwei Vollgeschossen und hohem Satteldach, welches höhenmäßig variiert. Der Straßentrakt erweist sich bei näherem Hinsehen als nicht vollkommen symmetrisch aufgebaut. In der Mitte weist er einen hohen Giebel mit einer Fassung aus geschwungenen, lünettenartigen Elementen auf. Der Saal im Obergeschoss öffnet sich mit drei hohen, leicht abgestuften Fenstern, denen ein für Ansprachen gedachter Balkon mit schmiedeeisernem Gitter vorgelagert ist. Rechts und links vom Mittelrisalit mit Giebel sind hohe Portale eingebracht. Das Satteldach des Vorderhauses mündet an den Giebelseiten ebenfalls in Ziergiebel mit Lünettenabschluss. Die Formensprache in Kubatur und Detail ist die der Renaissance. Dies sehen wir in prunkvollster Ausprägung an den Giebeln, den teils mit Segmentbogen versehenen Fenstern und Fenstergewänden und den Portalen. Die Neurenaissance ist für 1904 leicht retardiert, doch wollte man wohl auf den Anspruch, den dieser Stil in sich birgt, nicht verzichten. Der Bau besitzt eine baugeschichtliche und eine stadtgeschichtliche Bedeutung. | 08975509 |
|                                         | Beamtenwohnhaus, heute Polizeirevier | Salomon-Gottlob-Frentzel-Straße 3 (Karte)                                         | 1925 | Das Gebäude entstand als Beamtenwohnhaus, heute Polizeirevier. Stattlicher Putzbau mit hohem Souterrain, zwei Geschossen und Mansarddach mit Dachhäuschen. In der Mitte der Straßenfront Mittelrisalit mit kleinem Dreiecksgiebel. Haus historisierend im Reformstil der Zeit nach 1910, weitgehend unverändert. Baugeschichtlich und ortsgeschichtlich von Bedeutung, 2004–2005 Sanierung mit Rückbau eines Spitzbogens. | 08975506 |
|                                         | Wohnhaus | Salomon-Gottlob-Frentzel-Straße 6 (Karte)                                         | Um 1905 | Entstanden als Doppelhaus mit Nummer 8. Zweigeschossig, traufständig mit gebrochenem Krüppelwalmdach mit je einem hohen Giebel in den Formen der deutschen Renaissance, noch historisierend. Dies sehen wir in aufwändiger Ausprägung vor allem an den Giebeln und den Erkern. Die Neurenaissance ist für die Bauzeit leicht retardiert, doch wollte man wohl auf den Anspruch, den dieser Stil in sich birgt, nicht verzichten. Der Bau besitzt eine baugeschichtliche und eine stadtgeschichtliche Bedeutung. | 08975508 |
|                                         | Wohnhaus | Salomon-Gottlob-Frentzel-Straße 8 (Karte)                                         | Um 1905 | Entstanden als Doppelhaus mit Nummer 6, noch historisierend. Zweigeschossig, traufständig mit gebrochenem Krüppelwalmdach mit je einem hohen Giebel in den Formen der deutschen Renaissance. Dies sehen wir in aufwändiger Ausprägung vor allem an den Giebeln und den Erkern. Die Neurenaissance ist für die Bauzeit leicht retardiert, doch wollte man wohl auf den Anspruch, den dieser Stil in sich birgt, nicht verzichten. Der Bau besitzt eine baugeschichtliche und eine stadtgeschichtliche Bedeutung. | 08975819 |
|                                         | Landratsamt (ehemals); Verwaltungsgebäude | Salomon-Gottlob-Frentzel-Straße 10 (Karte)                                        | Um 1920 | Dreigeschossig mit hohem Souterrain. Das zweite Obergeschoss durch ein dachartiges Gesims abgetrennt, traufständig mit einer Art Walmdach. Reformstil, der sich von der deutschen Neurenaissance der bauten der Straße abwendet. Der Bau besitzt eine baugeschichtliche und eine stadtgeschichtliche Bedeutung. Stuckreliefs, originale Fenster. | 08975507 |
| Weitere Bilder                          | Schloss Hoyerswerda, heute Museum, mit umgebendem Schlossgraben | Schloßplatz 1 (Altstadt) (Karte)                                                  | 16.–19. Jahrhundert | Ursprünglich Wasserburg, später zum Renaissance-Schloss umgebaut, 1727 barock überformt, barocke Wappenschmuck am Eingang, baugeschichtlich und regionalgeschichtlich von Bedeutung | 08975521 |
| Weitere Bilder                          | Werke der bildenden und angewandten Kunst im Zoobereich (ehemals Schlosspark) | bei Schloßplatz 1 (Altstadt) (Karte)                                              | Ab 1957 | Einzeldenkmal der Sachgesamtheit Kunstwerke im Stadtgebiet Hoyerswerda; Werke der bildenden und angewandten Kunst im Zoobereich, künstlerisch von Bedeutung; darunter - von Jürgen von Woyski: Trompeter (vor dem Zoo am Schloss, Bronze, 1958), Tänzerin (Bronze, 1957) Kinderreigen (Bronze, 1967), Liebespaar (Bronze, 1967), Brunnen „Sorbische Bräuche“ (Keramik, 1965), Relief „Sozialistische Umgestaltung der Landwirtschaft“ (Aluminium, 1960), Kraniche (Bronze, 1964), Baum (Bronze, 1967), Zoogründer Günther Peters (Bronze, 1997), Pfauenturm (Keramik, 1968), Wandbild „Ländliches Fest“ am Überwinterungshaus (1965), „Vogelnest“ vor Schloßplatz 3 (1982); neun Keramiktafeln mit Vögeln und Fischen (1962) vor 2012 abgebrochen - Von Dorothea von Philippsborn: Mädchen mit Hund (Bronze, 1965), Ziegen (Bronze, 1960) - Von Gerhard Thieme: Schreibender Knabe (Bronze, 1970) - Von Fritz Cremer: Vietnamesisches Mädchen (Bronze) - Von Heinrich Pilz: Kragenbär - Die Sandsteinplastiken Nilpferd (mit Spendenbüchse), Nilpferde und Büffel, Ziege, Eule, Kinder mit Schildkröte, Rea (Kleines Mädchen), zwei Pinguine, ein hoher Pflanztopf mit Segelschiffen (Keramik) - Neun Keramiktafeln mit Vögeln und Fischen (Ton) vor 2012 abgebrochen In den 1950er Jahren wurde der Schlosspark umgestaltet und mit Tiergehegen versehen. 1956 (laut Zooverein 1959) erfolgte die Eröffnung des Tiergartens, der seit 1994 als Zoo bezeichnet wird. Im Laufe der Zeit wurden auf dem Gelände auch Werke der bildenden und angewandten Kunst aufgestellt, die künstlerisch sehr anspruchsvoll sind. Künstlerisch und geschichtlich von Bedeutung. | 08975623 |
| Weitere Bilder                          | Plastik „Trompeter“ | bei Schloßplatz 1 (Altstadt) (Karte)                                              | 1958 | Bronzeplastik von Jürgen von Woyski, ursprünglicher Standort vor der Kultur- und Sporthalle Alfred Scholz; Werk der bildenden und angewandten Kunst im Zoobereich | 08975623 |
|                                         | Brunnenanlage „Kronenbrunnen“ | bei Schloßplatz 1 (Altstadt) (Karte)                                              | 1971 | Brunnenanlage aus Stahl- und Blechelementen der Kunsthandwerklichen Produktionsgenossenschaft „neue form“ Seidewinkel nach Entwürfen von Zoogründer Günter Peters, abgebaut, Neuaufstellung geplant; Werk der bildenden und angewandten Kunst im Zoobereich | 08975623 |
| Weitere Bilder                          | Brunnenanlage „Sorbischer Osterbrunnen“ | bei Schloßplatz 1 (Altstadt) (Karte)                                              | 1964 | Brunnenanlage aus Keramik von Jürgen von Woyski, 2005 restauriert; Werk der bildenden und angewandten Kunst im Zoobereich | 08975623 |
| Direkt Bild zu diesem Denkmal hochladen | Pflanzschale mit Schiffsmotiven | bei Schloßplatz 1 (Altstadt)                                                      | 1964 | Aus Keramik von Jürgen von Woyski, Verlust?; Werk der bildenden und angewandten Kunst im Zoobereich | 08975623 |
| Weitere Bilder                          | Keramiktafeln „Luft – Erde – Wasser“ | bei Schloßplatz 1 (Altstadt) (Karte)                                              | 1962 | Keramiktafeln von Jürgen von Woyski, mit Motiven zur Vielgestaltigkeit des Lebens im Wasser, auf der Erde und in der Luft; Werke der bildenden und angewandten Kunst im Zoobereich | 08975623 |
| Direkt Bild zu diesem Denkmal hochladen | Keramikvase „Segelboote“ | bei Schloßplatz 1 (Altstadt)                                                      | 1964 | Keramikvase mit Schiffsmotiven von Jürgen von Woyski, derzeit eingelagert; Werk der bildenden und angewandten Kunst im Zoobereich | 08975623 |
|                                         | Plastik „Baum“ | bei Schloßplatz 1 (Altstadt) (Karte)                                              | 1967 | Bronzeplastik von Jürgen von Woyski; Werk der bildenden und angewandten Kunst im Zoobereich | 08975623 |
| Weitere Bilder                          | Plastik „Kinderreigen“ | bei Schloßplatz 1 (Altstadt) (Karte)                                              | 1964 | Bronzeplastik von Jürgen von Woyski, ursprünglicher Standort auf der zentralen begrünten Freifläche von WK IV; Werk der bildenden und angewandten Kunst im Zoobereich | 08975623 |
| Weitere Bilder                          | Plastik „Kraniche“ | bei Schloßplatz 1 (Altstadt) (Karte)                                              | 1958 | Bronzeplastik von Jürgen von Woyski, ursprünglicher Standort am Internat der Lessingschule; Werk der bildenden und angewandten Kunst im Zoobereich | 08975623 |
| Weitere Bilder                          | Plastik „Liebespaar unterm Schirm“ | bei Schloßplatz 1 (Altstadt) (Karte)                                              | 1963 | Bronzeplastik von Jürgen von Woyski; Werk der bildenden und angewandten Kunst im Zoobereich | 08975623 |
| Weitere Bilder                          | Plastik „Pflanzturm mit Pfauen“ | bei Schloßplatz 1 (Altstadt) (Karte)                                              | 1971 | Keramiksäule von Jürgen von Woyski, wechselnde Standorte im Zoo; Werk der bildenden und angewandten Kunst im Zoobereich | 08975623 |
|                                         | Skulptur „Eule“ | bei Schloßplatz 1 (Altstadt) (Karte)                                              | 1988 | Sandsteinskulptur von Roman Richtermoc, Werk des Achten Bildhauersymposiums; Werk der bildenden und angewandten Kunst im Zoobereich | 08975623 |
|                                         | Skulptur „Flußpferd“ | bei Schloßplatz 1 (Altstadt) (Karte)                                              | Um 1990 | Skulptur aus Kunststein mit Münzeinwurf für Spenden an den Zoo Hoyerswerda, Schöpfer unbekannt; Werk der bildenden und angewandten Kunst im Zoobereich | 08975623 |
|                                         | Skulptur „Kinder mit Schildkröte“ | bei Schloßplatz 1 (Altstadt) (Karte)                                              | 1968 | Kunststeinskulptur von Hans Klakow, ursprünglicher Standort an der Gaststätte WK IV, heute stark beschädigt; Werk der bildenden und angewandten Kunst im Zoobereich | 08975623 |
|                                         | Skulptur „Kragenbär“ | bei Schloßplatz 1 (Altstadt) (Karte)                                              | 1950 | Sandsteinskulptur von Otto Pilz; Werk der bildenden und angewandten Kunst im Zoobereich | 08975623 |
|                                         | Plastik „Mädchen mit Hund“ | bei Schloßplatz 1 (Altstadt) (Karte)                                              | 1963 | Keramikplastik von Dorothea von Philipsborn; Werk der bildenden und angewandten Kunst im Zoobereich | 08975623 |
|                                         | Skulpturen „Nilpferde und Büffel“ | bei Schloßplatz 1 (Altstadt) (Karte)                                              | 1978 | Drei Skulpturen aus Kunststein von Petra Paschke, ehemals vier Skulpturen, kleiner Büffel zerstört und entfernt; Werke der bildenden und angewandten Kunst im Zoobereich | 08975623 |
|                                         | Skulptur „Pinguine“ | bei Schloßplatz 1 (Altstadt) (Karte)                                              | 1958 | Betonplastik mit Mosaikeinlagen an kleinem Wasserbecken, von Helmut Heinze; Werk der bildenden und angewandten Kunst im Zoobereich | 08975623 |
|                                         | Skulptur „Rea“ | bei Schloßplatz 1 (Altstadt) (Karte)                                              | 1979 | Sandsteinskulptur von Mihaly Fritz, Werk des Dritten Bildhauersymposiums; Werk der bildenden und angewandten Kunst im Zoobereich | 08975623 |
|                                         | Plastik „Schreibender Knabe“ | bei Schloßplatz 1 (Altstadt) (Karte)                                              | 1970 | Bronzeplastik von Gerhard Thieme oder Wilfried Fitzenreiter; Werk der bildenden und angewandten Kunst im Zoobereich | 08975623 |
| Direkt Bild zu diesem Denkmal hochladen | Plastik „Vietnamesisches Mädchen“ | bei Schloßplatz 1 (Altstadt)                                                      | 1965 | Bronzeplastik von Fritz Cremer, auch als „Chinesin“ bekannt, derzeit im Zoobüro eingelagert; Werk der bildenden und angewandten Kunst im Zoobereich | 08975623 |
|                                         | Skulptur „Ziegenbock“ | bei Schloßplatz 1 (Altstadt) (Karte)                                              | 1988 | Skulptur aus Sandstein; Werk der bildenden und angewandten Kunst im Zoobereich | 08975623 |
| Weitere Bilder                          | Plastik „Ziegengruppe“ | bei Schloßplatz 1 (Altstadt) (Karte)                                              | 1960 | Bronzeplastik von Dorothea von Philipsborn; Werk der bildenden und angewandten Kunst im Zoobereich | 08975623 |
|                                         | Plastik „Günter Peters“ | bei Schloßplatz 1 (Altstadt) (Karte)                                              | 1991 | Bronzeplastik von Jürgen von Woyski für Günter Peters (1907–1987), dem Gründer des Zoo Hoyerswerda; Werk der bildenden und angewandten Kunst im Zoobereich | 08975623 |
| Weitere Bilder                          | Relief „Vom Ich zum Wir“ | bei Schloßplatz 1 (Altstadt) (Karte)                                              | 1958 | Dreiteiliges Aluminiumrelief von Jürgen von Woyski, mit Motiven einer LPG-Diskussion über die sozialistische Umgestaltung der Landwirtschaft; Werk der bildenden und angewandten Kunst im Zoobereich | 08975623 |
|                                         | Wandbild „Ländliches Fest“ | bei Schloßplatz 1 (Altstadt) (Karte)                                              | 1965 | Farbiges Wandbild bzw. Relief aus Keramik von Jürgen von Woyski, ursprünglicher Standort auf der Terrasse des Zoo-Cafés, seit 2009 nahe dem Streichelgehege; Werk der bildenden und angewandten Kunst im Zoobereich | 08975623 |
| Direkt Bild zu diesem Denkmal hochladen | Wandbild „Vögel“ | bei Schloßplatz 1 (Altstadt) (Karte)                                              | 1980 | Keramische Wandgestaltung von Günter Peters, Keramik abgebrochen; Werk der bildenden und angewandten Kunst im Zoobereich | 08975623 |
|                                         | Bürgermeisterhaus; Verwaltungsgebäude oder Wohnhaus | Schloßplatz 3 (Altstadt) (Karte)                                                  | Bezeichnet mit 1926 | Zwischen Schloss und Markt an exponierter Stelle gelegen. Verwaltungsgebäude oder, wie es heißt, ehemals Wohnhaus eines Bürgermeisters. Auf rechteckiger Grundfläche zweigeschossiger Putzbau mit Walmdach und Zwerchhaus und der Langseite. Traditionalistischer Stil mit Anklängen an den Art-déco-Stil. Ortsgeschichtlich und baugeschichtlich von Bedeutung. | 08975522 |
|                                         | Plastik „Tänzerin“ | vor Schloßplatz 3 (Altstadt) (Karte)                                              | 1956 | Einzeldenkmal der Sachgesamtheit Kunstwerke im Stadtgebiet Hoyerswerda; Aluminiumplastik von Jürgen von Woyski, ursprünglicher Standort vor der ehemaligen Gaststätte „Kastanienhof“ (Kolpingstraße, Freifläche bei Nummer 28), künstlerisch und geschichtlich von Bedeutung | 08975623 |
| Weitere Bilder                          | Skulptur „Vogelnest“ | vor Schloßplatz 3 (Altstadt) (Karte)                                              | 1982 | Einzeldenkmal der Sachgesamtheit Kunstwerke im Stadtgebiet Hoyerswerda; Sandsteinskulptur von Jürgen von Woyski, wegen Durchrostung eines unlegierten Eisendübels zeitweilig unvollständig, da Taubenpaar in Reparatur | 08975623 |
|                                         | Kinderkombination (Krippe und Kindergarten) | Schöpsdorfer Straße 40, 41 (Neustadt/WK 8) (Karte)                                | 1966 | Langer eingeschossiger Verbindungstrakt im Stil der Moderne, von zwei zweigeschossigen Querflügeln in F-Form-Grundriss durchschnitten. Beim Schnittpunkt die verglasten Treppenhäuser. Plattenbau in 2-Megapond-Skelettbauweise als Typenprojekt. Die Platten sind nicht beschichtet, sondern Beton-sichtig belassen. Spiel mit verschiedenen Fenstergrößen für die Gruppenräume, die Sanitär- und Garderobenräume, die Treppenhäuser und die Gänge. In der formalen Gestaltung äußerst modern. Im formalen wie funktionellen Anspruch hoch. Die baugleiche Kombination Ernst-Heim-Straße 25 wurde abgebrochen. Besonderer baugeschichtlicher Wert. Im Tausch für baugleiche Kombination Ernst-Heim-Straße 25 aufgenommen, da diese abgebrochen. | 09300338 |
| Weitere Bilder                          | Bürgerschule, später Mädchenschule | Schulstraße 1 (Karte)                                                             | Um 1900 | Die Schulstraße läuft auf die Altstadt zu und begrenzt den Amtsanbau nach Norden, ist aber erst ab dem ausgehenden 19. Jahrhundert bebaut. Die Schulstraße 1, eine Schule, befindet sich unmittelbar außerhalb von Altstadt und Elster. Laut Angaben auf einer Postkarte aus dem Jahr 1892 wurde die Bürgerschule im Jahr 1885 als erster Schulbau von Hoyerswerda eingerichtet. Später wurde der Bau nach rechts noch um vier Fensterachsen und eine Treppe verlängert. War später Mädchenschule. Langer Bau, zweigeschossig mit Satteldach, hohes Kellergeschoss, große, regelmäßige Fenster. Klinker. Fenster, Gesimse über Sockel in Bruchstein, zwischen Erd- und Obergeschoss, Hauptgesims sowie Ortgang in Putz. An der Langseite nach Osten in Stadtrichtung drei Eingänge mit Außentreppen. Baugeschichtliche und ortsgeschichtliche Bedeutung. | 08975534 |
| Weitere Bilder                          | Grundschule am Park; Schule | Schulstraße 2 (Karte)                                                             | 1912–1913 | In einem historische Formen neuartig adaptierenden Stil, heute gern Reformstil genannt. Spiel mit Baukörpern in unterschiedlicher Kubatur, die miteinander in U-Form angeordnet sind. Bewegte Dachlandschaft. Hauptschauseite, längste Front und Haupteingang mit heraustretendem Treppenhaus nach An der Schule. Der Baukörper im Winkel Schulstraße / An der Schule ist mit Sockelgeschoss, zwei Vollgeschossen, fast voll ausgebautem Satteldach und stumpfem Dachtürmchen am mächtigsten. Hier nach hinten zum Hof (Osten) in einem leicht hervortretenden zweifach gebrochenen Baukörper, der das Element des Treppenturmes aufnimmt, ein weiterer Haupteingang. Der lange Flügel entlang der Straße An der Schule besitzt die gleiche Höhe, aber nur Dachhäuschen. Zum Hof ein hoher, in den Hauptbau einbindender schmaler Baukörper und weitere, raumgreifende eingeschossige Baukörper. Putzbauten, Anklänge an expressionistische Architektur. Im Keller ehemals Wannenbäder. Baugeschichtlich und ortsgeschichtlich von Bedeutung. Turnhalle kein Denkmal, da zu über 50 % Neubau. | 08975536 |
|                                         | Wohnhaus als Doppelwohnhaus mit Gerhart-Hauptmann-Straße 33, Ecklage | Schulstraße 6 (Karte)                                                             | Um 1900 | Entstanden zusammen mit der Gerhart-Hauptmann-Straße 33 und mit dem rechten Giebel an diese angebaut. Traufständiges Wohnhaus in Klinker, eingeschossig mit mittigem Dachhaus, Spiel mit Flächen in gelbem Klinker und Architekturgliederung in rotem Klinker. Historisierend im Stil der Zeit. Baugeschichtlich von Bedeutung. | 08975526 |
|                                         | Wohnhaus, Nebengebäude und verbindende Einfriedungsmauer mit Toreinfahrt | Schulstraße 8 (Karte)                                                             | Um 1910 | Historisierender Putzbau mit Klinkerbändern, markanter Gesprengegiebel, Anklänge an den Schweizerstil. Das traufständige Wohnhaus mit Dachüberstand mit Sprengwerk ist zweigeschossig in zwei Gebäudeteilen, ebenso wie die Mauer und das Nebengebäude massiv in Ziegeln, verputzt mit Architekturgliederung in rotem Klinker. Historisierende Gestaltung mit Gurtgesimsen und Fenstern mit gemauerten Segmentbögen. Die Maurern und die Fassade des Nebengebäudes mit Ziegelbedachung. Baugeschichtlich von Bedeutung. | 08975490 |
|                                         | Wohnhaus | Schulstraße 12 (Karte)                                                            | 1933 | Westlich des Amtsanbaus. Es handelt sich um ein zweigeschossiges Wohnhaus mit Walmdach und Balkon in Holzbauweise. Der typische Bau der Zeit um 1930 weist noch viele originale Details auf, so die Fensterläden und die teils dreieckigen Dachausbauten. Es gibt kaum ähnliche Holzhäuser, wobei die Herkunft aus einer bestimmten Firma zu recherchieren wäre. So besitzt der Bau einen besonderen baugeschichtlichen Wert. | 08975489 |
|                                         | Wohnblock der Wohnanlage Westrandbebauung | Schulstraße 14a, 14b, 14c (Karte)                                                 | 1955–1957 | Es handelt sich um einen dreigeschossigen Wohnblock im Stil der Nationalen Bautradition mit drei Eingängen, nach links baulich verbunden mit Schulstraße 16a–16e. Vom VEB Bau-Union Hoyerswerda unter der Leitung von Chefarchitekt Ferdinand Rupp nach Typenprojekten der Bauakademie der DDR erbaut. Zeugnis der 1950er-Jahre-Bebauung der Stadt, traditionell in Ziegelbauweise mit Walmdach und schön profiliertem Hauptgesims im Stil der Nationalen Bautradition. Zwei Erker über Erd- und erstes Obergeschoss, hier an den Zwischenfeldern Wandbilder in Sgraffito, künstlerisch anspruchsvoll stilisiert dargestellt sind Bäume und Tiere. An den zugehörigen französischen Fenstern schöne Brüstungsgitter. Baugeschichtlich und ortsgeschichtlich von Bedeutung. | 08975401 |
|                                         | Mehrfamilienhaus der Wohnanlage Westrandbebauung | Schulstraße 16a, 16b, 16c, 16d, 16e (Karte)                                       | 1955–1957 | Es handelt sich um einen Wohnblock mit fünf Eingängen, nach rechts baulich verbunden mit Schulstraße 14. Vom VEB Bau-Union Hoyerswerda unter der Leitung von Chefarchitekt Ferdinand Rupp nach Typenprojekten der Bauakademie der DDR erbaut. Der Block bildet mit drei weiteren Blocks den Platz An der Taube. Da im Falle der Westrandbebauung (wie auch des Bahnhofsvorplatzes) Läden und andere Versorgungseinrichtungen in die platzbildenden Wohnblöcke eingegliedert, also noch keine spezifischen Kaufhallen gebaut wurden, fanden sich auch in der Schulstraße 16 im Erdgeschoss ausschließlich Läden (mit den zugehörigen Ladenschriften). So war der Bau exemplarisch für die damals typische Verbindung von Wohn- und gewerblicher Nutzung. Die Läden wurden jedoch um das Jahr 2000 durchgehend eliminiert. Trotzdem ist der Block Zeugnis der 1950er-Jahre-Bebauung der Stadt. Traditionell in Ziegelbauweise mit Walmdach und schön profiliertem Hauptgesims im Stil der Nationalen Bautradition. Als Besonderheit ein Dachhaus mit Uhr mit künstlerisch gestaltetem Blatt. Baugeschichtlich und ortsgeschichtlich von Bedeutung. | 08975400 |
|                                         | Mehrfamilienhaus der Wohnanlage Westrandbebauung | Schulstraße 18a, 18b, 18c (Karte)                                                 | 1955–1957 | Es handelt sich um einen Wohnblock mit drei Eingängen, nach links baulich verbunden mit Schulstraße 16a-16e. Vom VEB Bau-Union Hoyerswerda unter der Leitung von Chefarchitekt Ferdinand Rupp nach Typenprojekten der Bauakademie der DDR erbaut. Zeugnis der 1950er-Jahre-Bebauung der Stadt, traditionell in Ziegelbauweise mit Walmdach und schön profiliertem Hauptgesims im Stil der Nationalen Bautradition. An einigen Fenstern schöne Fenstergitter. Baugeschichtlich und ortsgeschichtlich von Bedeutung. | 08975391 |
|                                         | Mehrfamilienhaus der Wohnanlage Westrandbebauung | Schulstraße 19a, 19b (Karte)                                                      | 1955–1957 | Es handelt sich um einen Wohnblock mit zwei Eingängen, nach rechts baulich verbunden mit Schulstraße 21. Vom VEB Bau-Union Hoyerswerda unter der Leitung von Chefarchitekt Ferdinand Rupp nach Typenprojekten der Bauakademie der DDR erbaut. Der Block bildet mit drei weiteren Blocks den Platz An der Taube. Da im Falle der Westrandbebauung (wie auch des Bahnhofsvorplatzes) Läden und andere Versorgungseinrichtungen in die platzbildenden Wohnblöcke eingegliedert, also noch keine spezifischen Kaufhallen gebaut wurden, finden sich auch in der Schulstraße 19 im Erdgeschoss ausschließlich Läden (mit den zugehörigen Ladenschriften). So ist der Bau exemplarisch für die in den 1950er-Jahren typische Verbindung von Wohn- und gewerblicher Nutzung und legt auch in dieser Hinsicht Zeugnis von der 1950er-Jahre-Bebauung der Stadt ab. Traditionell in Ziegelbauweise mit Walmdach und schön profiliertem Hauptgesims im Stil der Nationalen Bautradition. Als Besonderheit künstlerisch gestaltete Fenstergitter an den zwei Treppenhausfenstern über den beiden Eingängen. Baugeschichtlich und ortsgeschichtlich von Bedeutung. | 08975398 |
|                                         | Wohnblock der Wohnanlage Westrandbebauung | Schulstraße 20a, 20b, 20c (Karte)                                                 | 1955–1957 | Es handelt sich um einen Wohnblock mit drei Eingängen. Vom VEB Bau-Union Hoyerswerda unter der Leitung von Chefarchitekt Ferdinand Rupp nach Typenprojekten der Bauakademie der DDR erbaut. Zeugnis der 1950er-Jahre-Bebauung der Stadt, traditionell in Ziegelbauweise mit Walmdach und schön profiliertem Hauptgesims im Stil der Nationalen Bautradition. Zwei Erker über Erd- und erstes Obergeschoss, hier an den Zwischenfeldern Wandbilder in Sgraffito, künstlerisch anspruchsvoll stilisiert dargestellt sind Motive aus Haus- und Städtebau. Ebenfalls anspruchsvoll die Fenstergitter der zugehörigen französischen Fenster und das Gitter des aufsitzenden Balkons. An den anderen französischen Fenstern schöne Brüstungsgitter. Baugeschichtlich und ortsgeschichtlich von Bedeutung. | 08975390 |
|                                         | Mehrfamilienhaus der Wohnanlage Westrandbebauung | Schulstraße 21a, 21b, 21c (Karte)                                                 | 1955–1957 | Es handelt sich um einen Wohnblock mit drei Eingängen. Vom VEB Bau-Union Hoyerswerda unter der Leitung von Chefarchitekt Ferdinand Rupp nach Typenprojekten der Bauakademie der DDR erbaut. Zeugnis der 1950er-Jahre-Bebauung der Stadt, traditionell in Ziegelbauweise mit Walmdach und schön profiliertem Hauptgesims im Stil der Nationalen Bautradition. An den je zwei Treppenhausfenstern schöne Fenstergitter. Baugeschichtlich und ortsgeschichtlich von Bedeutung. | 08975388 |
|                                         | Mehrfamilienhaus der Wohnanlage Westrandbebauung | Schulstraße 23a, 23b, 23c (Karte)                                                 | 1955–1957 | Es handelt sich um einen Wohnblock mit drei Eingängen. Vom VEB Bau-Union Hoyerswerda unter der Leitung von Chefarchitekt Ferdinand Rupp nach Typenprojekten der Bauakademie der DDR erbaut. Zeugnis der 1950er-Jahre-Bebauung der Stadt, traditionell in Ziegelbauweise mit Walmdach und schön profiliertem Hauptgesims im Stil der Nationalen Bautradition. An den drei Treppenhäusern mit je zwei Fenstern schöne Fenstergitter. Am Mitteleingang zwischen den beiden fenstern Sgraffitobild mit Schiffen und Leuchtturm. Baugeschichtlich und ortsgeschichtlich von Bedeutung. | 08975389 |
|                                         | Wohnhaus in geschlossener Bebauung | Senftenberger Straße 4 (Altstadt) (Karte)                                         | Um 1920 | Die Senftenberger Straße ist Bestandteil der nie ummauerten, nur von Wasserläufen umzogenen und geschützten Stadt als der Hauptstadt (und einzigen Stadt) der Standesherrschaft. Sie verläuft innerstädtisch von der Südwestecke des Marktes nach Westen und ist seit Jahrhunderten geschlossen bebaut. Beim Senftenberger Tor tritt sie aus der Stadt aus und führt leicht nordwestlich nach Senftenberg. Nummer 4 Wohnhaus in geschlossener Bebauung, dreigeschossig mit flachem Satteldach. Die schlichte Putzfassade der 1920er Jahre erweist sich mit rundbogiger Tordurchfahrt, Verblendersockel, Laden, Sohlbankgesims im ersten Obergeschoss und dem Spiel mit zwei Fenstergrößen als sehr durchdacht. Baugeschichtlich bedeutsam. | 08975595 |
|                                         | Wohnhaus in geschlossener Bebauung | Senftenberger Straße 6 (Altstadt) (Karte)                                         | Anfang 19. Jahrhundert | Wahrscheinlich Ackerbürgeranwesen, Wohnhaus zweigeschossiger Putzbau mit Satteldach und Tordurchfahrt rechts, dort schönes altes Tor. Dachausbau neu. Typischer Bau des alten Hoyerswerda. Ortsgeschichtlich und baugeschichtlich bedeutsam. | 08975596 |
|                                         | Wohnhaus, nach links in geschlossener Bebauung, mit Laden | Senftenberger Straße 7 (Altstadt) (Karte)                                         | Um 1800, später überformt | Stattliches Wohnhaus, zweigeschossiger Putzbau mit Satteldach, im Erdgeschoss Läden, klassizistische Eingangsgestaltung mit flankierenden Säulen. Bau durch die Sanierung im Bild gestört. Baugeschichtlich von Bedeutung. | 08975599 |
|                                         | Wohnhaus, nach links in geschlossener Bebauung | Senftenberger Straße 15 (Altstadt) (Karte)                                        | Ende 18. Jahrhundert | Nummer 15 befindet sich in unmittelbarer Nähe zum (abgerissenen) Tor, ein stattliches Gebäude mit großer Tordurchfahrt (mit schönem Ganitbogen mit Schlussstein) und barockem gebrochenem Dach. Der Bogen in Granit mit Schlussstein. Nach links zur Nummer 14 (hier ehemals das Stadttor?) befindet es sich in geschlossener Bebauung. Sicher Ackerbürgeranwesen, da nach hinten großes Grundstück. Von den Wirtschaftsgebäuden nur wenig erhalten. Das Erdgeschoss durch Ladeneinbauten gestört. Trotzdem und vor allem auch durch das auffällige alte Dach ortsgeschichtlich und baugeschichtlich von Bedeutung. | 08975600 |
|                                         | Wohnhaus in geschlossener Bebauung | Senftenberger Straße 18 (Altstadt) (Karte)                                        | Um 1840 | Es handelt sich um ein sehr schmales Wohnhaus, wobei sich jedoch die Putzfassade sehr gediegen im Stil des Spätklassizismus darstellt. Schneiden die beiden Erdgeschossfenster neben dem Eingang noch schlicht mit Segmentbögen in die Wand ein, wird an den beiden Obergeschossfenstern das gesamte klassizistische Formenvokabular durchexerziert, mit mehrfach profilierten Rundbögen, mit Relief versehenen Brüstungsfeldern, mehreren prächtigen Gesimsen, einem Hauptgesims mit Konsolen. Schöne originale Haustür. So hebt sich der kleine Bau von der Umgebung ab. Deshalb baugeschichtlich und künstlerisch von Bedeutung. Üppigste Dekoration, ganz klassizistisch. | 08975594 |
|                                         | Wohnhaus in geschlossener Bebauung | Senftenberger Straße 20 (Altstadt) (Karte)                                        | Um 1800 | Sicher Ackerbürgeranwesen, da nach hinten tiefes Grundstück, im Haus eine Tordurchfahrt. Von den Wirtschaftsgebäuden ein Hofflügel erhalten. Zwischen Erd- und Obergeschoss und in Höhe der Sohlbänke der Obergeschossfenster Gesimse. Die beiden Dachhäuser sind neu. Als trotzdem typischer Hoyerswerdaer Bau ortsgeschichtlich und baugeschichtlich von Bedeutung. | 08975593 |
|                                         | Wohnhaus (zwei Hausteile) in geschlossener Bebauung | Spremberger Straße 16 (Altstadt) (Karte)                                          | Anfang 19. Jahrhundert | Bestandteil der Spremberger Straße, die als Ausfallstraße vom Markt durch das Spremberger Tor nach Norden nach Spremberg führt. Hier kreuzte der die Stadt nach Norden schützende Elsterarm die Altstadt. Dieser Elsterarm ist heute verrohrt. Die Nummer 16 ist ein zweigeschossiger Bau an der Marktecke, hier drei Achsen. An der Spremberger Straße zwei zusammengelegte Häuser, dabei das erste Haus mit fünf Achsen und Eingang mit Segmentbogen und das zweite Haus mit vier Achsen. Bei beiden Baukörpern Gurtgesims zwischen Erd- und Obergeschoss, in Höhe der Sohlbänke der Obergeschossfenster und in Deckenhöhe Obergeschoss, beim hinteren Haus noch ein Sockelgesims. Haus ohne Hof. Ursprünglicher, stadttypischer Bau. Stadtbaugeschichtlich und baugeschichtlich von Bedeutung. | 08975610 |
|                                         | Wohnhaus in geschlossener Bebauung | Spremberger Straße 17 (Altstadt) (Karte)                                          | Um 1820 | Langer, zweigeschossiger Bau. Fassade mit reicher Architekturgliederung, dabei Gesimse zwischen Erd- und Obergeschoss und unter den Obergeschossfenstern, profilierte Fensterfaschen, im Obergeschoss mit „Bommeln“ unter dem Sohlbankgesims, Kopfbänder im Erdgeschoss. Pilaster flankieren das Obergeschossfenster über dem fast mittigen Tor der Hofdurchfahrt. Mit dem nördlichen Hofflügel wohl Ackerbürgeranwesen, obwohl kein weiteres Grundstück dazu. Ursprünglicher, stadttypischer Bau. Stadtbaugeschichtlich und baugeschichtlich von Bedeutung. | 08975609 |
|                                         | Wohnhaus | Spremberger Vorstadt 2 (Karte)                                                    | Um 1900 | Außerhalb der Altstadt und des Spremberger Tores befindlich, in der Nähe der nicht mehr existenten Gasanstalt. Wohnhaus ohne landwirtschaftlichen Hintergrund. Eingeschossig, Klinker mit Putzgliederung, Ziergiebel an der Traufseite, gediegener Anspruch mit vielen historisierenden gestalterischen Details, so die Fensterfaschen und das Hauptgesims. Hölzernes Vorhäuschen ebenfalls mit gestalterischen Ambitionen. Möglicherweise der Bau eines leitenden Angestellten der Gasanstalt. Baugeschichtlich und stadtentwicklungsgeschichtlich von Bedeutung. | 08975607 |
|                                         | Wohnblock (mit vier Hausnummern) | Sputnikstraße 1, 3, 5, 7 (Neustadt/WK 6) (Karte)                                  | 1965 | Bestandteil von Wohnkomplex 6 im Stil der Moderne, besitzt vier Eingänge und ist viergeschossig mit flachem Satteldach. Nach der einen Langseite bietet sich die Fassade in einer Fläche, nach der anderen durch Loggien geöffnet dar. Die Loggien treten leicht aus der Fassadenfläche heraus. Konstruktiv handelt es sich um Raumzellenbauweise als Versuchsbau. | 08975484 |
| Weitere Bilder                          | Plastik „Jugend“ | Sputnikstraße 28 (vor der Gaststätte WK VII) (Karte)                              | 1969 | Einzeldenkmal der Sachgesamtheit Kunstwerke im Stadtgebiet Hoyerswerda; Bronzeplastik von Heinz Mamat, künstlerisch von Bedeutung | 09306442 |
|                                         | Verwaltungsgebäude des Bahnbetriebswerkes, später Klubhaus der Eisenbahner, heute Wohnhaus (Villa Alwin Stein) | Steinstraße 1 (Bahnhofsvorstadt) (Karte)                                          | Um 1910 | Die Steinstraße ist die zu Beginn des 20. Jahrhunderts angelegte Verbindungsstraße zwischen dem 1873/74 in Betrieb genommenen Bahnhof und dem Bröthener Weg westlich des Amtsanbaus. Nummer 1 wurde entweder als Villa oder Verwaltungsbau des Bahnbetriebswerkes errichtet. Zu DDR-Zeiten war es Klubhaus der Eisenbahner. Stattlicher Bau, schlichte Putzfassade mit Klinkersockel und Klinkerzierelementen, Anklänge an den Heimatstil, hohes Souterrain, zwei Vollgeschosse, dabei ein Baukörper in den Hauptbau gesteckt mit Giebel zur Straße und ausgebautem Dach, baugeschichtlich und stadtbaugeschichtlich bedeutsam. Ursprünglich Verwaltungsgebäude der Eisenbahnwerkstätten, später des Kreisvorstands des Freien Deutschen Gewerkschaftsbundes, ab 1951 Eisenbahnerklubhaus, seit Sanierung 2009 Wohnhaus und nach Ehrenbürger Alwin Stein benannt | 08975496 |
|                                         | Wasserturm | Steinstraße 1c (Bahnhofsvorstadt) (Karte)                                         | 1907 | 1874 wurde die Eisenbahnstrecke Falkenberg–Hoyerswerda–Kohlfurt (heute Węgliniec/Polen) in Betrieb genommen. Neben dem 1873 bis 1875 erbauten Hoyerswerdaer Bahnhof entstand zudem eine große Reparaturwerkstatt. Zur Wasserversorgung der auf der Strecke eingesetzten und in den Werkstätten gewarteten Dampflokomotiven errichtete die Bahn 1907 den Wasserturm. Dieser ist ca. 30 Meter hoch. Der Klinker-Unterbau mit einer Mauerstärke von 50 cm wird von Lisenen und Gurtgesimsen optisch gegliedert, die Fensteröffnungen sind mit Segmentbögen ausgeführt. Der kugelförmige Wasserbehälter aus unverkleidetem Stahl nach dem System von August Klönne sitzt auf dem Mauerwerksring auf. Er besitzt einen Durchmesser von 9 m und ein Fassungsvermögen von 300 m³. Obwohl Klönne bereits 1898 ein Patent auf einen derartigen kugelförmigen Behälter mit kegelförmiger Abstützung erhielt, wurden erst ab 1905 und bis etwa 1925 überwiegend Wasserbehälter dieser Bauart gebaut. Der heute nicht mehr genutzte Wasserturm der Bauart Klönne ist damit eisenbahn-, technik- sowie stadtgeschichtlich von Bedeutung, mit massivem Schaft zudem in Sachsen singulär. Das markante Bauwerk ist zudem äußerst prägend für das Stadtbild. | 08975500 |
|                                         | Forstamt, heute Wohnhaus | Steinstraße 2a (Bahnhofsvorstadt) (Karte)                                         | 1934 | Das Forstamt entstand in diesem Bereich der Steinstraße als jüngster Bau. Es handelt sich um ein eingeschossiges Holzhaus mit stark ausgebautem Satteldach auf hohem, ebenfalls voll ausgebautem steinernem Sockel. Der Grundriss ist groß und der Bau stattlich und anspruchsvoll. Er entstammt wahrscheinlich dem Holzbauwerk Bernsdorf. Da es aus diesem Werk nicht mehr viele Bauten in einem vergleichbar unveränderten Zustand gibt, besteht ein baugeschichtlicher Wert. | 08975368 |
|                                         | Wohnblock der Wohnanlage Westrandbebauung | Steinstraße 7a, 7b, 7c, 7d (Karte)                                                | Nach 1955 | Es handelt sich um einen dreigeschossigen Wohnblock mit vier Eingängen. Vom VEB Bau-Union Hoyerswerda unter der Leitung von Chefarchitekt Ferdinand Rupp nach Typenprojekten der Bauakademie der DDR erbaut. Zeugnis der 1950er-Jahre-Bebauung der Stadt, traditionell in Ziegelbauweise mit Walmdach und schön profiliertem Hauptgesims im Stil der Nationalen Bautradition. An den vier Treppenhäusern an je einem Fenster kunstvolle Fenstergitter, selbige auch an den wenigen anderen französischen Fenstern. Baugeschichtlich und ortsgeschichtlich von Bedeutung. | 08975383 |
|                                         | Mehrfamilienhaus der Wohnanlage Westrandbebauung | Steinstraße 14a, 14b, 14c (Karte)                                                 | Nach 1955 | Es handelt sich um einen dreigeschossigen Wohnblock mit drei Eingängen. Vom VEB Bau-Union Hoyerswerda unter der Leitung von Chefarchitekt Ferdinand Rupp nach Typenprojekten der Bauakademie der DDR erbaut. Der Block bildet mit drei weiteren Blocks den Platz An der Taube. Da im Falle der Westrandbebauung (wie auch des Bahnhofsvorplatzes) Läden und andere Versorgungseinrichtungen in die platzbildenden Wohnblöcke eingegliedert, also noch keine spezifischen Kaufhallen gebaut wurden, fanden sich auch in der Steinstraße 14 im Erdgeschoss eine Gaststätte und Läden. So war der Bau exemplarisch für die damals typische Verbindung von Wohn- und gewerblicher Nutzung. Die Läden wurden jedoch um das Jahr 2000 durchgehend eliminiert. Trotzdem ist der Block Zeugnis der 1950er-Jahre-Bebauung der Stadt. Traditionell in Ziegelbauweise mit Walmdach und schön profiliertem Hauptgesims im Stil der Nationalen Bautradition. Als Besonderheit zwei mit einem Rahmen repräsentativ senkrecht zusammengefasste französische Fenster mit je einem schönen Fenstergitter. Baugeschichtlich und ortsgeschichtlich von Bedeutung. | 08975382 |
|                                         | Gedenkstein an das Gefecht bei Hoyerswerda 1759 | Straße am Lessinghaus (Ecke Bleichgäßchen, Altstadt) (Karte)                      | 1859 | Denkmal für das Gefecht bei Hoyerswerda am 25. September 1759 im Siebenjährigen Krieg, zur Erinnerung an die Gefangennahme des österreichischen Generals Vehla durch Prinz Heinrich von Preußen. Aufgestellt 100 Jahre später. Besteht aus einem hohen, auf der Vorderseite abgeplatteten Granit-Findling in einem umgebenden Steinfeld. Daneben eine Blutbuche. Auf dem Findling eine Platte mit Aufschrift, darunter ein Kranz als Relief. Ein Gedenkstein mit Tafel im Bleichgässchen in der Altstadt Hoyerswerdas erinnert an diese Schlacht. Geschichtlich und Ortsgeschichtlich von Bedeutung. | 08975462 |
|                                         | Lessinghaus; Amtshaus | Straße am Lessinghaus 1 (Altstadt) (Karte)                                        | Nachträglich bezeichnet mit 1702 | Im Erdgeschoss befanden sich die Amts- und Rentstube, im Obergeschoss die Wohnung des Amtmannes, schlichter barocker Baukörper mit Walmdach, im Innern Kreuzgewölbe, baugeschichtlich und ortsgeschichtlich von Bedeutung. Für Wolf Dietrich von Beichlingen erbaut, später von Stadtschreiber Theophilus Lessing bewohnt und nach ihm benannt, nach starkem Verfall 1998 saniert, seither von verschiedenen Besitzern gastronomisch genutzt. | 08975514 |
|                                         | Poliklinik, mit Relief über dem Eingang | Straße am Lessinghaus 5 (Altstadt) (Karte)                                        | 1953–1954 (Poliklinik); bezeichnet mit 1953 (Relief) | Poliklinik im Heimatstil der 1950er Jahre, ehemals auch Stomatologie, Sandsteingewände. Der sehr lange Bau beisitzt ein flach gelegtes Erdgeschoss, zwei Obergeschosse und ein Satteldach. Im ersten Drittel seiner vorderen Langseite ist ihm ein Treppenturm mit Zwiebeldach vorgelagert. Am Fuße des Turmes befindet sich der Eingang in das Sockelgeschoss. Der Haupteingang zur ersten Etage ist über eine repräsentative Freitreppe mit Podest zu erreichen. Über diesem Turmeingang ist ein aus Steinplatten zusammengesetztes Relief mit der Darstellung einer Krankenschwester mit Mädchen angebracht, von Bildhauer Rudolf Enderlein. Das Gebäude verkörpert den klassischen Stil der 1950er Jahre. So weisen die Haupteingänge und besondere Fenster noch traditionelle Segmentbögen und Faschen auf. | 08975511 |
|                                         | Bettenhaus der Poliklinik | Straße am Lessinghaus 7 (Altstadt) (Karte)                                        | 1956 | Der zweigeschossige Bau mit Satteldach zeichnet sich einzig durch einen leicht überhöhten, mit eigenem Walmdach versehenen Eingangsrisalit und einen flachen Standerker an der Rückseite aus. Die Fenster waren ursprünglich alle bündig mit der Wand. Die Bauten der Poliklinik haben als typische Vertreter der DDR-Architektur der 50er Jahre einen baugeschichtlichen Wert. Daneben sind sie ob ihrer Funktion von ortsgeschichtlicher Bedeutung. Fenster ursprünglich alle bündig mit der Wand. | 08975510 |
| Weitere Bilder                          | Plastik „Struwwelpeter“ | Straße des Friedens (Karte)                                                       | 1974 | Einzeldenkmal der Sachgesamtheit Kunstwerke im Stadtgebiet Hoyerswerda; Metallplastik von Karl-Heinz Steinbrück, ursprünglicher Standort an der Schöpsdorfer Straße in WK VIII, Freifläche hinter Nr. 36–38, dort Teil einer Brunnenanlage, seit 2009 ohne Brunnen im Stadtzentrum, künstlerisch von Bedeutung | 09306450 |
| Weitere Bilder                          | Brunnenanlage „ZDF-Brunnen“ | Teschenstraße (Karte)                                                             | 1972 | Einzeldenkmal der Sachgesamtheit Kunstwerke im Stadtgebiet Hoyerswerda; Brunnenplastik von Manfred Vollmert aus Kupfer geschweißt, 1995 restauriert, künstlerisch von Bedeutung (der Name resultierte im Volksmund aus der Ähnlichkeit zum Logo des Zweiten Deutsches Fernsehens) | 09306430 |
| Weitere Bilder                          | Plastik „Keramiksäule“ | Teschenstraße gegenüber Schloßplatz 3 (Karte)                                     | 1975 | Einzeldenkmal der Sachgesamtheit Kunstwerke im Stadtgebiet Hoyerswerda; Plastik von Jürgen von Woyski, ursprünglicher Standort vor Schulgebäude Liselotte-Herrmann-Straße 80, 2008 umgesetzt und rekonstruiert, künstlerisch von Bedeutung | 09306429 |
|                                         | Mehrfamilienhaus der Wohnanlage Westrandbebauung | Theodor-Körner-Straße 2a, 2b, 2c, 2d (Karte)                                      | Nach 1955 | Es handelt sich um einen dreigeschossigen Wohnblock mit vier Eingängen. Vom VEB Bau-Union Hoyerswerda unter der Leitung von Chefarchitekt Ferdinand Rupp nach Typenprojekten der Bauakademie der DDR erbaut. Traditionell in Ziegelbauweise mit Walmdach und profiliertem Hauptgesims im Stil der Nationalen Bautradition. Als Besonderheit kunstvolle Fenstergitter und Sgraffito-Wandbilder senkrecht zwischen den Treppenhausfenstern. Baugeschichtlich und ortsgeschichtlich von Bedeutung. | 08975384 |
|                                         | Mehrfamilienhaus der Wohnanlage Westrandbebauung | Theodor-Körner-Straße 2e, 2f (Karte)                                              | Nach 1955 | Es handelt sich um einen Wohnblock mit zwei Eingängen, der einen großen Wohnhof in zwei Teile teilt. Vom VEB Bau-Union Hoyerswerda unter der Leitung von Chefarchitekt Ferdinand Rupp nach Typenprojekten der Bauakademie der DDR erbaut. Traditionell in Ziegelbauweise mit Walmdach und profiliertem Hauptgesims im Stil der Nationalen Bautradition. Als Besonderheit weisen die Treppenhausfenster und die wenigen anderen französischen Fenster kunstvolle Fenstergitter auf. Dazu gibt es Sgraffito-Wandbilder senkrecht zwischen den Treppenhausfenstern. Baugeschichtlich und ortsgeschichtlich von Bedeutung. | 08975385 |
|                                         | Mehrfamilienhaus der Wohnanlage Westrandbebauung | Theodor-Körner-Straße 4a, 4b, 4c (Karte)                                          | Nach 1955 | Es handelt sich um einen Wohnblock mit drei Eingängen. Vom VEB Bau-Union Hoyerswerda unter der Leitung von Chefarchitekt Ferdinand Rupp nach Typenprojekten der Bauakademie der DDR erbaut. Traditionell in Ziegelbauweise mit Walmdach und profiliertem Hauptgesims im Stil der Nationalen Bautradition. Als Besonderheit kunstvolle Fenstergitter und Sgraffito-Wandbilder senkrecht zwischen den Treppenhausfenstern. Dargestellt sind Bäume, Insekten und Blumen. Baugeschichtlich und ortsgeschichtlich von Bedeutung. | 08975386 |
| Weitere Bilder                          | Plastik „Baum und Paare“ | Thomas-Müntzer-Straße 26 (Karte)                                                  | 1990 | Einzeldenkmal der Sachgesamtheit Kunstwerke im Stadtgebiet Hoyerswerda; Keramikplastik auf steinernem Sockel von Jürgen von Woyski, künstlerisch von Bedeutung | 09306446 |
|                                         | Wohnhaus | Waldstraße 2 (Klein Neida) (Karte)                                                | Bezeichnet mit 1906 | Alte Ortslage Klein Neida, Bauernanwesen mit nach vier Seiten geschlossenem Hof. Unter Schutz steht das Wohnhaus, wobei ungewöhnlich erscheint, dass hier keinerlei Ställe eingebracht sind. Der stattliche Bau ist zweigeschossig mit Krüppelwalmdach. Damit entspricht er einem traditionellen Schema, welches jedoch durch verschiedene Elemente stark aufgewertet wird. Zu nennen sind vor allem das kräftige profilierte Gurtgesims zwischen Erd- und Obergeschoss und mehrere Bänder, die das Haus in Kämpfer- und Sohlbankhöhen umlaufen. Dazu sind die Fenster, in Erd- und Obergeschoss jeweils unterschiedlich, aufwendig gerahmt, die Fensterbänke mit Konsolen versehen. So besteht eine baugeschichtliche Bedeutung. Daneben gibt es einen ortsgeschichtlichen Wert. | 08975676 |
| Direkt Bild zu diesem Denkmal hochladen | Feuerwehrgebäude | Walther-Rathenau-Straße 1 (Senftenberger Vorstadt) (Karte)                        | 1955–1956 | Das Feuerwehrgebäude befindet sich in der Senftenberger Vorstadt gegenüber vielen Scheunen der Ackerbürger, die alle noch im ausgehenden 20. Jahrhundert abgerissen wurden. Der Bau entstand 1955/56 zu einem Zeitpunkt, da die Ausweitung der Hoyerswerdaer Gruben, die Erbauung des Braunkohleveredlungskombinates Schwarze Pumpe sowie die Ausweitung der kleinen Stadt Hoyerswerda zur Aufnahme von Arbeitskräften feststand und so ein neues Feuerwehrgebäude unabdingbar war. Es besteht in zwei in L-Form angeordneten Flügeln mit jeweils zwei Geschossen und Satteldach. Im langen Aufstrich des L sind fünf Garagen mit zugehörigen Toren für die Feuerwehrautos eingebracht, darüber die Mannschaftsräume, und am Ende tritt der Schlauchturm weit aus einer Dachhälfte heraus. Im kürzeren Teil des L sind wohl Verwaltungsräume untergebracht. Die Haupttür hier schließt mit Segmentbogen ab, wie auch die Wagenremisen mit einem solchen abschließen. Der Bau bietet sich mit der beschriebenen Gestaltung recht klassisch dar, was sich auch am Hauptgesims zeigt. So ist das recht authentisch mit Kratzputz erhaltene Feuerwehrgebäude baugeschichtlich und ortsgeschichtlich von Bedeutung. | 09304336 |
|                                         | Drei Sühnesteine (ein Steinkreuz und zwei Kreuzsteine) | Wassenburgweg (Karte)                                                             | 15./16. Jahrhundert | Die drei Sühnesteine muten recht archaisch an. Es ist möglich, dass sie erst hier zusammengestellt wurden, also vielleicht zunächst anderswo standen. Trotzdem legen sie Zeugnis von einer sehr alten Tradition ab, bei der mit einem Stein oder einem Kreuz an ein trauriges Ereignis gemahnt wird. Deshalb sind die Steine geschichtlich und ortsgeschichtlich von Bedeutung. | 08975770 |
|                                         | Torhaus eines Bauernhofes, dazu Anbau im Winkel | Weinbergstraße 2 (Klein Neida) (Karte)                                            | 19. Jahrhundert | Alte Ortslage Klein Neida, Bauernanwesen mit einst nach vier Seiten geschlossenem Hof. Heute ist die Nordseite abgerissen und durch einen Neubau ersetzt. Die beiden Bauteile sind mit Satteldach versehen und aus hart gebranntem Ziegel gebaut. Der Baukörper nach der Straße ist mit einer großen Durchfahrt mit Korbbogen und mit einem danebenliegenden kleineren Tor mit Segmentbogen für Fußgänger versehen. Dergleichen Torhäuser sind typisch für Hoyerswerda und umgebende Dörfer. Der ortstypische, unveränderte Bau ist baugeschichtlich und regionalgeschichtlich von Bedeutung. | 08975677 |
|                                         | Wohnhaus | Wittichenauer Straße 19 (Klein Neida) (Karte)                                     | Um 1900 | Alte Ortslage Klein Neida, zweigeschossig mit Satteldach. Der Putzbau wurde durch Elemente wie Gurtgesimse, Fensterbedachungen oder Fensterfaschen aufgewertet. So bietet sich der Bau historisierend dar. Er manifestiert in Klein Neida den Übergang von einer ländlichen in eine Vorstadtarchitektur und besitzt so eine baugeschichtliche Bedeutung. | 08975679 |
|                                         | Bauernhof mit Wohnhaus, Scheune, Stallgebäude, Seitengebäude und Toreinfahrt | Wittichenauer Straße 27 (Klein Neida) (Karte)                                     | 1909 | Alte Ortslage Klein Neida, das eingeschossige Wohnhaus erfuhr eine besondere Gestaltung. Es besitzt ein Krüppelwalmdach mit Gesprengegiebeln, einen Drempel und an der äußeren Langseite einen weiteren, eingesteckten Giebel mit Gesprenge. So bietet sich der Bau im Schweizerstil dar. Die anderen Bauten sind ebenfalls verputzte Massivbauten, doch bieten sie sich schlicht und traditionell dar. Alle Bauten sind authentisch erhalten und verkörpern eine typische Wirtschaft der Region. Baugeschichtlich und wirtschaftsgeschichtlich von Bedeutung. | 08975685 |

## Streichungen von der Denkmalliste
| Bild                                    | Bezeichnung                                                                                           | Lage                                                  | Datierung    | Beschreibung | ID       |
| --------------------------------------- | --- | ----------------------------------------------------- | ------------ | --- | -------- |
| Direkt Bild zu diesem Denkmal hochladen | Nebengebäude in geschlossener Bebauung (Anbau zum Wohnhaus Kirchstraße 7)                             | Bleichgäßchen 1 (Altstadt) (Karte)                    | Um 1900      | Klinkerfassade mit Flachdach und Attika, Bestandteil der Altstadt. Das Bleichgäßchen markiert den Verlauf eines zu Beginn des 20. Jahrhunderts verrohrten oder zugeschütteten Armes der Alten Elster durch die Große Bleiche. Die Bleiche ist Anfang des 19. Jahrhunderts angelegt. Nummer 1 ist der Anbau zum Wohnhaus Kirchstraße 7 (siehe dort). Der Bau am Bleichgäßchen befindet sich in geschlossener Bebauung. Er besitzt eine durchgehende Klinkerfassade mit Flachdach und Attika und bietet sich in Hinsicht auf die Geschosse und die Maueröffnungen überaus ungewöhnlich dar: Zunächst besitzt der Bau keinen Sockel, der sich etwa im Material abhebt, sondern ein Sockelgeschoss mit kleinen Fenstern in der Art von Keller- oder Stallfenstern. Damit wird die Funktion der dahinterliegenden Räume als Wirtschaftsräume gekennzeichnet. Besonders hoch wirkt das Sockelgeschoss dadurch, dass das darüberliegende Geschoss durch ein Gesims erst in Höhe der Sohlbänke seiner Fenster abgetrennt wird. Diese normal hohen Fenster besitzen schräge Fenstergitter und sind mit profilierten Betonlaibungen gefasst. Ein oberstes Geschoss, gewissermaßen das zweite Obergeschoss. Das Hauptgesims tritt in gestaffelten Ziegelreihen immer weiter hervor. Der hier hervorragend exerzierte Stil des Art-déco ist einmalig für Hoyerswerda, künstlerisch und baugeschichtlich von Bedeutung. Zwischen 2017 und 2024 aus der Denkmalliste gestrichen. | 08975808 |
|                                         | Wohnhaus                                                                                              | Gerhart-Hauptmann-Straße 9 (Bahnhofsvorstadt) (Karte) | 1920er Jahre | Bildet mit Heinrich-Heine-Straße 7, 9, 9a (Obj. 08975532) eine Wohnhauszeile; Putzbau mit Klinkergliederungen, abgerundete Ecke, im typischen Stil der 1920er Jahre, baugeschichtlich von Bedeutung. Zwischen 2017 und 2024 aus der Denkmalliste gestrichen. | 09304547 |
|                                         | Wohnhaus in halboffener Bebauung (ein Grundstück mit Bleichgäßchen 1, siehe dort), Eckhaus, mit Laden | Kirchstraße 7 (Karte)                                 | Um 1890      | Befindet sich zwischen Bleichgäßchen und einem Elsterarm, der von der Langen Straße herübertritt und wohl erst nach 1934 verrohrt wurde. Das repräsentative, historisierende Wohnhaus mit Putzfassade mit Volutengiebel besitzt einen Anbau im Bleichgäßchen, siehe Bleichgäßchen 1. Es ist spätklassizistisch, zweigeschossig, traufständig mit späterem Mittelgiebel in Neurenaissance, stark horizontal strukturiertem Erdgeschoss, Gesims in Höhe der Sohlbänke der Obergeschossfenster. Das Obergeschoss wurde im Zusammenhang mit dem Aufbau des Mittelgiebels erhöht. Die Fenster hier besitzen gerade Bedachungen. Der Anbau am Bleichgäßchen, welches zur Stadtbleiche führte, besteht in Klinker und stilistisch außergewöhnlicherweise in artdeco. Vorderhaus typisch für das alte Hoyerswerda. Baugeschichtlicher Wert. Zwischen 2017 und 2024 aus der Denkmalliste gestrichen. | 08975582 |
|                                         | Wohnhaus in geschlossener Bebauung und drei Hofgebäude                                                | Kolpingstraße 22 (Altstadt) (Karte)                   | Nach 1800    | Wohnhaus einfacher Putzbau mit Tordurchfahrt, mit den Gebäuden des ersten Hofs baulich verbunden, ehemaliges Ackerbürgeranwesen, stadt- und baugeschichtlich von Bedeutung. Nach 2014 von der Denkmalliste gestrichen. | 08975601 |
|                                         | Wohnhaus                                                                                              | Straße am Lessinghaus 3 (Altstadt) (Karte)            | 1954         | Für zwei Arztfamilien der früheren Poliklinik erbaut, wobei möglicherweise Reste einer Ruine genutzt wurden. Der schlichte Putzbau besitzt Erd- und Obergeschoss sowie ein Satteldach. Der Eingang mit kleiner Außentreppe und gemauerten Wangen sowie profilierten Gewänden befindet sich auf der vorderen Traufseite. Die schlichte Kubatur wird links davon durch einen breiten Vortritt der zwei übereinanderliegenden Wohnzimmer aufgebrochen. Dessen Fenster sind jeweils zu Bändern zusammengefasst. Eine besondere Gestaltung erfuhren die beiden Brüstungsfelder. Hier grenzen glatte, zwiefach gestaffelte glatte Putzflächen rau geputzte Brüstungsfelder ein. Auf der rückwärtigen Traufseite tritt ein Vorsprung mit eigenem Satteldach aus dem Baukörper heraus. Zwischen 2017 und 2024 aus der Denkmalliste gestrichen. | 08975512 |

## Tabellenlegende
- Bild: Bild des Kulturdenkmals, ggf. zusätzlich mit einem Link zu weiteren Fotos des Kulturdenkmals im Medienarchiv Wikimedia Commons. Wenn man auf das Kamerasymbol klickt, können Fotos zu Kulturdenkmalen aus dieser Liste hochgeladen werden:
- Bezeichnung: Denkmalgeschützte Objekte und ggf. Bauwerksname des Kulturdenkmals
- Lage: Straßenname und Hausnummer oder Flurstücknummer des Kulturdenkmals. Die Grundsortierung der Liste erfolgt nach dieser Adresse. Der Link (Karte) führt zu verschiedenen Kartendiensten mit der Position des Kulturdenkmals. Fehlt dieser Link, wurden die Koordinaten noch nicht eingetragen. Sind diese bekannt, können sie über ein Tool mit einer Kartenansicht einfach nachgetragen werden. In dieser Kartenansicht sind Kulturdenkmale ohne Koordinaten mit einem roten bzw. orangen Marker dargestellt und können durch Verschieben auf die richtige Position in der Karte mit Koordinaten versehen werden. Kulturdenkmale ohne Bild sind an einem blauen bzw. roten Marker erkennbar.
- Datierung: Baubeginn, Fertigstellung, Datum der Erstnennung oder grobe zeitliche Einordnung entsprechend des Eintrags in der sächsischen Denkmaldatenbank
- Beschreibung: Kurzcharakteristik des Kulturdenkmals entsprechend des Eintrags in der sächsischen Denkmaldatenbank, ggf. ergänzt durch die dort nur selten veröffentlichten Erfassungstexte oder zusätzliche Informationen
- ID: Vom Landesamt für Denkmalpflege Sachsen vergebene, das Kulturdenkmal eindeutig identifizierende Objekt-Nummer. Der Link führt zum PDF-Denkmaldokument des Landesamtes für Denkmalpflege Sachsen. Bei ehemaligen Kulturdenkmalen können die Objektnummern unbekannt sein und deshalb fehlen bzw. die Links von aus der Datenbank entfernten Objektnummern ins Leere führen. Ein ggf. vorhandenes Icon  führt zu den Angaben des Kulturdenkmals bei Wikidata.

## Ausführliche Denkmaltexte
1. ↑  Bahnhof:

Hoyerswerda war Knotenpunkt mehrerer Eisenbahnstrecken. Die Hauptstrecke Falkenberg–Kohlfurt (heute Węgliniec/Polen) wurde am 1. Juni 1874 von der Oberlausitzer Eisenbahn-Gesellschaft in Betrieb genommen und führte am Südrand des damaligen Stadtgebietes vorbei. Von ihr zweigten die Nebenbahnstrecken nach Neupetershain (Strecke Neupetershain–Hoyerswerda) sowie nach Bautzen (Strecke Bautzen–Hoyerswerda) im Nordwesten bzw. Südosten Hoyerswerdas ab, während die Industriebahn nach Straßgräbchen-Bernsdorf (Strecke Straßgräbchen-Bernsdorf–Hoyerswerda) in südwestlicher Richtung verlief. Dreh- und Angelpunkt dieser Personenbeförderung war der 1873 bis 1875 errichtete Bahnhof. Zugleich entstand im Westen des Bahnhofsareals eine Reparaturwerkstatt. Das zweigeschossige Empfangsgebäude wurde in Folge mehrmals erweitert, so etwa die Westseite im Jahr 1890. Diese erhielt wohl 1907/08 eine eingeschossige Verlängerung, während die Ostseite 1908 zweigeschossig weitergeführt wurde. Auch die Anlage des Personentunnels zu den Bahnsteigen fand in diesem Jahr statt. Die Eingangshalle gestaltete man 1907 unter Rückgriff auf Jugendstil-Elemente um. 1910 folgte ein weiterer Ausbau des Bahnhofs.

Heute zeigt sich das traufständig zu den Gleisen liegende Empfangsgebäude als zweigeschossiger Massivbau mit seitlich versetztem Risalit an der gleisabgewandten Traufseite sowie mit eingeschossigem Anbau und abschließendem Flügel am westlichen Giebel. Aussehen und Dimensionierung des Ausgangsbaus ist noch an den sechs regelmäßigen Fensterachsen der gleisseitigen Fassade des westlichen zweigeschossigen Gebäudeteils ablesbar. Die Fenstergliederung der späteren Erweiterungen ist hingegen uneinheitlich. Links des Risalits schließt sich ein eingeschossiger Vorbau mit Balkon als Zugang zur Eingangshalle an. Ein gleichartig gestalteter Vorbau tritt aus der eingeschossigen Erweiterung hervor. Während das Hauptgebäude und der eingeschossige Mittelbau mit flachen, überstehenden Satteldächern abschließen, trägt der abschließende Seitenflügel ein Walmdach.

An der rückwärtigen Traufseite des eingeschossigen Mittelbaus fügt sich eine eiserne Überdachung über dem Treppenabgang zum Personentunnel an. Die Zugänge am Empfangsgebäude werden zum Gleisbett durch ein historisches Eisengeländer abgegrenzt, das auch die Treppenaufgänge des Personentunnels auf den zwei Inselbahnsteigen eingrenzt. Letztere weisen jeweils eine nach innen geneigte Bahnsteigüberdachung (Perrondach) auf, die von vollwandigen, genieteten Stützen überwiegend in Y-Form getragen wird. Auf dem Bahnsteig zwischen den Gleisen 3 und 4, noch unter der Bahnsteigüberdachung, steht ein eingeschossiges, als Umgebinde-Adaption errichtetes Bahnsteiggebäude mit Dienstraum (Typenbau, vgl. etwa Bahnhof Horka).

Im Osten des Empfangsgebäudes liegt das Stellwerk W1, ein langgestreckter, zweigeschossiger und teils mit Putz abgesetzter Klinkerbau mit flachem Satteldach sowie Erker zum Gleisfeld. Der Funktionsbau mit erhaltener mechanischer Stellwerkstechnik soll im Kern das älteste Stellwerk des Bahnhofskomplexes mit Baujahr 1873 sein und gehört damit zu den ältesten erhaltenen Stellwerken Sachsens.

Westlich des Inselbahnsteigs zwischen den Gleisen 3 und 4 schließt sich das im sachlichen Stil der 1930er- oder 1950er-Jahre errichtete Wärterstellwerk W2 (ursprünglich mit darüber liegendem Fahrdienstleiterstellwerk) an, das sich ebenfalls mit mechanischer Stellwerkstechnik in Betrieb befindet. Auf einem schlichten, zweigeschossigen Unterbau mit rechtwinkligem Grundriss sitzt ein turmartiger Aufbau auf, dessen zwei Geschossebenen von Fensterbändern mit umlaufenden Blendschutzdächern geprägt werden. Das mit Anklängen an die Neue Sachlichkeit erbaute Stellwerk entspricht gestalterisch den westlich gelegenen zweigeschossigen Wärter- bzw. Befehlsstellwerken W6 und B5 mit nur einem Fensterband im Obergeschoss (Typenbau, vgl. z. B. Lohsa oder Uhyst). Das Stellwerk W6 ist dabei nicht nur für die Weichen und Signale des zugehörigen Stellwerksbezirks zuständig, sondern bedient auch die mechanische Schranke mitsamt Läutewerk am nahegelegenen Bahnübergang.

Das Wärterstellwerk W4 hingegen zeigt sich wiederum als langgestreckter Massivbau mit mehrteiligen Rechteckfenstern und flachem Satteldach, der vermutlich dem Bautyp des Stellwerks W1 entsprach und später überformt wurde (kein Denkmal). Das Rangierstellwerk R7 auf dem Gelände des Bahnbetriebswerks ist ein ebenfalls überformter, aber wieder den sachlichen Bautypen entsprechend gestalteter dreigeschossiger Turmbau (kein Denkmal).

Die authentischen Funktionsbauten aus zwei unterschiedlichen Gestaltungsperioden, die auch aufgrund der erhaltenen und noch in Funktion befindlichen technischen Ausstattung hervorzuheben sind, zeugen von der lokalen Sicherung der Betriebsabläufe, die ganz im Gegensatz zur heutigen zentralisierten Bedienung auf den Rundumblick aus den oberen Stellwerksgeschossen angewiesen war. Die Gebäude sind damit von eisenbahn-, technik- und baugeschichtlicher Bedeutung.

Mitten im Gleisfeld nahe dem Stellwerk W2 befindet sich das Weichenwärtergebäude, ein eingeschossiger, schmaler und aus dunklen Ziegelsteinen errichtetes Schutzgebäude für den Weichenwärter, das als Funktionsbau vor allem eisenbahngeschichtliche und sozialgeschichtliche Relevanz besitzt.

In Hoyerswerda liegt ein umfangreich und überwiegend authentisch überkommenes Ensemble mit baulichen und technischen Anlagen aus der Anfangszeit des Streckenanschlusses sowie aus den 1930er- bzw. 1950er-Jahren vor. Zu diesen zählen: das Empfangsgebäude, die zugehörigen Bahnbetriebsanlagen (darunter mehrere Stellwerke mit Stellwerkstechnik als wesentlichen Zeugnissen der für den Bahnbetrieb notwendigen Netzinfrastruktur), der Bahnwasserturm (Obj. 08975768) als Dokument der Dampflok-Ära sowie Teile des ehemaligen Bahnbetriebswerks (Obj. 08975373), die einen für größere Bahnhöfe sowie für Abzweigbahnhöfe typischen, umfangreicheren Werkstattbetrieb zur Wartung der (Dampf-)Loks – etwa das Auffüllen der Kohlen- und Wasservorräte oder die Reinigungen von Aschkästen und Rauchkammern – belegen. Das Ensemble ist daher von großer eisenbahn-, technik- und baugeschichtlicher Bedeutung.
2. ↑  Kreuzkirche:

Kreuzkirche und Kirchhof wurden 1754 außerhalb der damaligen Stadtgrenzen als Begräbniskirche und Begräbnisstätte erbaut und angelegt. Der Platz um die Stadtpfarrkirche hatte sich als zu eng bemessen erwiesen. Kirche und Gottesacker der Kreuzkirche liegen zwischen der Straße und der etwas später angelegten und parzellierten Vorstadt Amtsanbau. Die Kreuzkirche ist ein rechteckiger Saalbau mit Walmdach und kleinem Dachreiter, also äußerst schlicht und, man würde heute sagen, funktional. An den Langseiten sind jeweils drei, an den Giebelseiten nur an der Ostseite ein hohes Fenster eingebracht. 1836 wurde die Kirche erneuert, 1851 vermutlich wurde der Altar von 1698 der abgerissenen Deutschen Kirche von George Friedrich von Knobelsdorf eingebracht. Die Friedhofskirche ist heute Kirche des Apostelamtes Jesu Christi. Das engere Umfeld der Kirche wurde wohl in den 1970er Jahren neu mit Plattenflächen und Mäuerchen in Naturstein gestaltet. Der zu Beginn des 20. Jahrhunderts aufgelassene Kirchhof nimmt die Werke des II. Internationalen Bildhauersymposiums auf. Dieses wurde auf Beschluss der Stadtverordnetenversammlung und dem Verband Bildender Künstler (VBK) der DDR 1975 begründet, wobei der ortsansässige Bildhauer Jürgen von Woyski im Rahmen seiner Tätigkeit im Beirat für Architektur und bildende Kunst der Stadt diese Form des künstlerischen Schaffens angeregt hatte. In Ehrung seiner großen Verdienste heißt der Kirchhof heute auch Jürgen-von-Woyski-Park. Kirche und Kirchhof besitzen eine baugeschichtliche und ortsgeschichtliche Bedeutung.

Dehio – Handbuch der deutschen Kunstdenkmäler / Sachsen Band 1:

Evangelische Kreuzkirche (Heinrich-Heine-Str. 2), ehemalige Friedhofskirche. Schlichte Saalkirche, 1. Viertel 18. Jahrhundert, 1945 stark zerstört, wiederhergestellt. Der Putzbau mit Stichbogenfenstern, Walmdach und mittigem Dachreiter mit Zwiebelhaube. Innen flache Putzdecke mit Fresko aus der Erbauungszeit, Bandelwerk, im mittleren Oval ein Engel mit Spruchband den Glaubenssieg verkündend, flankiert von zwei Medaillons mit Putten. Umlaufende Emporen. Schlichter Kanzelaltar, 1. Hälfte 19. Jahrhundert. Am Altar Fragmente eines Altarretabels aus dem 18. Jahrhundert: gedrehte Säulen mit Weinlaub, Flammenvase mit zwei Putten, gesprengter Giebel mit Draperien und Fruchtgehängen, weitere Reste an der Orgelempore.
3. ↑  Bahnbetriebswerk und Bahnbetriebswagenwerk Hoyerswerda:

Entstehung des Bahnbetriebswerkes Hoyerswerda zeitgleich mit dem nahegelegenen Bahnhof ab 1874 (vgl. Obj. 08975499), spätere Erweiterungen, etwa zwischen 1912 und 1920, fanden im Zuge der Ausweitung der Betriebsaufgaben allgemeinen Modernisierungsdrucks sowie der Umstellung von dampfbetriebenen auf dieselelektrische Lokomotiven statt.

Bahnbetriebswerke (kurz Bw) übernahmen die Wartung (betriebsnahe Unterhaltung) der im Schienenverkehr eingesetzten Lokomotiven (die planmäßige Instandhaltung fand in Ausbesserungswerken statt), zudem Versorgung der Dampfloks mit Betriebsstoffen, daher Errichtung in der Nähe größerer Bahnhöfe, zu größeren Bahnbetriebswerken gehörten folgende Arbeitsgruppen: Gruppe A (Verwaltungsangelegenheiten), Gruppe B (Lokomotivbetriebsdienst), Gruppe C (Lokomotivausbesserung), Gruppe D (Wagenbetriebsdienst und Wagenausbesserung), Gruppe E (Maschinelle Anlagen), Gruppe F (Betriebsstofflager) und Gruppe K (Kraftwagendienst), die Gruppe D nahm dabei eine Sonderrolle ein, sie wurden ab den 1950er-Jahren in selbständigen Dienststellen, den Bahnbetriebswagenwerken (kurz Bww), zusammengefasst, zu den Aufgaben gehörte der Wagenbetriebsdienst (Prüfung von Schadberichten, Reparaturen von Schäden und Defekten, Kontrolle der Wagenmeister auf den Bahnhöfen, Klärung von Betriebsunregelmäßigkeiten, Auffüllung der Gasfüll- und Desinfektionsanlagen für Waggons sowie Reinigung, Beleuchtung und Beheizung der Wagen) und der Wagenausbesserungsdienst (Unterhaltungs- und Ausbesserungsarbeiten, Zuführung von Waggons an Ausbesserungswerke, Verwaltung des Ersatzteil- und Werkzeugmagazins, Materialnachbestellung, Überwachung neuer Baugruppen an Waggons, Kontrolle der Stationsschlossereien und mobilen Arbeitskolonnen).

Denkmale:
  - Bahnmeisterei
  - Dienstgebäude mit Wohnung des Bahnmeisters aus der Anfangszeit des Bahnhofs, Baujahr 1874, zweigeschossiges Klinkergebäude mit vier Fensterachsen, Segmentbogenfenster, Fensterbögen mit schmalen Zackenfriesen betont, zwischen den Geschossen umlaufend Deutsches Band, ein stark strukturiertes Kranzgesims leitet zum flachen Satteldach über, am nördlichen Giebel schmaler zweigeschossiger Anbau ohne Fensteröffnungen und kaum Fassadengliederung.
  - Verwaltungsgebäude (Heinrich-Heine-Straße 43): Repräsentativ gestalteter Klinkerbau über rechteckigem Grundriss, zwischen 1912 und 1920 errichtet, Walmdach mit Dreiecksgiebeln mit Halbrundfenstern über den Gebäudezugängen an südlicher und nördlicher Traufseite sowie ein gleichartig übergiebelter Mittelrisalit mit standerkerartigem Vorbau an der östlichen „Schauseite“, Fassadengliederung mittels Lisenen und eingetiefter Putzspiegel zwischen den Fenstern des Erd- und Obergeschosses, Dreiecksgiebel ebenfalls verputzt.
  - Lokschuppen/Halle B mit Außenschiebebühne, parallele Werkshalle sowie Verbindungsbauten: H-förmige Gebäudeanordnung, bestehend aus zwei parallelen, langgestreckten Hallen sowie dazwischenliegenden Verbindungsbauten
  - Lokschuppen/Halle B: Rechteckschuppen in Kopfform, sogenannter Teleskopschuppen, langgezogener Klinkerbau, südlicher Teil vermutlich ebenfalls 1874 errichtet (Fassadengestaltung ähnlich der Bahnmeisterei, südlicher Teil zudem auf einem Kartenwerk von 1888 verzeichnet, während der nördliche Teil auf dem Messtischblatt von 1912 noch nicht abgebildet wird und erst 1920 zu finden ist). Südgiebel mit Lisenen in vier Fensterachsen gegliedert, Giebeldreieck durch Deutsches Band abgesetzt, darüber vorkragendes Kranzgesims, Fensteröffnungen im Erdgeschoss segmentbogenförmig, im Giebeldreieck korb- bzw. rundbogenartig ausgeführt. Nordgiebel schlichter, durch Lisenen in nur drei Wandflächen gegliedert, darüber Kranzgesims, lediglich im Erdgeschoss Fensteröffnungen, vermauerte Rundbogenöffnung (ggf. für eine Werksuhr?) in der unteren Mitte des Giebeldreiecks. Westliche Traufseite/Langseite des Rechteckschuppens von großen Toröffnungen mit Segmentbogenabschluss geprägt, darüber jeweils zweireihig versetzte Zahnfriese zwischen den Lisenen rechts- bzw. linksseitig der Toröffnungen, diese überwiegend durch mehrteilige Holztore mit Oberlichtern verschlossen. Dachkonstruktion ursprünglich vermutlich Satteldach mit Holztragwerk und durchlaufender Satteldachlaterne, nach nördlicher Erweiterung des Schuppens zwischen 1912 und 1920 neue Tonnendachkonstruktion aus segmentbogenförmigen Stahlbindern und eingespannten Eisenbetonschalen, dadurch stützenfreie Überspannung des Schuppens und größere Feuersicherheit, Dachfläche durchbrochen von einzelnen flachen Satteldachlaternen.
  - Außenschiebebühne: Einsatz einer ersten Schiebebühne vor Ort vermutlich zwischen 1912 und 1920, erhaltene Portal-Oberflurschiebebühne mit zentralem Bedienstand, Baujahr 1967, Schienenlänge 13,8 m, Tragkraft 100 Mp, Hersteller Hünich & Löwe Maschinen- und Stahlbau Dresden, diente zum seitlichen Versetzen von Schienenfahrzeugen auf parallele Gleise bzw. zur Verteilung dieser auf die Lok- oder Wagenstände des nachgelagerten Teleskopschuppens, Gleisträger seitlich gelagert auf zwei parallel zum Rechteckschuppen angeordneten Fahrschienen, elektrischer Antrieb, Stromversorgung über Freileitungen unterhalb des Gesimses der westlichen Traufseite von Halle B, mit Spillwinden zur Bewegung von antriebslosen Schienenfahrzeugen, Schiebebühne ursprünglich vermutlich mit Klappstücken an den Bühnenenden (Gleisrampen) zur Gleisgleichstellung vom Gleisträger mit vor- und nachgelagerten Gleisen.
  - Werkshalle/spätere Rationalisierungsmittelwerkstatt: Im Osten der Halle B und parallel zu dieser weitere Werkshalle, langgezogener Klinkerbau, südlicher Teil vermutlich ebenfalls 1874 errichtet (Fassadengestaltung s. o., südlicher Gebäudeteil bereits 1888 auf einem Kartenwerk verzeichnet, nördlicher Teil erst 1920 kartiert), Fassadengestaltung wie Bahnmeisterei und Halle B von Lisenen und Zahnfriesen geprägt, von Fenster- und großen Toröffnungen durchbrochen, Dachkonstruktion zwar der ursprünglichen Bauausführung entsprechend als Satteldach ausgeführt, vermutlich aber mit der Gebäudeverlängerung nach Norden zwischen 1912 und 1920 neu ausgeführt, mit Laternensheds auf der nördlichen Erweiterung.
  - Verbindungsgebäude: Schlichte Klinkerbauten, vermutlich verschiedene Werkstattbereiche umfassend, ehemals mit Kessel- und Maschinenhaus und angeschlossenem Schornstein, mit Holztragwerk und mittig in Ost-West-Richtung durchlaufendem Oberlicht.
  - Bauliche und technische Anlagen des Wagenbetriebsdienstes und der Wagenausbesserung (Halle B mit angeschlossener, paralleler Werkshalle und weiteren Werkstattgebäuden), da Oberflurschiebebühnen für die schwereren Lokomotiven typischerweise nicht eingesetzt wurden, zudem Schuppen des Betriebswagenwerkes Hoyerswerdas, in dem Reisezugwagen gewartet wurden, als elementarer Bestandteil dieses Werkes ist der Teleskopschuppen (Halle B) mit zugehöriger Schiebebühne – die die infrastrukturelle Einbindung und Funktionsweise des Gebäudes erst erkennbar werden lässt – von eisenbahn- und technikgeschichtlicher Bedeutung, weiterhin zusammen mit der parallelen Werkshalle, der späteren Rationalisierungsmittelwerkstatt, zur Keimzelle des Bahnbetriebswerks bzw. Bahnbetriebswagenwerk gehörig, zudem ist die Halle B aufgrund der frühen Eisenbetonschalenkonstruktion des Daches von baugeschichtlicher Bedeutung.
  - Halle D: Reparaturhalle mit zwei parallel angeordneten und jeweils mit Tonnendach überwölbten Schiffen, zwischen 1912 und 1920 errichtet, Massivbau aus überwiegend verputzten Klinkern, Erschließung auf der westlichen Traufseite über Gleisfächer, auf der östlichen Traufseite mittels Schiebebühne, hierzu jeweils rechteckige Toröffnungen zwischen breiten unverputzten Lisenen, Giebel mit schmaleren Lisenen und hohen, schlanken Rundbogenfenster feiner gegliedert, Tonnendachkonstruktion aus segmentbogenförmigen Stahlbindern und darin eingespannten Eisenbetonschalen (vgl. neue Dachkonstruktion Halle B), Halle diente vermutlich als Hochnahme des Bww (mit Arbeitsständen für die Hochnahme der Reisezugwagen zum Radsatzwechsel) und war damit der Arbeitsgruppe Wagenbetriebsdienst und Wagenausbesserung zugehörig, als funktionaler Bestandteil des Betriebswagenwerks von eisenbahngeschichtlicher, aufgrund der besonderen Dachkonstruktion von baugeschichtlicher Bedeutung.
  - Ladekran: Portalkran, vermutlich aus den 1960er Jahren, zwischen Halle D und Verwaltungsgebäude auf Schienen laufend und mehrere parallele Gleise überspannend, Hersteller eventuell Gebr. Jensen Maschinenbau.
  - Halle C: Schlichte Fachwerkhalle mit flachem Satteldach (Holzfachwerk mit genieteten Stahlstützen als Tragwerk für die Dachkonstruktion aus Stahlbindern, Ziegelausfachung, Giebel ausschließlich Eisenfachwerk), errichtet zwischen 1912 und 1920, drei Toreinfahrten am Westgiebel mit vorgelagertem Gleisfächer, Halle diente ebenfalls für Unterhaltungs- und Ausbesserungsarbeiten an Reisezugwagen, eisenbahngeschichtlich und baugeschichtlich von Bedeutung.
  - Lokbehandlungsgleis mit Bekohlungsanlage einschließlich Kohlebansen, nachfolgend jeweils im Wechsel zwei Wasserkräne und zwei Entschlackungsanlagen zur zeitgleichen Behandlung zweier Dampfloks sowie Nebengleis: Nach jedem Einsatz einer Dampflok erfolgte das sogenannte „Abrüsten“, bei dem zunächst das Auffüllen des Kohlenvorrats erfolgte, anschließend das Ausschlacken des Kessels über einer Schlackengrube, danach das Auffüllen des Wasservorrats der Lok (mit Kesselspeisewasser) mittels Wasserkran und abschließend die Besandung (Auffüllen von Bremssand zur Verbesserung der Haftreibung zwischen Rad und Schiene – im Bw Hoyerswerda möglicherweise manuell vorgenommen, da vor Ort keine Hinweise auf eine Besandungsanlage entdeckt werden konnten).
    - Bekohlungsanlage: Besteht aus einem großen, länglichen Kohlebansen (offenes Kohlenlager) entlang des Behandlungsgleises (aus alten Schwellen und Gleisstücken errichtet) sowie dem Eisenfachwerkgerüst mit seitlich integrierten Diensträumen in Holzbauweise der Hochbunker-Bekohlungsanlage, es fehlen bereits der notwendige Kran sowie der fülltrichterähnliche Bunker.
    - Zwei Entschlackungsanlagen mit Schrägaufzug: Zur Reinigung von Rost, Aschkasten und Rauchkammer, die Verbrennungsrückstände gelangten in die unter und neben dem Gleis befindliche Schlackegrube, die in Abständen vorgenommene Entleerung des sogenannte Schlackesumpfes erfolgte mittels Schrägaufzug in Waggons auf dem Nebengleis, die den Abtransport der Rückstände versahen.
    - Zwei Wasserkräne, freistehend, preußischer Bauart, der östliche bezeichnet mit H. Breuer & Co./Hoechst a. M. [vermutlich um 1900, jedenfalls vor 1929, ab da bezeichnet mit „Breuerwerk“], der westliche ohne Bezeichnung, vermutlich Krausewerk Neusalz (Oder): Wasserkräne standen in Betriebswerken üblicherweise unmittelbar an den Entschlackungsanlagen, sie erhielten ihr Wasser aus dem nahegelegenen Bahnwasserturm (vgl. Obj. 08975500), der wiederum aus dem kommunalen Wasserversorgungsnetz gespeist wurde. Die Wasserkräne bestehen aus gusseisernem Standrohr mit Ausleger, der seitlich über das Gleis und den Tender oder Wasserkasten der Lok ausgeschwenkt werden kann, unmittelbar daneben ist das drehbare Absperrventil zu sehen, davor beim Kran der Fa. Breuer zudem ein Trichter zum Auffangen des Restablaufs aus dem Wasserkran, das Standrohr ist jeweils in einer gusseisernen Bodenplatte über einer Beton-Bodenwanne mit Wasseranschluss und Windkessel verankert, der Ausleger des Krans der Fa. Breuer verfügt weiterhin über einen Blechtrichter, der v. a. das Einfüllen von Wasser bei Tenderloks mit enger Einlauföffnung erleichtertet.

  - Rheostat-Prüfanlage: Auf Betonfundamenten gelagerter, gepanzerter (?) Messwaggon sowie zugehörige, parallel angeordnete Messanlage, diente zum Einstellen der elektrischen Anlagen (Heizung, Fahrmotoren etc.) bei dieselelektrischen Loks, erbaut vermutlich um 1985, eine ähnliche Anlage wurde etwa in Görlitz 1983 eingerichtet (nicht mehr erhalten?), vom Prinzip her regelbarer Widerstand (großer geerdeter, wassergefüllter Behälter, in den Stahlplatten = Elektrodenbleche herabgelassen werden, die mit der Lok verbunden sind – je tiefer eintauchend, desto kleiner wird der Widerstand), der ortsfest verschiedene Belastungen simuliert, Regelung von einem Steuerstand bzw. aus einem Messwagen heraus, in dem sich auch die notwendigen Messgeräte befinden. Zeugnis wiederkehrender Überprüfung dieselelektrischer Lokomotiven auf dem Bw Hoyerswerda, Prüfanlage möglicherweise in Sachsen singulär, eisenbahn- und technikgeschichtlich bedeutend.
  - Hochspannungsprüfanlage: Umzäunte Anlage westlich der Halle C, diente zur Durchführung von Leistungs-, Funktions- und Isolationsprüfungen von Eisenbahnfahrzeugen, hier speziell von Reisezugwagen (etwa Prüfung auf Durch- oder Überschlagfestigkeit), Eigenentwicklung im Rahmen der MMM-Bewegung („Messe der Meister von Morgen“, Jugendwettbewerb analog zum BRD-Wettbewerb „Jugend forscht“ zur Förderung des Interesses an Technik und Wissenschaft), damit als Zeitdokument sozialgeschichtlich von Bedeutung.
  - Reisezugwaschanlage: Reinigungsknoten, diente zur Reinigung von den im Bww gewarteten Reisezugwagen, bestehend aus zwei Anlagenteilen, der Waschanlage mit senkrecht stehenden Bürsten und aufgebocktem Bedienstand sowie nachfolgender Abspülanlage, im Kontext mit den weiteren erhaltenen baulichen und technischen Anlagen des Bww von eisenbahngeschichtlicher Bedeutung.
  - Ehemalige Denkmale: Lokschuppen I, Lokschuppen II mit Schornsteinstumpf, beide mit Drehscheiben und Verbindungsbau zwischen den Lokschuppen, Gebäude in den 1930er Jahren erbaut, im Jahr 2012 abgebrochen.
4. ↑  Dieselleichttriebwagens des VEB Waggonbau Bautzen:

Prototyp eines vierachsigen Dieselleichttriebwagens des VEB Waggonbau Bautzen (DR-Baureihe VT 4.12, ab 1970 BR 173), konnte aufgrund des Rückgriffs auf bewährte Bauteile und Baugruppen anderer Schienenfahrzeuge (insbesondere der zweiachsigen Baureihe VT 2.09, auch „Ferkeltaxe“ genannt) nach nur einjähriger Entwicklungszeit fertiggestellt und bereits 1964 auf der Leipziger Frühjahrsmesse präsentiert werden. Der Wagenkasten in Stahlleichtbauweise wurde im Innenraum durch Trennwände in zwei stirnseitige Führerstände sowie drei Fahrgastgroßräume (insgesamt 84 Sitzplätze und 116 Stehplätze) mit dazwischenliegenden Einstiegsräumen – die mittlere mit einer Abortanlage – aufgeteilt. Die ursprüngliche Farbgebung in Rot mit weißem Fensterband unterstrich die moderne, reduzierte Gestaltung des Triebwagens, zu einem späteren Zeitpunkt erhielt er eine lichtgraue Fassung mit blauer Schürze und Zierstreifen. Zwei unterflur angeordnete, sechszylindrige Dieselmotoren trieben unabhängig voneinander die beiden zweiachsigen Drehgestelle des 24 Meter langen Triebwagens an. Mit einer Antriebsleistung von etwa 400 PS und einer Höchstgeschwindigkeit von 120 km/h sollten die für eine Serienfertigung angedachten Fahrzeuge vorrangig die älteren Triebwagen aus der Vorkriegszeit im Nah-, Städteschnell- und Mittelstreckenverkehr ablösen. Zu einer Serienproduktion kam es jedoch nicht. Bis 1975 im regulären Betriebseinsatz im Raum Cottbus unterwegs, diente der Triebwagen nach seiner Ausmusterung einem Modelleisenbahnerclub in Hoyerswerda als Unterbringung. Während der zweite Erprobungstriebwagen dieser Baureihe (VT 4.12.02), der ebenfalls in den 1970er Jahren aus dem Bahnbetriebsdienst ausschied, heute beim Waggonbau Dessau aufgestellt ist, befindet sich der erste, inzwischen betriebsunfähige Leichttriebwagen auf einem abgetrennten Gleisstück hinter dem ehemaligen Bahnbetriebswerk Hoyerswerda. Als Prototyp für eine letztlich nicht in Serie gegangene Triebwagen-Baureihe, die sich durch den hohen Standardisierungsgrad in der Fertigung sowie durch eine moderne Formensprache auszeichnete, besitzt er nicht nur Seltenheitswert, sondern auch eine große technikgeschichtliche und verkehrsgeschichtliche Bedeutung.
5. ↑  Johanneskirche:

Gegründet wurde die Pfarrkirche von Hoyerswerda nicht als Burgwartkirche, sondern als Stadtpfarrkirche für eine mehrheitlich sorbische Bevölkerung. 1225 erstmals in einer Urkunde des Bischofs von Meißen erwähnt. 1429 wurde sie als gotische Hallenkirche mit acht Säulen und 5/8-Schluss gebaut. Der Westturm mit Glockengeschoss ist wahrscheinlich im 16. Jahrhundert dazugekommen, da eine früher im Turm befindliche Glocke die Jahreszahl 1526 trug. Maßwerkfenster. Nach der Reformation entstand unmittelbar am Westgiebel unter Einschluss des Turmes ein gotisch anmutender Querbau mit Giebel nach Norden und Chor nach Süden für deutschsprachige Gottesdienste, der aber nach einem Brand 1850 abgerissen werden musste. Hatte der Turm zunächst eine Zwiebelkrone, erfolgte der Wiederaufbau nach dem Brand als spitzer neugotischer Turm. 1945 brannten Kirche und Turm bis auf die Grundmauern aus. 1951 bis 1957 Sanierung. Turm 1984/85 wieder mit barockem Zwiebeldach. 1968 Einbau einer neuen Orgel. Zur Kirche gehören vier Grabmalen an der Kirchenwand sowie auf dem Kirchplatz. Bis 1540 führte eine Osterreiterprozession an die Stadtkirche.

Heute heißt die Kirche „Johanneskirche“, da am Tag Johannes des Täufers des Jahres 1540 in der Stadtkirche der erste evangelische Gottesdienst durch den ehemaligen Mönch Basilius Laurentius gehalten und die Standesherrschaft Hoyerswerda evangelisch geworden war.

Dehio – Handbuch der deutschen Kunstdenkmäler / Sachsen Band 1:

Stattliche Hallenkirche, erbaut Ende 15./Anfang 16. Jahrhundert. Die nördliche Vorhalle im 18. Jahrhundert aufgestockt. Im 19. Jahrhundert Aufstockung der Nordsakristei sowie Anbauten an der Nord- und Ostseite. Um 1850 nach einem Brand Wiedererrichtung des Turmes, dabei Erneuerung des Westportals in gotisierenden Formen. Nach einem verheerenden Brand 1945 Restaurierung 1954–63.

Der Putzbau mit 5/8-Schluss, abgetreppten Strebepfeilern, Maßwerkfenstern und Satteldach. Quadratischer, eingezogener Westturm mit oktogonalem Glockengeschoss aus Backstein. An der Nordseite zweigeschossige Sakristei mit Backsteingiebel.

Das Innere der weiträumigen Hallenkirche dreischiffig und sechsjochig. Spitzbogige Arkaden auf Achteckpfeilern. Im Westjoch in allen drei Schiffen Empore mit moderner Orgel (erneuerte Brüstung). In der Sakristei Zellengewölbe. Prächtiges Altarretabel aus Zabeltitz (Kr. Riesa-Großenhain), 2. Hälfte 16. Jahrhundert. Viergeschossiger Aufbau mit prächtigen figurenreichen Tafelbildern: in der Predella drei Bilder mit Darstellung des Abendmahls sowie der Austeilung von Brot und Wein, im Mittelfeld Darstellung der Kreuzigung, seitlich die Opferung Isaaks und Moses mit der ehernen Schlange, auf den Seitenflügeln Geburt und Auferstehung Christi, auf der Rückseite die Verkündigung und Johannes d. T. sowie der Evangelist, in den oberen Zonen das Pfingstwunder und die Trinität. Als Bekrönung Dreieckgiebel mit zwei Engeln und Kelch, in den Voluten musizierende Engel. In der Sakristei schlichte Taufe aus Diehsa, Gem. Waldhufen (Niederschlesischer Oberlausitzkreis), oktogonale Schale mit Blendarkaden, Mitte 17. Jahrhundert. Gut geschnitzter Kruzifixus, (Arme ergänzt), Ende 15. Jahrhundert. Einige Grabdenkmäler, 16.–18. Jahrhundert außen an der Kirche. An der Nordwestwand Grabplatte, mit Relieffigur eines Edelmannes in Rüstung (stark zerstört), 16. Jahrhundert, Grabmal der Auguste L’Estoque († 1802), Sandstein: fast lebensgroße Frauenskulptur mit einem Kind an der Hand auf einem rechteckigen Sockel, zum Teil zerstört.
6. ↑  POS „Ernst Schneller“:

Schule im Wohnkomplex 1. Gebaut als POS „Ernst Schneller“. Die Pläne für die Schule stammen aus dem Jahr 1957, die Ausführung erfolgte im Zeitraum 1958/59. Die 16 Klassenzimmer enthaltende Mittelschule besteht aus mehreren rechtwinklig aneinandergesetzten ein- oder zweigeschossigen Flügeln. Deren kammartige Anordnung ist nicht vollkommen unregelmäßig, doch wurde eine Symmetrie bewusst vermieden. Hauptbau ist ein langer zweigeschossiger Trakt mit dem Haupteingang in der Mitte der äußeren Langseite als der Seite, die zur Wohnbebauung weist. An den Enden und in der Mitte dieses Baukörpers schließen sich hofseitig drei gleich lange, eingeschossige Flügelbauten an. An seinen Enden ist der Hauptbau nach beiden Seiten durch eingeschossige Trakte verlängert. Diese Trakte sind nach der einen Seite ganz kurz und nach der anderen recht lang. Vom kurzen südlichen Trakt mit dem Speiseraum winkelt nach vorn zur Straße die Aula ab, vom langen nördlichen Zwischentrakt mit den Werkräumen in den Hof hinein die Turnhalle. Im Hauptbau befinden sich neben Klassenzimmern Lehrer- und Direktorenzimmer und einige Gemeinschaftszimmer. Die Zimmer weisen bei einhüftigem Aufbau zur Straße, also nach Westen. In den hofseitigen Flügeln sind Fachunterrichtsräume für Biologie, Physik und Chemie, Gemeinschaftsräume und Toiletten eingegliedert. Der Hauptbau, die Zwischentrakte, Turnhalle und Aula sind mit flachen Satteldächern versehen. Die drei Flügelbauten mit den Fachkabinetten dagegen weisen zweiseitig jeweils nach außen geneigte Pultdächer auf. Dabei wird der selbstverständlich befensterte Gang durch ein niedrigeres und ihm entsprechend schmaleres Pultdach überfangen als die weit breiteren Zimmer, deren Pultdach dem Zimmer entsprechend weit höher ist. Diese Dachform ermöglicht einen starken Höhenversprung, der, ähnlich wie bei Sheddächern, ebenfalls mit Fenstern versehen wurde, über die die Räume zusätzlich zu belichten und belüften sind, was den Anforderungen an Fachkabinette entgegenkommt. Bestimmend für die Fassadengestaltung ist über alle Baukörper (mit Ausnahme von Aula, Turnhalle und Treppenhäusern) hinweg ein gleichmäßiges Raster von Lisenen und leicht zurücktretenden Fensterbrüstungen. Die Fenster gleichen Formats greifen von Lisene zu Lisene, so dass neben Lisenen und Brüstungen keine geschlossene Wandfläche bleibt. Dadurch gewinnt der Bau einen überaus lichten und offenen Charakter von höchster Modernität. Obwohl diese Bauweise einen Skelettbau mit eingespannten Brüstungen suggeriert, handelt es sich bei der Schule um einen verputzten Ziegelbau. Bereichert wird die Schule durch Darstellungen des Hoyerswerdaer Künstlers Sieger an den Stirnwänden der zwei Treppenhäuser zum Thema „Pioniere“. Diese Bilder sind künstlerisch nicht unbedeutende Zeugnisse der angewandten Kunst der Zeit. Ebenfalls künstlerisch gestaltet wurden die Geräteraumtür der Turnhalle und die zwei Trinkbrunnen in den Treppenhäusern. Es ist festzustellen, dass die Schule einen völlig neuen Typ darstellt, bei dem Bauhaus-Grundsätze aufgegriffen und sogar weiterentwickelt wurden. Der Bau gibt dem Postulat „Form folgt der Funktion“ vollendet Ausdruck. Er ist in allen gestalterischen Variablen auf seine Funktion als Schule zugeschnitten, als einem Ort für viele Kinder, wo diese in einem hellen und luftigen Klassenzimmer konzentriert dem Unterricht folgen und auf ebensolchen Gängen und im großen Außenbereich ihrem verstärkten Bedürfnis nach Bewegung nachkommen können. Der Bau weist eine der Bauaufgabe entsprechende gelungene architektonische Lösung auf, die ihm einen besonderen architekturgeschichtlichen Wert verleiht.
7. ↑  Haus der Berg- und Energiearbeiter:

Das „Haus der Berg-und Energiearbeiter“, die heutige Lausitzhalle, wurde nach jahrzehntelanger Planungsphase 1977 begonnen und 1984 (Teile erst 1985) eröffnet. Es markiert einen der Endpunkte in der Errichtung von Kulturbauten zur DDR-Zeit. Planung und Durchführung lagen in den Händen von Ebert (Leitung), Korneli und Kuntze von der Abteilung Muster-und Experimentalbau der Bauakademie der DDR. Städtebaulich hatte das Gebäude keine Rücksicht zu nehmen auf vorhandene Strukturen, an der Kreuzung der Hauptachsen Neu-Hoyerswerdas liegend, stand es nicht, wie andere Großbauten ab den 1960er Jahren, beziehungslos da, sondern schaffte hier erst Sinn und Infrastruktur.

Die multifunktionale Kulturhaus/Stadthallenanlage besteht aus vier Stahlskelett-Gebäudeteilen. Dominant in Ausmaß und Höhe ist der fast die Hälfte des Gesamtvolumens einnehmende östliche Trakt mit einem großen Saal. Im Südwesten schließen sich, gruppiert um ein Atrium, die anderen Trakte an (Gastronomie, Kommunikation, Verwaltung). Der Trakt mit dem polygonalen Saal, den ein Foyer umläuft, hebt sich mit seinem Bühnenturm haubenförmig über die ansonsten dreigeschossige Vorhangfassade, deren Horizontalität wie in der klassischen „Weißen Moderne“ noch durch breite Beton-Putz-Bänder verstärkt wird. Die Hauptfassade zum nördlichen Lausitzer Platz hat einen größeren Curtain-Wall-Anteil, der nur einen auch zur Ostfassade durchlaufenden Balkon mit skulpturalen Seitentreppen als Horizontale hat. Er markiert die Decke zwischen Eingangshalle und Foyer. Die Eingangsfassade ist, entsprechend dem dahinter liegenden Saal, polygonal aus der Fläche herausgerückt und hat eine miesische Glasfassade mit dunklen Alu-Profilen und einer Kolossalordnung in der Fortsetzung der fünf Stützen, die den Eingang offenhalten. Die Eingangshalle und das darüber liegende Foyer wirken so „wie eine Platzerweiterung in das Gebäude hinein“. Innen bewirken souveräne gegenläufige Treppen zwischen Erd- und Obergeschoss einen fließenden Raum, dessen Funktionenselemente sich frei darin befinden. Eine Vielzahl von kugelförmigen Leuchtkörpern wirkt als kleinteiliges Ornament im ansonsten sachlichen Ambiente und erinnert an „Erichs Lampenladen“. Der große Saal mit der Hauptbühne von 458 m² hat ein ansteigendes Parkett, die Wände werden durch schräg gestellte Scheiben mit Buchenfunier geformt. Zusammen mit den abgeknickten Plafonds entsteht eine expressiv zu nennende Atmosphäre.

Die Lausitzhalle verkörpert den vollständigen Einzug der internationalen Moderne in die Bauaufgabe auf dem Gebiet der DDR, die mit dem Haus der Kultur in Neubrandenburg (1963–65) begann und mit dem Dresdner Kulturpalast und der Stadthalle Karl-Marx-Stadt ihre wichtigsten Vertreter hat. Mit ihnen hat das Hoyerswerdaer Gebäude gemeinsam, dass trotz einiger baulicher Veränderungen der Dokumentationswert noch hoch ist – bemerkenswert, weil die Mehrzahl vergleichbarer Bauten stark verändert ist (Cottbus und Schwedt innen, Gera und Suhl komplett). Die Lausitzhalle ist ein spätmoderner Bau, der aber auch dokumentiert, dass die Parameter der 1960er Jahre – Quader, Flachbautrakte, kubisches Grundschema – in der DDR bis zu deren Ende fortgeführt wurden.
8. ↑  Klinikum Hoyerswerda:

In einem Ideenwettbewerb wurden 1956 die Grundkonturen der neuen Stadt festgelegt. Dazu gehörte neben einer Hauptstraße (Magistrale), einem Kulturpark und vielfältigen Versorgungseinrichtungen auch ein großzügiger Klinikkomplex im Osten der Stadt am Rande eines ausgedehnten Grünbereichs. Während die meisten der genannten Elemente nur in Teilen realisiert werden konnte, wurde der Krankenhauskomplex 1964–68 in Stahlbetonskelett-Montagebauweise, 2-Mp-Laststufe, erbaut. Die Projektierung erfolgte durch ein Büro des damaligen VEB Cottbusprojekt, später VEB Wohnungsbaukombinat Cottbus, sowie durch die Deutsche Bauakademie Berlin. Erstmals in der DDR wurden hier für einen Klinikbau konsequent Bauelemente in industrieller Fertigung angewandt. Als bedeutender Industriestandort und ambitioniertes wohnungs- und sozialpolitisches Großprojekt war Hoyerswerda die Stadt in der DDR, in welcher die neuentwickelten Baumethoden erprobt wurden – in der Folgezeit entstanden auch in anderen Städten Klinikkomplexe in Stahlbetonskelett-Montagebauweise. Bezeichnend für die Vorreiterrolle des Klinikums ist, dass versucht wurde, die sichtbare moderne Konstruktion und die funktional notwendige Aufteilung in einzelne Gebäudeteile auch gestalterisch zu nutzen. Ergebnis ist ein Bau, der in seiner äußeren Erscheinung den Eindruck des Nichtalltäglichen vermittelt. Die Fassaden werden durch raumhohe Stahlbetonrahmen gebildet, in die die Fenster samt Brüstungen eingelassen sind. Die Fensterbrüstungen sind mit farbigen Mosaiksteinen verkleidet, wobei das Erdgeschoss als Sockelzone von den Obergeschossen farblich unterschieden ist. Auch die Anordnung der einzelnen Gebäudetrakte des Klinikums in Form eines Doppel-T mit Poliklinik, Komplement und Bettentrakten, die funktionalen Erfordernissen geschuldet ist, wurde gestalterisch genutzt. In der Vorderansicht des Klinikums überragt das siebengeschossige Bettenhaus die viergeschossige Poliklinik, und der Giebel des sechsgeschossigen Komplements wirkt wie ein mittig aufgesetzter Dachaufsatz und betont so den darunter gelegenen Eingang der Poliklinik. Die für das Klinikum durchgehend angewandte Form des Schmetterlingsdaches mit weiten Überständen und darunterliegendem Zwischengeschoss mit Lüftungsschlitzen kommt in dieser Ansicht des Komplements besonders zur Geltung. Der Giebel bringt ein dynamisches Element in die Vorderansicht des Gebäudekomplexes hinein. Der langgestreckte Bettentrakt bildet den hinteren Querbalken des Doppel-T und ist in sich in einen siebengeschossigen Mitteltrakt und zwei fünf- bzw. dreigeschossige Seitentrakte unterteilt. Die Symmetrie dieses Gebäudeteils ist durch einen mittig angeordneten Dachaufsatz zusätzlich hervorgehoben – ähnlich wie es der Giebel des Komplementbaus in der Vorderansicht bewirkt.
Der große Stellenwert des Klinikums innerhalb der Stadt, aber auch im Krankenhausbau der DDR drückt sich auch in den zahlreichen baugebundenen Kunstwerken aus. Am westlichen Giebel der Poliklinik ist die Bronzeplastik „Eid des Hippokrates“ des Bildhauers S. Pfitzenreiter angebracht. In den Wartebereichen der Poliklinik befinden sich rechteckige Pfeiler, die mit Glasmosaiken verkleidet sind.
Zum baugeschichtlichen Wert des Klinikums trägt auch der Krankenhausgarten bei. Die großen Freiflächen des Krankenhauses wurden gartenarchitektonisch gestaltet, wobei dem Krankenhausgarten, der sich südlich an das Bettenhaus anschließt, besondere Aufmerksamkeit gewidmet wurde. Architektur und Garten nehmen gestalterisch aufeinander Bezug. Unmittelbares Verbindungselement ist eine dem Mitteltrakt vorgelagerte Terrasse, die mit Sommerblumen, Staudenpflanzen sowie Beeteinfassungen aus Sandstein und Terrakotta aufwendig gestaltet ist. Den beiden Seitentrakten des Bettenhauses sind offene Loggien vorgeblendet, die dem Patienten ermöglichen, sich ohne Verlassen des Hauses im Freien aufzuhalten und den Garten zu genießen. Die Gartengestaltung dient nicht nur der Hervorhebung des Gebäudes, sondern vermittelt gleichzeitig auch zwischen dem Gebäude und dem Grünzug, der sich hinter dem Garten entlangzieht. Im hinteren Teil des Gartens schließt ein terrassenartig erhöhter Sondergarten das Areal optisch ab und erlaubt gleichzeitig den Überblick über die sich außerhalb des Gartens anschließende, leicht gewellte Landschaft. Als Übergang in die Landschaft dient auch das kleine Wäldchen aus Kiefern und Birken in der Mitte des Gartens. Es setzt sich hinter dem Garten fort und verwischt so dessen Grenzen. Die Einbeziehung der landschaftstypischen Kiefernwälder im östlichen Teil der Stadt wurde schon in den 1950er Jahren städtebaulich festgelegt. Die Bepflanzung mit Kiefern und Birken bestimmt auch das Bild der Freiflächen vor dem Klinikum, rückt es von der umgebenden Wohnbebauung ab und weist auf den rückwärtigen Garten hin. Die enge Verbindung von Gebäude und Garten verleiht dem Klinikum vor allem im Gartenbereich einen gehobenen, sanatoriumsartigen Charakter. Dazu trägt auch die Ausstattung des Gartens mit einer Vielzahl von Kunstwerken bei, darunter eine Bronzeplastik, der Hahnenbrunnen, der Taubenturm und das Relief „Krimlandschaft“.
9. ↑  Schloss:

Bestandteil des Burglehens. Sitz der Herrschaft der Standesherrschaft. Entstand aus einer fast kreisförmigen Burg mit Wassergraben. Wahrscheinlich eine deutsche Gründung der Ostkolonisation des ausgehenden 12. und beginnenden 13. Jahrhunderts, wahrscheinlich gebaut um 1250. Möglicherweise von Hoyer von Vredeberg (Friedeberg) Erbauer, der 1273 als Burgherr genannt wird. 14. Jahrhundert erster Steinbau auf 2 Meter aufgeschüttetem Hügel. 1467/68 Schleifung der Burg in den Hussitenkriegen. 1483 baut Georg von Stein die Burg wieder auf. 1589 durch Brand zerstört. Um 1600 baut Seyfried von Promnitz einen dreigeschossigen Renaissancebau. Nachdem die Oberlausitz zu Sachsen gekommen war, wurde das Schloss zum Vergnügungsschloss der Kurfürsten. Februar 1668 dreitägiges Fest von Johann Georg III. 1700 bis 1705 Sächsischer Großkanzler Wolf Dietrich von Beichlingen August der Starke hatte es ihm für dreieinhalb Tonnen Goldes verkauft. 1705 bis 1737 erhält Ursula von Teschen von August dem Starken das Schloss und die Herrschaft. Mit Erb- und Eigentumsrechten. Die Teschen versieht das Schloss mit einem Barockportal, die Bauten bekommen eine einheitliche Höhe von drei Geschossen. Es gibt eigenhändige Pläne von August dem Starken, der auch Gebäudeteile abreißt. Das Schloss wird zum Süden geöffnet, eine zweite Brücke gewährt Zugang zu einem angelegten Schlossgarten. 1737 kaufte August III die Herrschaft (zurück). Das Schloss war ungenutzt. Die Mühlen und Vorwerke wurden verpachtet. Die Verwaltung hatten die Amtsmänner Theophilus Lessing Älterer und Jüngerer. Nach 1815 zogen hier preußische Behörden ein. 1823 wurde der hintere Teil als baufällig abgetragen. In Wegfall kamen das Türmchen und ein Großteil der Giebel. 1840 zog das Gefängnis vom abgerissenen Wittichenauer Tor hier im Erdgeschoss ein. Bei Umbauten im Inneren 1907 bis 1915 verschwand wertvolle Innenausstattung, Balkendecken, Zimmerstrukturen, Kamine usw. 1952 Heimatmuseum unter Günter Peters. Ausstellungen, Konzerte, Theateraufführungen.

Dehio – Handbuch der deutschen Kunstdenkmäler / Sachsen Band 1:

Ursprünglich Wasserburg des 13. Jahrhunderts, erwähnt 1272. Leicht ovaler Grundriss, davon die Wassergräben und ein Teil der in Backstein tonnengewölbten Keller erhalten, der Rundung folgend. Nach Zerstörung der Burg 1467 und einem Brand 1589 Neubau seit 1592 unter Seyfried von Promnitz. Die Gebäude vielfach verändert. Unter der Herzogin zu Teschen, 1705–37 Besitzerin der Burg, um 1727 Verlängerung des Westflügels nach Süden und Hinzufügung eines nach Westen vorspringenden Eingangstraktes. 1823 Abbruch von Teilen des Schlosses. Seit 1781 das Schloss im Besitz der Stadt, seit 1911 eingreifender Ausbau, den Gesamteindruck heute noch bestimmend, weitere Veränderungen nach 1945.

Unregelmäßige, im Wesentlichen dem Grundriss des mittelalterlichen Baus folgende Anlage von drei Geschossen um einen engen Hof, jedoch der südöstliche Teil des Rundes unbebaut geblieben. Vierachsiger Eingangstrakt, im Erdgeschoss pilastergerahmte Arkaden mit Wappen über deren Scheiteln (1911 erneuert). Ursprünglich mit rechteckigen Fenstern und Volutengiebeln, ein solches am ehemaligen Südende des westlichen Eingangsflügels erhalten. Ebenfalls noch aus der ersten Bauzeit ein Portal auf der Nordseite des Hofes, Ende 16. Jahrhundert mit geradem Sturz, darüber Wappentafel des Seyfried von Promnitz und seiner beiden Frauen. Ein zweites Portal am Ostflügel Ende 17. Jahrhundert mit Wappen zwischen gesprengtem Volutengiebel, 1911 stark erneuert. Im Inneren ein flachbogiger gratgewölbter Saal von vier Jochen und die einläufige Schlosstreppe um 1600 erhalten. Vor dem Schloss eine Postmeilensäule mit kursächsischem Wappen, 1730, ursprünglich auf dem Marktplatz, 1973 restauriert und versetzt.
10. ↑  Sputnikstraße 1, 3, 5, 7:

Die Raumzellenbauweise in Beton war in den Jahren 1963/64 vom WBK Cottbus zusammen mit dem VEB Hochbauprojektierung Cottbus im Auftrag der Deutschen Bauakademie entwickelt worden. Angestrebt waren dabei eine Kosten- und Bauzeitsenkung, eine Qualitätsverbesserung, eine Einsparung von Arbeitskräften und die Möglichkeit für ein Bauen auch im Winter. Die Sputnikstraße 1/3/5/7 wurde als erster Raumzellenbau „zur Erprobung“ aufgeführt. Baubeginn war am 2. November 1964, die Übergabe erfolgte am 1. Mai 1965. Die Herstellung und Vorkomplettierung der Raumzellen, eingeschlossen der Einbau von Fenstern und Türen, die Tapezierung und der Anstrich der Räume, die Verlegung des Fußbodenbelages sowie die Einbringung von Sanitär- und Heizungsinstallation war bereits im Betonwerk vorgenommen worden. Als luxuriöse Zugabe bekamen die Wohnräume Parkettboden. Die Sputnikstraße 1 / 3 / 5 und 7 umfasst 180 Zellen, die mit einem Portalkran zusammengesetzt wurden. Eine Raumzelle besteht aus Wand-, Boden- und Deckenplatten, die mit Winkelprofilen verbunden sind. Sie ist 2,8 Meter hoch und an der Außenwand 3,6 oder 2,4 Meter breit, die Tiefe beträgt 4,8 Meter. Die Wandplatten sind als Kassettenplatten von 70 mm Stärke ausgebildet, die Außenwandplatten und Deckenplatten aus Stahlbeton (Vollplatten). Zwecks Dämmung besitzen die Außenwände eine Beschichtung mit Schaumglasplatten, die mit Kleinstmosaiksteinen dekorativ belegt sind. Heute bieten sich die Fassaden verkleidet dar, so dass die ursprüngliche Gestaltung nicht mehr sichtbar ist. Eine weitere optische Aufwertung besteht darin, dass die auf der geschlossenen Fassadenseite befindlichen Treppenaufgänge durchgehend mit durchbrochenen Betonelementen versehen sind – dahinter befinden sich noch Fenster. Die vier Haustüren sind mit Vordach und seitlichen, geschlitzten Betonelementen versehen. Alle anderen technisch-konstruktiven Parameter und Details des Baus, so unter anderem Form und Konstruktion des Daches, entsprechen der allgemeinen Bauweise der Zeit. Der Raumzellenbau Sputnikstraße 1/3/5/7 konnte die in die Bauweise gesetzten Erwartungen nicht erfüllen. Aufzuzählen sind in diesem Zusammenhang mehrere Faktoren. Zunächst gab es Abweichungen in den Maßen der Formelemente, so dass es bei der Montage Schwierigkeiten gab. Zudem erwiesen sich die Fassaden als wasserdurchlässig. Wenn es während des Transportes vom Betonwerk zur Baustelle und bei der Montage regnete, kam es zu Schäden am Sparparkett. Durch die Doppelung der Wände und Decken- wie Bodenplatten konnte keine Materialeinsparung erreicht werden. Der Stahlverbrauch betrug stattliche 700 Prozent gegenüber der bisherigen Plattenbauweise. Nachteilig für die Bewohner war vor allem, dass nur zwei Raumgrößen möglich waren und das Wohnzimmer nur 16 Quadratmeter umfasste. So kam es, dass der Raumzellenbau Sputnikstraße 1/3/5/7 wenigstens im Bereich des Wohnungsbaukombinates Cottbus ein Unikat blieb. Er belegt also keine Entwicklung im Bauwesen, sondern die Suche nach neuen Möglichkeiten, die im vorliegenden Falle „in der Sackgasse“ endete und dem Bau eine singuläre Bedeutung zukommen lässt. Unter dem Blickwinkel der Singularität mutet es fast traurig an, dass die Konstruktion in keiner Weise sichtbar ist. Der Bau blieb einmalig und besitzt eine besondere baugeschichtliche Bedeutung.
11. ↑  Lessinghaus:

Das sogenannte Lessinghaus besteht in einem schlichten zweigeschossigen barocker Baukörper mit Walmdach und Kreuzgewölben im Innern. Ursprünglich war links im rechten Winkel nach hinten ein langer wie der Vorderbau zweigeschossiger Flügel in Fachwerk angebaut. Ein Amtshaus ist ein herrschaftliches Gebäude für Wohn- und Dienstzwecke des Amtmanns. Das Hoyerswerdaer Amtshaus enthielt im Erdgeschoss die Amts- und Rentstube, im Obergeschoss die Wohnung des Amtmannes. Adelung zu Amtmann: „Derjenige, der einem landesherrlichen Kammeramte vorgesetzet ist, wo doch die Obliegenheiten und Befugnisse eines Amtmannes nicht in allen Gegenden einerley sind. An manchen Orten hat er so wohl die Justizpflege, als die Hebung der Kammergefälle und die Polizey in den ihm anvertrauten Bezirken, an andern Orten aber nur eines oder das andere dieser Stücke.“ Unter den Hoyerswerdaer Amtmännern gab es in der Zeit zwischen 1728 und 1798 zwei Amtmänner mit dem Namen Theopilus Lessing. „Theophilus Lessing der Ältere, Sohn des Kamenzer Bürgermeisters, studierte in Halle und Wittenberg Theologie, wurde aber später Jurist, Advokat und Verwaltungsbeamter und ließ sich in Hoyerswerda nieder. Im Jahr 1724 begann er als Schreiber der Fürstin Teschen, wurde 1728 von ihr als Amtsaktuarius und 1739 von der Königlich Polnischen und Kursfürstlich Sächsischen Kammer als Justizamtmann eingesetzt. In dieser Funktion war er der Richter für Stadt und Umgegend und der erste Vertreter der Kurfürstlichen Regierung. Er starb im Jahr 1748 und hatte während seiner Amtszeit hohes Ansehen genossen.“ Das war der Onkel des Dichters Gotthold Ephraim Lessing (1729–1781). „Seine Nachfolge trat im gleichen Jahr sein Sohn Theophilus an. Er hatte in Leipzig Jura studiert, kehrte danach nach Hoyerswerda zurück und übernahm 1748 die Ämter seines Vaters. Diese führte er 50 Jahre bis zu seinem Tode fort. Im Nachruf wird er als ‚...wahrer Menschenfreund, der mit Gerechtigkeit und großer Leutseligkeit und Güte sein langgeführtes Amt verwaltet und mit Recht einer allgemeinen Hochachtung und Liebe von einheimischen und Fremden genossen hat‘ gepriesen. Er hatte mit seiner Familie im Amtshause gelebt.“ (S. 24 Hoyerswerdaer Geschichtsheft) Auf Grund dieser Geschichte wird das Haus seit jüngeren Zeiten Lessinghaus genannt.
12. ↑  Poliklinik (Straße am Lessinghaus 5):

In Hoyerswerda wie in der gesamten bis dahin nur vier Jahre bestehenden DDR wurde dem Ausbau des Gesundheitswesens großes Gewicht beigemessen. Durch die Konzentration vieler Disziplinen und die Ausstattung mit Röntgen, Labor etc. war in der Poliklinik eine gute Qualität der ärztlichen Versorgung möglich. Manche Polikliniken verfügten sogar über Betten in einem teil- bzw. vorstationären Bereich und über Einrichtungen zum ambulanten Operieren. Dies alles trifft auch auf die neue Hoyerswerdaer Poliklinik zu, die dabei auch Aufgaben des alten Krankenhauses übernahm, welches sich auf dem Eckgrundgrundstück Karl-Liebknecht-Straße / Salomon-Gottlob-Frentzel-Straße befand und dessen Gebäude einschließlich einiger Anbauten bis heute besteht. Ein neues Krankenhaus wurde in den Jahren 1964 bis 1968 auf der Maria-Grollmuß-Straße errichtet. Zu diesem Zeitpunkt war die kleine Ackerbürgerstadt Hoyerswerda durch den Bau der Neustadt als Wohnstatt für die Angestellten des seit 1955 entstehenden Braunkohle-Veredelungswerkes gewaltig angewachsen. Als Grundstück für die neue Poliklinik wurde ein Bereich auf dem südöstlich der Altstadt gelegenen Burglehn genutzt.